# Louis XV của Pháp
Louis XV (15 tháng 2 năm 1710 – 10 tháng 5 năm 1774), biệt danh Louis Đáng yêu, là quân vương của Vương tộc Bourbon, giữ tước hiệu Vua của Pháp từ 1 tháng 9 năm 1715 cho đến khi qua đời năm 1774. Ông kế vị tằng tổ phụ là Louis XIV vào lúc 5 tuổi. Trước khi ông trưởng thành (1723), Philippe II, Công tước xứ Orléans, nắm quyền nhiếp chính cai quản vương quốc. Hồng y Fleury làm Thừa tướng từ 1726 đến khi qua đời năm 1743, đến lúc này vị vua trẻ mới có thể đích thân chấp chính.
Thời gian cai trị của ông kéo dài 58 năm, đứng thứ hai trong lịch sử của Pháp chỉ sau người tiền nhiệm là tằng tổ phụ, Louis XIV. Năm 1745, ông thân chinh và giành chiến thắng tại Trận Fontenoy chiếm được Nam Hà Lan từ tay Quân chủ Habsburg nhưng sau đó trả lại cho người Áo năm 1748. Năm 1763, ông cắt đất Tân Pháp ở Bắc Mỹ cho Tây Ban Nha và Anh sau thất bại trong Chiến tranh Bảy năm. Ngoài ra ông còn sáp nhập lãnh địa của Công quốc Lorraine và Cộng hòa Corse vào Vương quốc Pháp. Louis XV qua đời năm 1774 và người kế nhiệm là đích tôn của ông, Louis XVI, người bị lật đổ trong Cách mạng Pháp. Hai người cháu khác của ông, Louis XVIII và Charles X, lần lượt giữ ngôi vua sau thất bại của Napoleon Bonapate. Các sử gia đánh giá triều đại của ông là giai đoạn tồi tệ, với liên tiếp các cuộc chiến tranh nổ ra làm hao mòn tiền bạc trong phủ khố rồi dẫn đến sự suy vong của triều đình và cuộc Cách mạng Pháp vào những năm 1780.

## Thời niên thiếu và Thời kì Nhiếp chính (1710-1723)

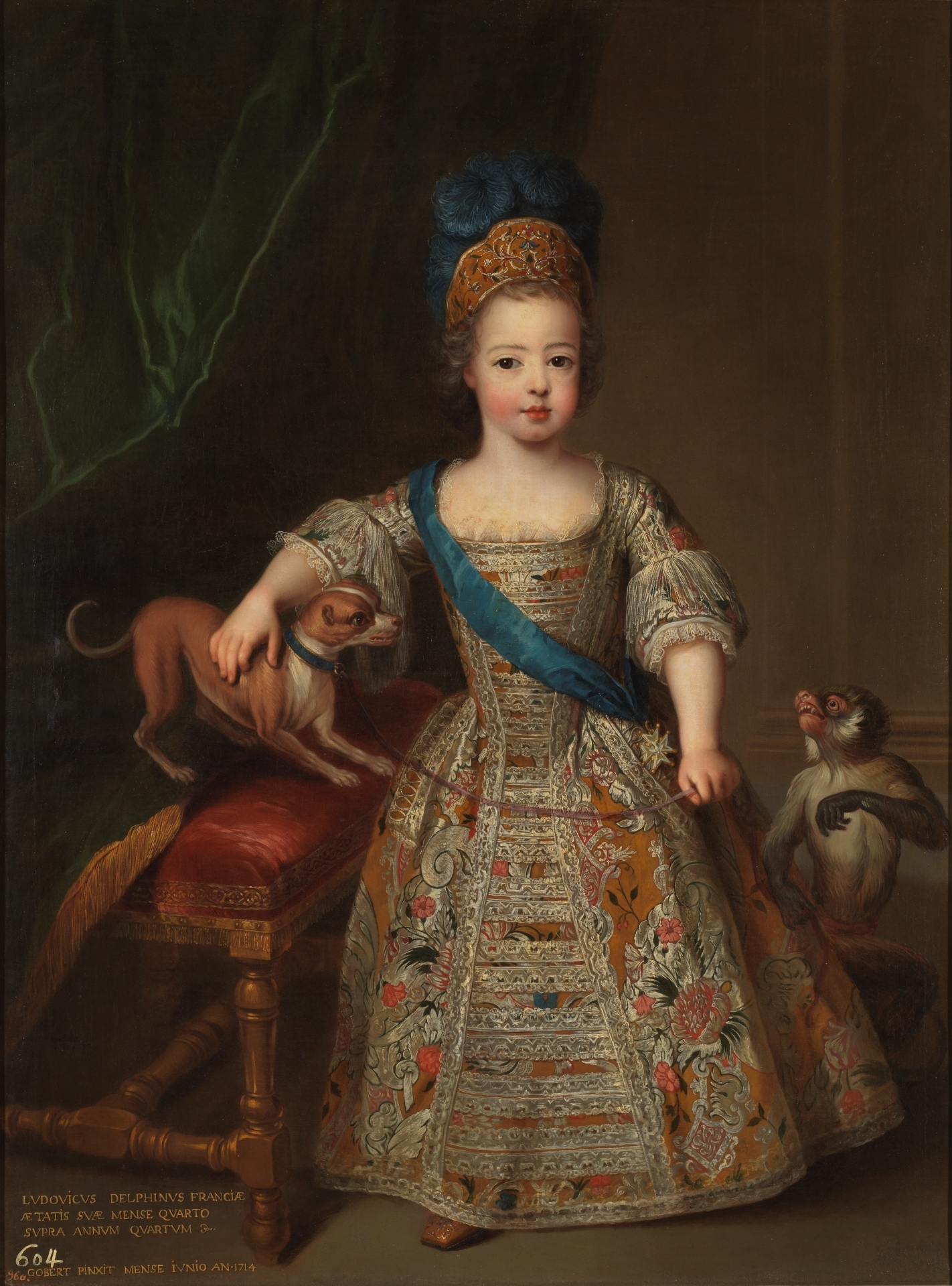
Louis XV khi còn nhỏ.

Louis XV là tằng tôn của Louis XIV và là con trai thứ hai của Công tước xứ Bourgogne (1682-1712), cùng vợ là Marie Adelaide của Savoia, trưởng nữ của Vittorio Amedeo II, Công tước xứ Savoia. Ông chào đời tại Cung điện Versailles ngày 15 tháng 2 năm 1710. Sau khi chào đời, ông được tấn phong làm Công tước xứ Anjou. Khả năng kế vị của ông khi đó không cao; ông đứng sau tổ phụ là trưởng tử của nhà vua, Louis Đại Thái tử (Grand Dauphin), còn có cha và trưởng huynh trong danh sách thừa kế. Tuy nhiên, Đại Thái tử qua đời vì bệnh đậu mùa ngày 14 tháng 4 năm 1711. Ngày 12 tháng 2 năm 1712, mẫu thân của Louis, Marie Adelaide, sau đó ngày 18 tháng 2 là cha của Louis, Công tước xứ Bourgogne, người thừa kế số một, lần lượt mắc bệnh sởi và qua đời. Ngày 7 tháng 3, cả Louis và trưởng huynh, Công tước xứ Bretagne, đều bị chẩn đoán mắc bệnh sởi. Công tước Bretagne được điều trị theo cách truyền thống là chích máu. Khoảng tối ngày 8 rạng sáng ngày 9 tháng 3, Công tước xứ Bretagne qua đời mà nguyên nhân là do cả căn bệnh và cách điều trị sai lầm. Bảo mẫu của Louis, Madame de Ventadour, không cho phép các bác sĩ lấy máu, do đó mặc dù rất đau nhưng ông vẫn sống sót. Khi Louis XIV qua đời ngày 1 tháng 9 năm 1715, Louis, mới 5 tuổi, kế thừa hoàng vị.
Theo pháp lệnh Vincennes năm 1374, vương quốc được điều hành bởi Nhiếp chính vương cho đến khi Louis lên 13 tuổi. Danh hiệu Nhiếp chính được trao cho người bà con gần nhất của vua là Philippe, cháu của nhà vua, và là Công tước xứ Orleans. Tuy nhiên, Louis XIV không tín nhiệm Philippe, một người lính kiệt xuất, nhưng bị vua coi là kẻ không sùng đạo. Nhà vua gọi Philippe là Fanfaron des crimes ("đầu sỏ của tội ác)" Louis XIV muốn quyền điều hành Hội đồng Nhiếp chính phải giao cho người con ngoại hôn được ông rất thương yêu, Công tước xứ Maine (con triêng của Louis XIV với Madame de Montespan). Tháng 8 năm 1714, không lâu trước khi qua đời, nhà vua viết di chiếu lệnh hạn chế quyền hạn của người chấp chính; theo đó quốc gia sẽ được điều hành bởi Hội đồng Nhiếp chính gồm 14 thành viên cho đến năm tân vương 13 tuổi. Philippe là cháu gọi Louis XIV là bác, làm Chủ tịch Hội đồng, nhưng còn có các thành viên khác bao gồm Công tước xứ Maine cùng các đồng minh. Quyết định của triều đình được ban xuống theo chế độ đa số phiếu, nghĩa là quyền lực Nhiếp chính vương có thể bị bác bỏ bởi nhóm Maine. Orléans nhìn ra điều đó, và ngay sau khi nhà vua qua đời, ông đến Nghị viện Paris, một Hội đồng quý tộc gồm nhiều đồng minh của ông, và Nghị viện đã hủy bỏ tờ di chiếu. Để đổi lấy sự ủng hộ của họ, Orléans cho khôi phục droit de remontrance (quyền phản đối) của Nghị viện - vốn bị Louis XIV triệt bỏ từ trước, theo đó Nghị viện có quyền phản đối những quyết định của nhà vua mà họ cho là trái với lợi ích dân tộc. Quyền phản đối làm suy yếu quyền hành của quân chủ và đánh dấu khởi đầu xung đột giữa Nhà vua và Nghị viện mà đỉnh điểm là Cách mạng Pháp năm 1789.

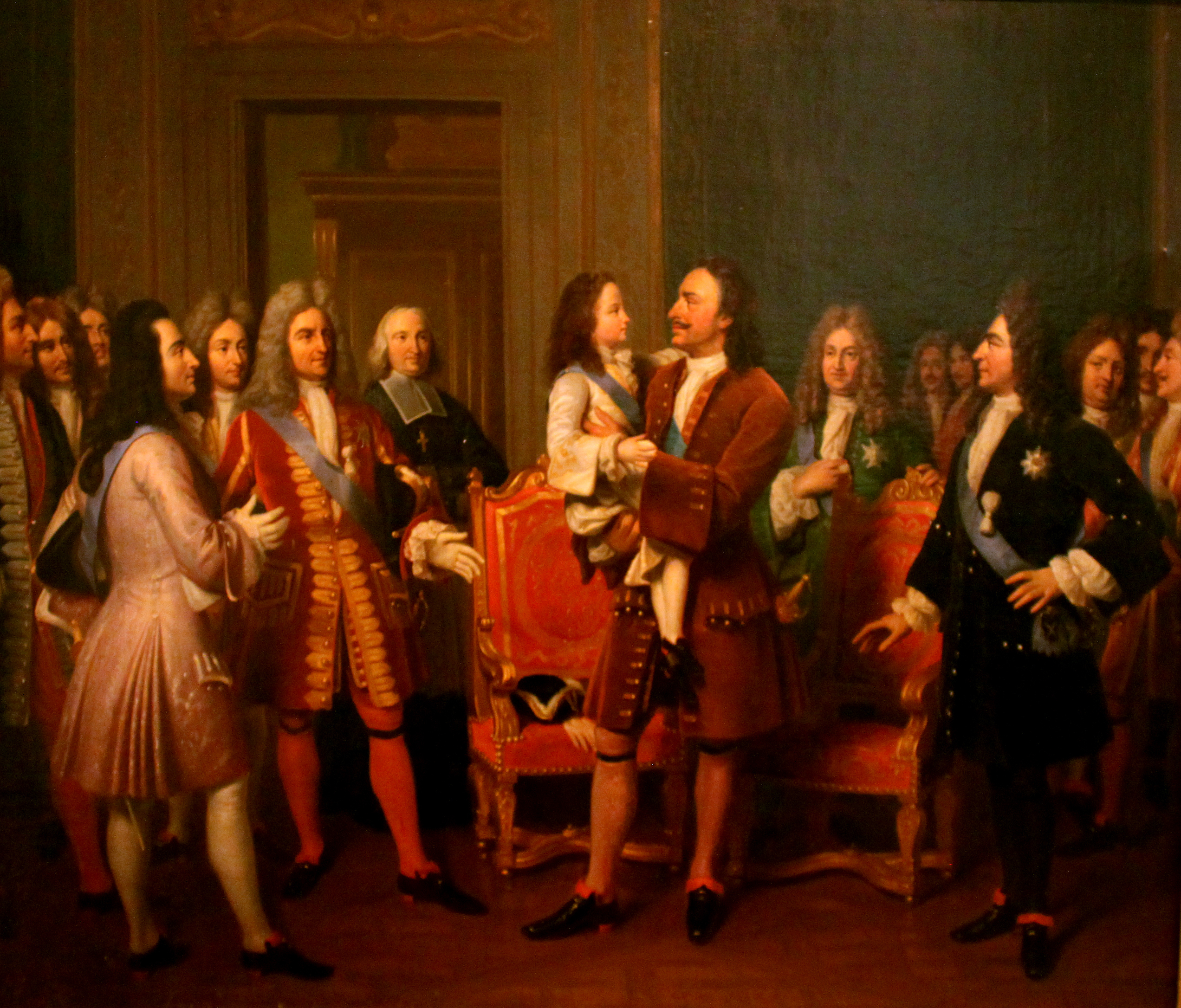
Czar Pyotr Đại Đế của Nga đang bế vị vua nhỏ (1717)

Ngày 9 tháng 9 năm 1715, Nhiếp chính dẫn nhà vua rời khỏi cung điện Versailles về Paris, ở đây Nhiếp chính ở tại tư gia thuộc Cung điện hoàng gia. Ngày 12 tháng 9, ông ra sắc lệnh đầu tiên, khai mạc Tòa án công lý lần đầu tiên dưới triều của mình tại Cung điện hoàng gia. Từ tháng 9 năm 1715 đến tháng 1 năm 1716 ông sống tại Chateau de Vincennes, trước khi dời đến Cung điện Tuileries. Tháng 2 năm 1717, ông vừa tròn 7 tuổi, và bị tách khỏi người bảo mẫu là Madame Ventadour và đặt dưới sự chăm sóc của Francois de Villeroy, vị Công tước 73 tuổi và Marechal de France, gọi theo chức vị mà Louis XIV đã tấn phong cho ông trong tờ di mệnh tháng 8 năm 1714. Villeroy hướng dẫn cho nhà vua trẻ những lễ nghi cung đình, dạy ông cách duyệt binh, và nghi thức tiếp khách trong hoàng tộc. Những vị khách mà ông tiếp bao gồm Sa hoàng Pyotr Đại đế năm 1717; trái với nghi thức thông thường, vị Sa hoàng cao 2 mét đã bế ông lên tay và hôn ông. Louis cũng học cưỡi ngựa và bắn cung, và nhà vua trẻ nhanh chóng say mê những trò này. Năm 1720, theo gương Louis XIV, Villeroy bảo nhà vua Louis múa trước công chúng hai điệu ba lê tại Cung điện Tuileries ngày 24 tháng 2 năm 1720, và một lần nữa trong sự kiện The Ballet des Elements ngày 31 tháng 12 năm 1721. Louis nhút nhát không thích trò này và ông không bao giờ múa ba lê lần nào nữa.
Gia sư của nhà vua là Tu viện trưởng André-Hercule de Fleury, Giám mục xứ Frejus, (về sau trở thành Hồng y de Fleury), dạy cho ông các ngôn ngữ Latin, Ý, các môn lịch sử, địa lý, thiên văn, toán học, mĩ thuật và bản đồ. Khi Sa hoàng Nga có chuyến thăm nước Pháp, nhà vua khiến Sa hoàng thích thú khi ông xác định những con sông, thành phố và các địa điểm địa lý của Nga. Trong những năm cuối đời nhà vua vẫn đam mê với khoa học và địa lý; ông lập ra Khoa Vật lý (1769) và Cơ khí (1773) tại Collège de France., và tài trợ cho tấm bản đồ hoàn chỉnh và chính xác đầu tiên của nước Pháp, Cartes de Cassini. Ngoài các môn khoa học lý thuyết, ông còn nhận được nền giáo dục thực tiễn trong chính phủ. Bắt đầu từ năm 1720 ông tham dự các cuộc họp thường kỳ của Hội đồng Nhiếp chính.

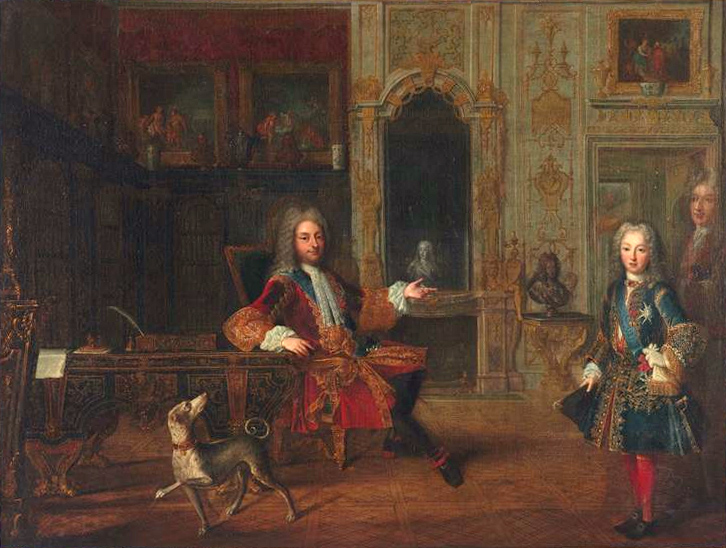
Louis bên cạnh Nhiếp chính vương, Philippe xứ Orleans (1718)

Một cuộc khủng hoảng kinh tế làm đứt đoạn thời kì Nhiếp chính; nhà tư sản người Scotland, John Law được tấn phong làm Tổng trưởng tài chính. Tháng 5 năm 1716, ông khai trương Banque Générale Privée ("Ngân hàng Tư nhân Tổng hợp"), nơi này sớm trở thành Ngân hàng Hoàng gia. Phần lớn do chính phủ tài trợ, và đây là một trong những ngân hàng đầu tiên phát hành tiền giấy, có thể được đổi bằng vàng. Ông cũng thuyết phục những nhà tư sản và quý tộc giàu có ở Paris đầu tư vào Công ty Mississippi, để phục vụ cho việc chiếm đóng thuộc địa Louisiana. Cổ phiếu của công ty ban đầu tăng nhanh và sau đó đóng cửa vào năm 1720, sáp nhập vào ngân hàng. Pháp luật lỏng lẻo, và những nhà giàu ở Paris miễn cưỡng đóng các khoản đầu tư tiếp theo và tin tưởng và những thứ tiền giấy thay cho vàng.
Năm 1719, Pháp, liên minh với Anh và Cộng hòa Hà Lan, tuyên chiến với Tây Ban Nha. Người Tây Ban Nha bị đánh bại trên cả hai mặt trận thủy và bộ, không lâu sau phải xin giảng hòa. Hiệp ước Pháp - Tây Ban Nha được kí kết ngày 27 tháng 3 năm 1721. Hai chính phủ quyết định liên hôn với nhau bằng hôn nhân giữa Louis với Mariana Victoria của Tây Ban Nha, cô con gái bảy tuổi của nhà vua Felipe V của Tây Ban Nha - một người cháu nội khác của Louis XIV, chú ruột của Louis XV. Thỏa thuận hôn nhân được kí ngày 25 tháng 11, và cô dâu tương lai đến Pháp và trú tại Louvre. Tuy nhiên, Nhiếp chính cho rằng Mariana quá nhỏ để sinh con, và gửi cô bé trở về Tây Ban Nha. Suốt khoảng thời gian còn lại thời Nhiếp chính, đất nước tương đối ổn định, và năm 1720, Nhiếp chính vương đã ra sắc lệnh cho chính phủ đứng ngoài các cuộc xung đột tôn giáo. Montesquieu và Voltaire xuất bản những tác phẩm đầu tiên của họ, và Thời kì Khai sáng ở Pháp bắt đầu một cách yên bình.

## Chính phủ dưới thời chấp chính của Công tước Bourbon (1723–1726)

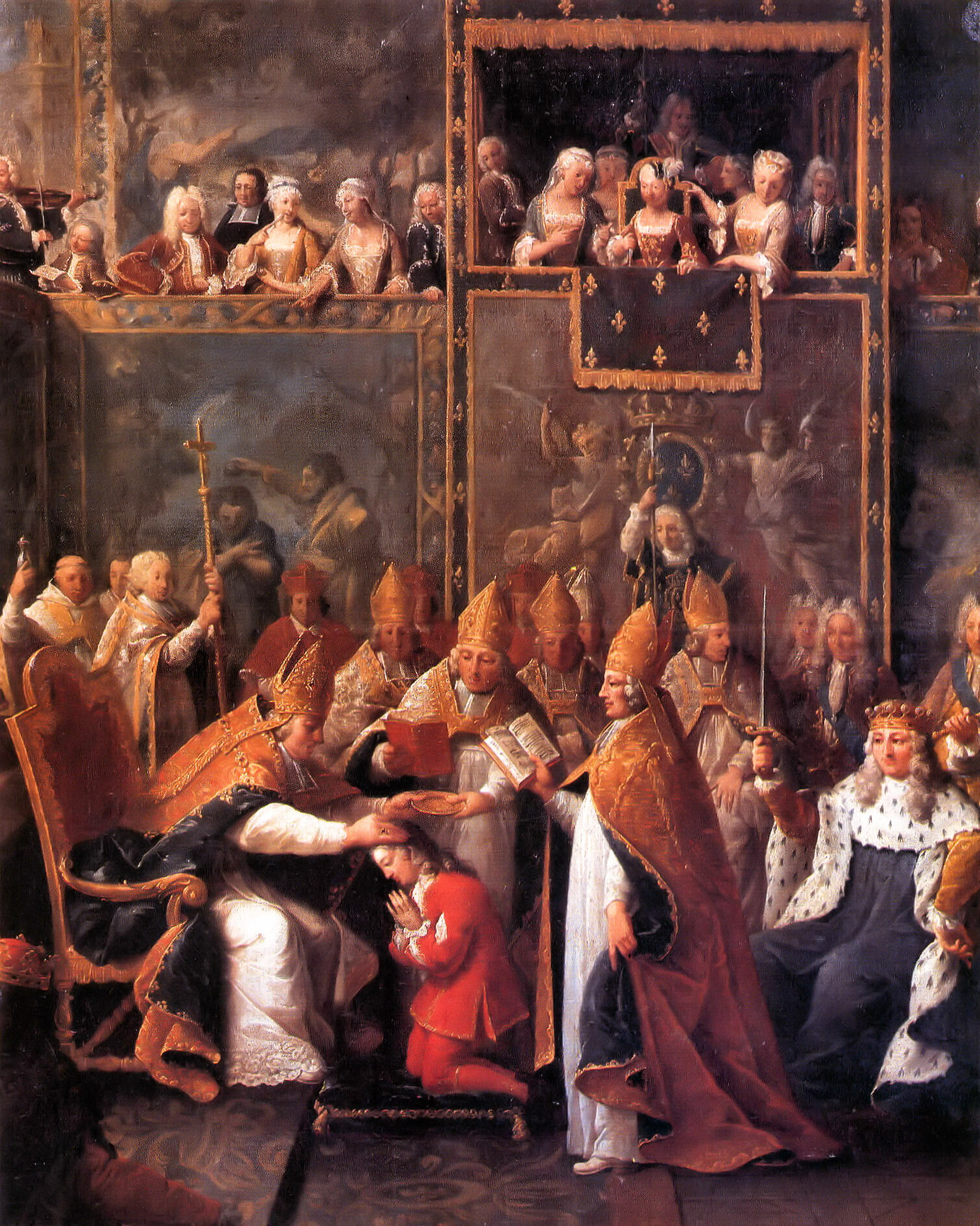
Lễ đăng quang của Louis XV tại Nhà thờ chính tòa Đức Bà Reims (1722)

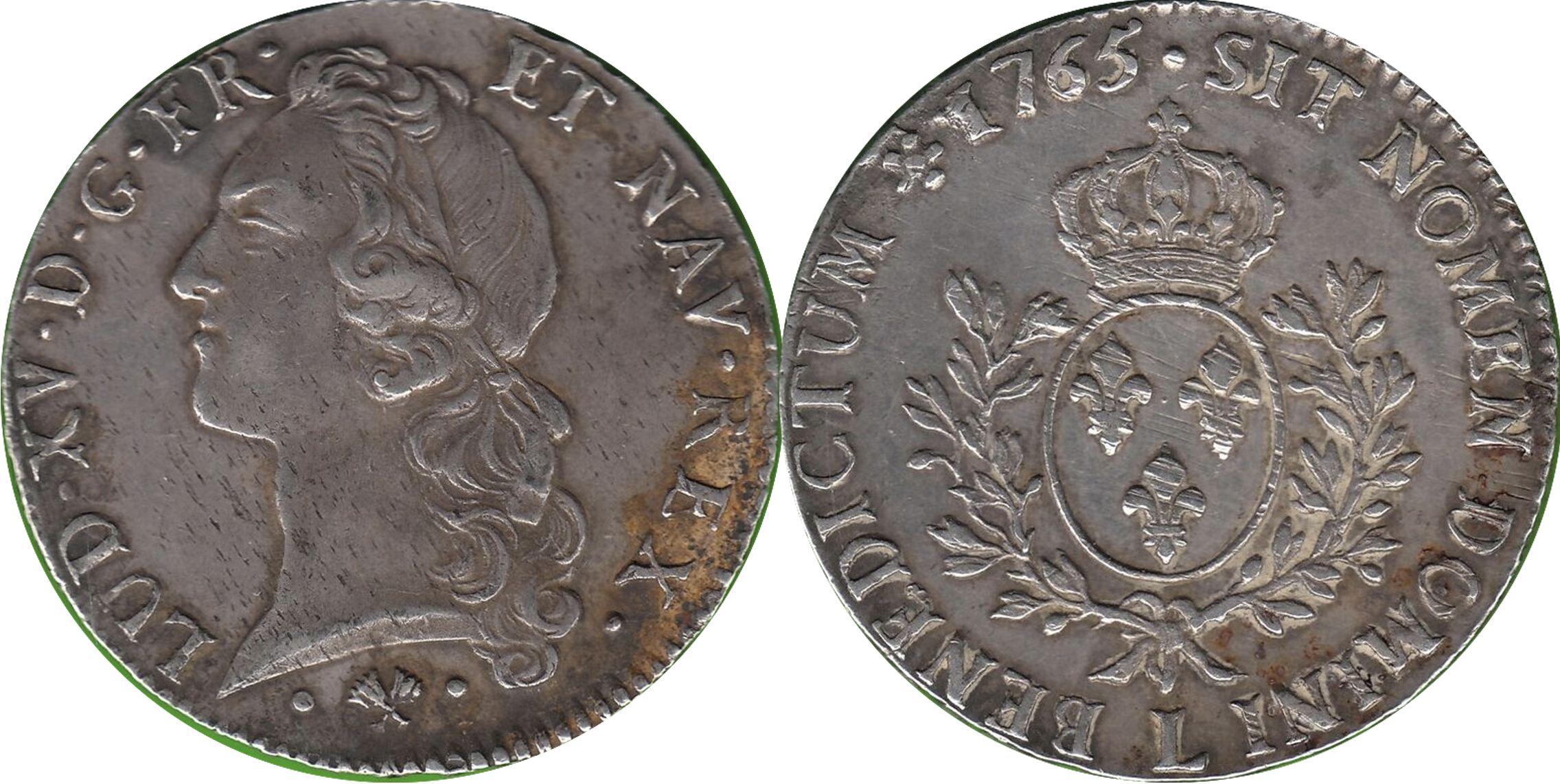
Xu bạc: 1 écu Vương quốc Pháp với chân dung của Vua Louis XV, 1765

Ngày 15 tháng 6 năm 1722, Louis sắp lên 13 (tuổi trưởng thành), và rời Paris trở về Versailles, kết thúc cuộc sống vui vẻ thời niên thiếu, nhưng tách biệt với công chúng. Ngày 25 tháng 10, Louis được gia miện tại Nhà thờ chính tòa Đức Bà Reims. Ngày 15 tháng 2 năm 1723, Nghị viện Paris tuyên bố nhà vua đã đến tuổi trưởng thành, chấm dứt thời kì Nhiếp chính. Vào những năm đầu chấp chính của Louis, Công tước Orleans tiếp tục quản lý chính phủ, và được tấn phong làm Thủ tướng vào tháng 8 năm 1723, nhưng lại thường xuyên vui đùa với các nhân tình, tránh xa triều đình và các ngự y. Orleans qua đời vào tháng 12 năm đó. Theo lời khuyên của ân sư là Fleury, Louis XV bổ nhiệm chú họ là Louis Henri, Công tước xứ Bourbon, lên thay Công tước xứ Orléans vừa tạ thế.

### Hôn nhân và con cái
Một trong những ưu tiên hàng đầu của Công tước Bourbon là tìm một cô dâu cho nhà vua, để đảm bảo sự liên tục của nền quân chủ, và đặc biệt là để ngăn cản nhà Orleans, đối thủ của gia đình ông, chiếm được ngai vàng. Vị Vương nữ 21 tuổi Maria Leszczyńska, con gái của Stanisław I, vị vua bị truất phế của Ba Lan được chọn. Hôn lễ được tổ chức vào tháng 9 năm 1725 khi nhà vua lên 15. Từ 1727 đến 1737, bà sinh cho vua 10 người con, với 8 gái và 2 trai, trong 2 con trai thì có một người sống đến tuổi trưởng thành, đó là Thái tử Louis (1729-1765). Sự ra đời của người thừa kế được chời đợi từ lâu, đảm bảo cho sự tồn tại của vương triều lần đầu tiên từ 1712, được chào đón bằng một lễ hội rình rang khắp cả nước. Năm 1747, Thái tử cưới Maria Josepha xứ Sachsen, bà sinh ra ba vị vua Pháp cuối cùng: Louis XVI, Louis XVIII, và Charles X.
Vương hậu là người sùng đạo và nhút nhát, bà dành phần nhiều thời gian với đám cận thần và phu nhân trong triều. Bà là một nhạc sĩ, đọc nhiều sách, và chơi các trò chơi công cộng với các cận thần. Tư 1737 bà không còn ngủ chung giường với nhà vua. Bà đau buồn sâu sắc sau Cái chết của Thái tử năm 1765, và qua đời ngày 24 tháng 6 năm 1768,

### Unigenitus, Jansen và xung đột tôn giáo
Một trong những xung đột nghiêm trọng làm xáo trộn những năm đầu triều Louis XV là tranh chấp giữa triều đình với Giáo hội và một giáo sắc gọi là Unigenitus. Nhà vua Louis XV đòi Giáo hoàng Clemente XI ban một Giáo sắc vào ngày 8 tháng 9 năm 1713. Nội dung tờ giáo sắc lên án Jansen, một học thuyết tôn giáo dựa trên lời giáo huấn của Saint Augustine. Ở Pháp nhiều tín đồ tôn sùng chủ nghĩa Jansenism, bao gồm Blaise Pascal, nhà thơ Racine, các quý tộc như Madame de Sévigné và Madame de Lafayette. Các giảng viên Sorbonne, ban đầu chủ yếu ở các trường cao đẳng thần học và một trung tâm Jansen, yêu cầu sự vinh danh từ chính phủ. Phe Jansen liên minh với phe Gallica, những nhà thần học mong muốn Giáo hội Công giáo ở Pháp phải minh bạch rõ ràng. Họ đối đầu với phe Unigenitus đang nắm giữ thế đa số trong Nghị viện Paris và giới quý tộc. Mặc dù có sự phản đối, ngày 20 tháng 3 năm 1730, Hồng y Fleury đã thuyết phục nhà vua xuống chiếu tuyên bố Unigenitus là chính thống của Giáo hội Pháp.
Chính phủ và Giáo hội ra sức đàn áp dòng Jansen. Ngày 27 tháng 4 năm 1732, Tổng Giám mục Paris đe dọa rút phép thông công những thành viên của giáo hội đọc báo của phe Jansen, Nouvelles Ecclésiastiques. Nghị viện cấm đoán nghiêm ngặt bất kì hành vi thảo luận về tôn giáo, ngăn chặn người ta chống đối với Giáo sắc Unigenitus. Các linh mục không đồng tình với Unigenitus bị cấm làm lễ phổ độ cho người sắp qua đời. Một thứ thuế mới, cinquantième, được áp dụng cho các giáo sĩ đối lặp trước kia từng được miễn thuế. Phái Jansen và Kháng Cách bị đe dọa bỏ tù và trục xuất. Hậu quả của các cuộc đàn áp này là, xung đột tôn giáo trở thành một vấn đề tranh chấp nội bộ suốt triều Louis.
Căng thẳng gia tăng giữa Công tước Bourbon và Hồng y de Fleury vốn được nhà vua sủng ái. Công tước có tính tình cứng nhắc và thiếu hoạt bát, nên không được lòng nhà vua trẻ. Ông quay sang hỏi ý kiến của vị gia sư cũ về việc điều hành đất nước. Khi nhà vua nhấn mạnh rằng Fleury phải có mặt trong tất cả các cuộc gặp giữa ông và Công tước Bourbon, Công tước đã tức giận và bắt đầu tìm cách vùi dập Fleury trước triều đình. Khi nhà vua nhận ra âm mưu của Công tước, ông liền cách chức ông ta và đưa Fleury lên thay.

## Hồng y de Fleury chấp chính (1726–1743)

### Tài chính và xung đột tôn giáo

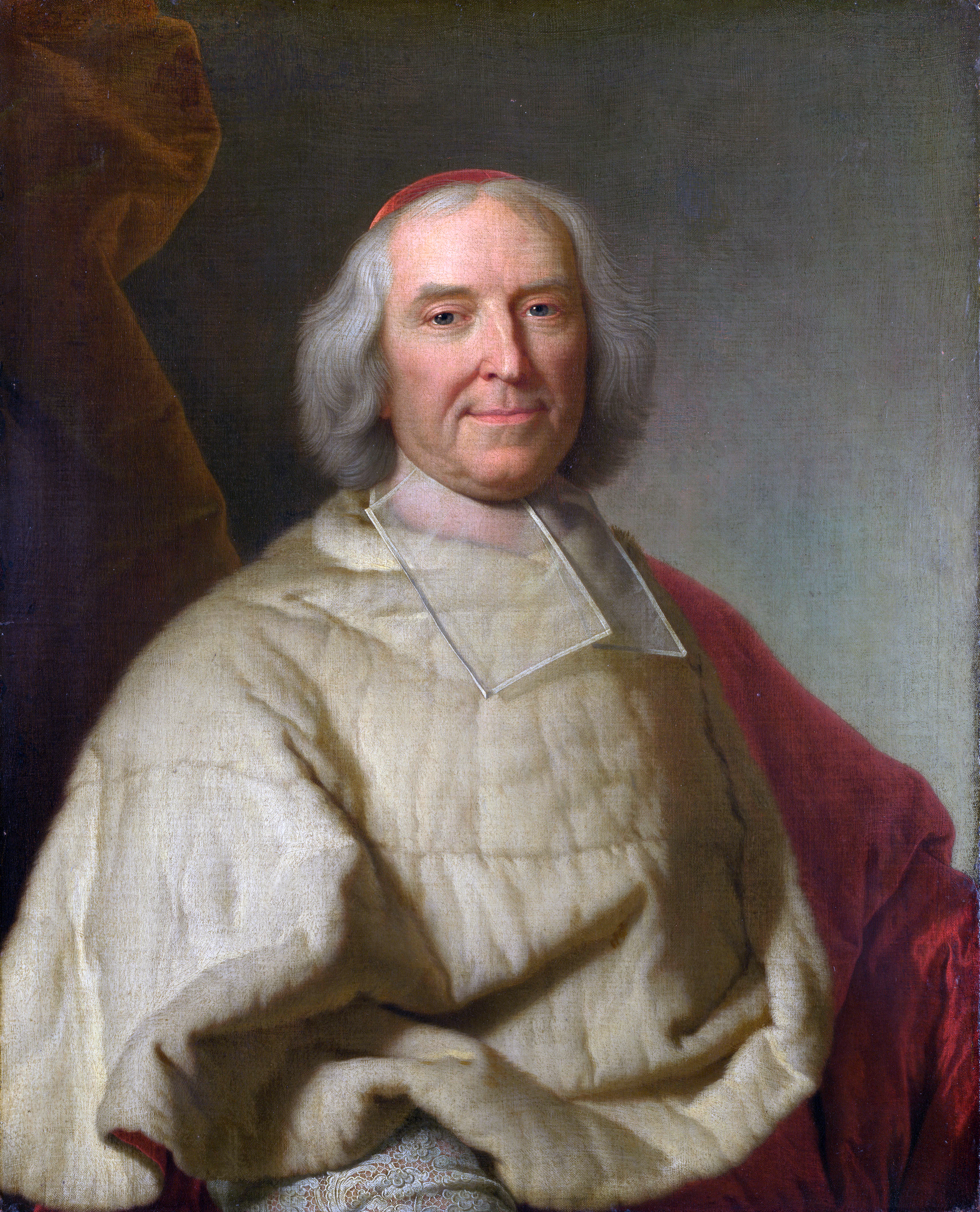
Hồng y de Fleury. Họa phẩm của Hyacinthe Rigaud

Từ 1726 đến khi qua đời năm 1743, Fleury nắm quyền điều hành Pháp quốc một cách có hiệu quả và nhận được sự ủng hộ từ nhà vua. Fleury lựa chọn những quyết sách cho quốc gia. Ông ta cũng cấm nhà vua thảo luận các vấn đề chính trị với Vương hậu. Để tiết kiệm ngân sách cho triều đình, ông ta đưa bốn cô con gái nhỏ của nhà vua đến nuôi dạy ở Tu viện Fontevrault. Thời kì này có vẻ như là thời kì yên bình nhất và thịnh vượng nhất trong suốt triều Louis XV, nhưng ngọn lửa chống đối vẫn âm ỉ và chờ dịp bùng phát, đặc biệt là từ các nhà quý tộc trong Nghị viện, họ cảm thấy quyền lực của mình đang bị suy giảm. Fleury bổ sung sắc chỉ Unigenitus của Giáo hoàng như một phần của luật pháp và ngăn cấm mọi cuộc tranh luận trong viện Nghị, dẫn đến họ bằng mặt nhưng không bằng lòng. Ông ta đánh giá thấp tầm quan trọng của Hải quân, điều này về sau dẫn đến tai họa lớn khi các cuộc xung đột nổ ra.
Chính phủ Pháp dưới thời Fleury hoạt động ổn định; như Bộ trưởng Chiến tranh, Bauyn d'Angervilliers, và Bộ trưởng Kho bạc, Philibert Orry, giữ chức trong mười hai năm, và Bộ trưởng ngoại giao, Germain Louis Chauvelin, giữ chức mười năm. Bộ trưởng Hải quân và Quản gia của nhà vua, Bá tước de Maurepas, giữ chức thời gian này. Trong 19 năm đầu tiên triều đình chỉ dùng có 13 Bộ trưởng, trong khi qua 31 năm thân chính của mình, nhà vua đã dùng tới 43 người.
Bộ trưởng Tài chính Michel Robert Le Peletier des Forts (tại nhiệm 1726–1730), có công ổn định tiền tệ Pháp, mặc dù ông bị trục xuất vào năm 1730 do tội tư túi. Người kế nhiệm, Philibert Orry, giúp giảm nhiều khoản nợ mắc phải sau Chiến tranh Kế vị Tây Ban Nha, đơn giản và công bằng hóa hệ thống thu thuế, dù ông vẫn theo chính sách thứ mười mất lòng dân, tức là đánh thuế mọi thu nhập công dân là 1/10. Trong hai năm cuối thời chấp chính của Fleury, Orry có những chính sách để cân bằng ngân sách của hoàng gia, thành tựu này không bao giờ có thể lặp lại trong những năm tiếp đó.
Chỉnh phủ của Fleury mở rộng thông thương, cả trong Pháp quốc và giao dịch với nước ngoài. Đường vận chuyển được mở rộng với việc mở kênh đài Saint-Quentin canal (nối liền các sông Oise và Somme) năm 1738, về sau mở rộng ra đến Sông Escaut và Vùng đất thấp, và xây dựng hệ thống đường bộ nội địa. Giữa thế kỉ XVIII, Pháp là nước có mạng lưới đường sá hiện đại và rộng nhất thế giới. Hội đồng thương mại đã thúc đẩy giao thương, và quy mô thương mại hàng hải với nước ngoài của Pháp tăng từ 80 đến 308 triệu livres trong 32 năm (1716 - 1748).
Chính phủ vẫn dùng chính sách đàn áp tôn giáo nhằm vào chủ nghĩa Jansen và những người mà bọn quý tộc trong Nghị viện gọi là "Gallicans". Sau vụ 139 thành viên Nghị viện cấp tỉnh bị sa thải vì chống đối chính sách tôn giáo của chính phủ, Nghị viện Paris buộc phải chấp nhận giáo sắc Unigenitus và bị cấm bàn tán các vấn đề tôn giáo trong tương lai.

### Ngoại giao - Liên minh mới; Chiến tranh Ba Lan kế vị

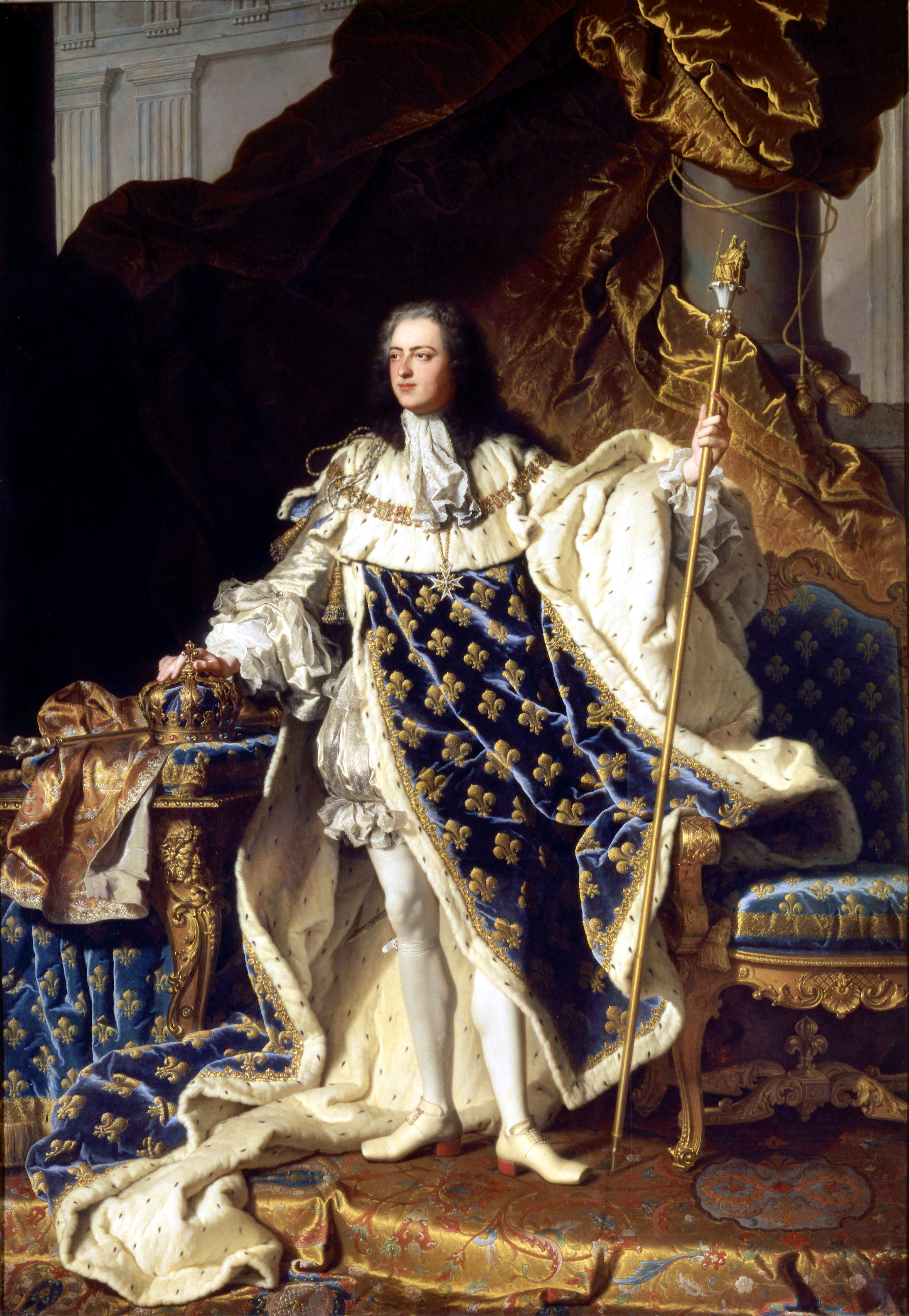
Louis XV, họa phẩm của Hyacinthe Rigaud (1730)

Trong những năm đầu chấp chính, Fleury cùng Bộ trưởng Ngoại giao Germain Louis Chauvelin vẫn duy trì liên minh với Anh, mặc dù hai nước này là cựu thù nhiều năm và đang tranh giành các thuộc địa béo bở ở Bắc Mỹ và Tây Ấn. Họ cũng giảng hòa với Tây Ban Nha, sau sự kiện vua Tây Ban Nha nổi trận lôi đình vì triều đình Pháp hủy hôn với vương nữ. Sự ra đời của người thừa kế năm năm 1729 đã chấm dứt khủng hoảng kế vị ở Pháp. Tuy nhiên, các thế lực khác lại nổi lên ở châu Âu, như là Nga quốc dưới sự trị vì của Pyotr Đại đế và Yekaterina I của Nga, Phổ quốc và Thánh chế La Mã với lãnh địa rộng lớn từ Serbia ở Đông Âu và thuộc địa cướp được từ tay Đế chế Ottoman, cùng với những vùng đất đoạt lấy qua hôn nhân với Hà Lan (bao gồm Bỉ) Milan và Vương quốc Napoli.
Một liên minh chống Pháp được hình thành vào ngày 6 tháng 8 năm 1726 với sự tham gia của Phổ, Nga và Áo. Xuung đột giữa hai phe bùng phát sau vấn đề tranh chấp quyền kế thừa ngai vàng Ba Lan. Ngày 2 tháng 1 năm 1733, Vua Ba Lan và Tuyển đế hầu xứ Saxon, August II, qua đời, và người lên ngôi là Stanisław Leszczyński, nhạc phụ của vua Pháp. Trước đó một năm Nga, Áo và Phổ bí mật kí thỏa thuận với mục tiêu loại Stanisław khỏi ngai vàng và thay vào đó là một ứng viên khác, August III, con trai của nhà vua quá cố. Tranh chấp này đã dẫn đến Chiến tranh Kế vị Ba Lan. Stanisław được hộ tống đến Warsaw, lên ngôi vua Ba Lan và Đại Công tước Litva vào ngày 12 tháng 9. Nữ hoàng Nga quốc lập tức điều quân đến Ba Lan để ủng hộ con bài của mình. Stanisław buộc phải bỏ trốn tới cảng Danzig (nay là Gdansk), trong khi đó ngày 5 tháng 10, August III lên ngai báu ở Warsaw.

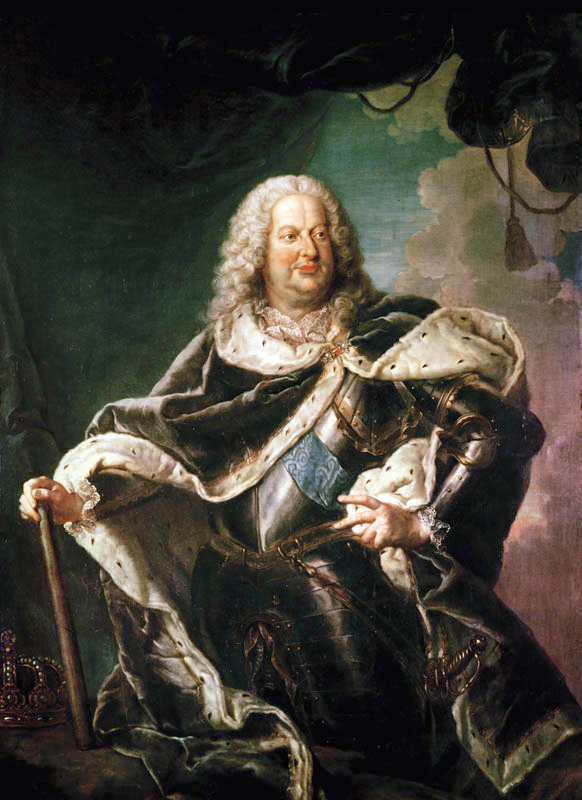
Stanisław Leszczyński, nhạc phụ của Louis XV và là Vua của Ba Lan

Hồng y Fleury đã cẩn thận thu xếp tình hình. Đầu tiên ông thỏa thuận với Anh và Hà Lan, yêu cầu họ không can thiệp, cùng lúc liên minh với Vua Tây Ban Nha và Vua Sardegna với món hàng trao đổi là các lãnh địa của Đế chế Habsburg. Ngày 10 tháng 10 năm 1733, Louis hạ chiếu tuyên chiến với Áo. Quân Pháp chiếm lấy Công quốc Lorraine và tiếp đó Alsace, trong khi cánh quân khác băng qua dãy Alps và chiếm Milan vào ngày 3 tháng 11, trao nó cho Vương quốc Sardegna. Fleury không mấy tha thiết với việc phục ngôi cho Stanisław, quân của ông này đang bị Hải quân Nga phong tỏa tại Danzig. Thay vì gửi đại quân đến đóng tại Copenhagen đến chi viện cho Danzig, ông ta lại cho quân trở về Brest và chỉ gửi 2000 thủy binh đến, cuối cùng tàu Pháp bị quân Nga đánh chìm. Ngày 3 tháng 7 Stanisław lại phải bôn đào qua Phổ quốc, trở thành thượng khách của Nhà vua Phổ Friedrich Wilhelm I của Phổ tại tòa lâu đài Koenigsburg.
Để kết thúc chiến tranh, Fleury và hoàng đế Karl VI bàn về hiệp ước. Franz III, Công tước xứ Lorraine, bỏ Lorraine đến Vienna, kết hôn với Maria Theresia, người thừa kế ngai vàng nhà Habsburg. Ngôi chúa bỏ trống ở Lorraine được giao cho Stanisław, sau khi ông này từ bỏ quyền lên ngôi ở Ba Lan. Sau Cái chết của Stanislaw, Công quốc Lorraine và Ba Lan lệ thuộc vào Pháp. Franz, về sau nhờ vợ mà trở thành hoàng đế, sẽ được bồi thường đất bị mất ở Lorraine bằng việc nhận phong ở Công quốc Toscana. Nhà vua của Sardegna nhận một số lãnh địa ở Lombardy; nhưnng phải triệt quân về Napoli, đổi lấy Parma và Plaisance. Đám cưới giữa Franz xứ Lorraine với Maria Theresia diễn ra vào năm 1736, và các cuộc trao đổi lần lượt diễn ra. Sau Cái chết của Stanisław năm 1766, Lorraine và vùng lân cận là Công quốc Bar sáp nhập vào Vương quốc Pháp.
Tháng 9 năm 1739, Fleury lại tìm được một thành công ngoại giao khác. Sự trung gian hòa giải của Pháp trong cuộc chiến giữa Thánh chế La Mã và Đế chế Ottoman dẫn đến Hiệp ước Belgrade (tháng 9, 1739), theo đó Ottoman là nước giành lợi thế. Từ đầu thế kỉ XVI, Pháp thường liên minh với Ottoman chống lại nhà Habsburg. Để trả ơn, năm 1740, Ottoman gia hạn sự thỏa hiệp, đánh dấu uy quyền thương mại của Pháp tại ở Trung Đông. Với những thành công này, uy tín của Louis XV đạt tới đỉnh điểm. Năm 1740, Vua của Phổ tuyên bố "Kể từ Hiệp ước Vienna, Pháp là trọng tài của châu Âu."

### Chiến tranh Kế vị Áo
Ngày 29 tháng 10 năm 1740, khi nhà vua đang đi săn ở Fontainebleau, một thám mã đến báo tin Hoàng đế Karl VI băng hà, con gái là Maria Theresia của Áo lên kế ngôi. Sau hai ngày suy nghĩ, Louis tuyên bố, "Trong vụ này, trẫm không muốn dính líu đến. Trẫm vẫn sẽ để tay trong túi, nếu họ không bầu lên một ông vua Kháng Cách." Thái độ này khiến các đồng minh của Pháp đang muốn thừa cơ xâu xé đế chế Habsburg, cùng các tướng của Louis đang rất hăng máu sau những chiến thắng liên tục trong trăm năm trở lại đây trước người Áo. Nhà vua Phổ băng hà ngày 31 tháng 5 và kế vị là con trai Friedrich Đại đế, một thiên tài quân sự có tham vọng lãnh thổ to lớn. Tuyển đế hầu Bayern, được Friedrich ủng hộ, thách thức quyền kế ngôi của Maria Theresia, và ngày 17 tháng 12 năm 1740, Friedrich xâm chiến tỉnh Silesia của Áo. Vị Hồng y già cả Fleury không có tham vọng gì trong cuộc chiến này.
Fleury cử Đại tướng quân, Charles Louis Auguste Fouquet, Công tước de Belle-Isle, Nguyên soái Belle-Isle, cháu của Fouquet, cựu Quản lý tài chính thời Louis XIV, làm sứ giả đến Hội nghị Frankfurt, mang theo thông điệp của người Áo và chấm dứt chiến tranh bằng việc bầu Tuyển đế hầu Bayern lên ngai vàng Áo. Nhưng, Nguyên soái do căm ghét người Áo, nên đã kết minh với Phổ chống Áo, chiến tranh do đó bùng nổ. Quân Pháp và Bayern nhanh chóng lấy Linz và lập vòng vây ở Prague. Ngày 10 tháng 4 năm 1741, Friedrich của Phổ đại thắng quân Áo tại Trận Molwitz. Ngày 18 tháng 5, Fleury lập liên minh mới giữa Pháp, Tây Ban Nha và Bayern, sau đó có thêm Ba Lan và Sardegna. Tuy nhiên năm 1742, tình thế đảo ngược. Vị vua gốc Đức ở bên kia eo biển, George II, kiêm Tuyển đế hầu xứ Hannover, đứng về phía Áo và đem quân giao tranh với Pháp trên lãnh thổ Đức. Quân Hungary của Maria Theresa tái chiếm Linz và tiến quân vào các xứ Bayern cùng Munich. Tháng 6, Friedrich của Phổ rút liên minh với Pháp ngay sau khi chiếm xong Silesia từ tay người Áo. Belleville phải rút khỏi Prague, tổn thất 8000 người. Trong bảy năm, Pháp đã tham gia vào một cuộc chiến tranh tốn kém với liên minh chuyển đổi liên tục. Orry, người quản lý tài chính Pháp, buộc phải phục hồi thuế 1/10 mất lòng dân để gây quỹ chiến tranh. Hồng y de Fleury đã không sống đủ lâu để thấy sự kết cục cuộc chiến; ông qua đời vào ngày 29 tháng 1 năm 1743, và sau đó Louis trị vì một mình.

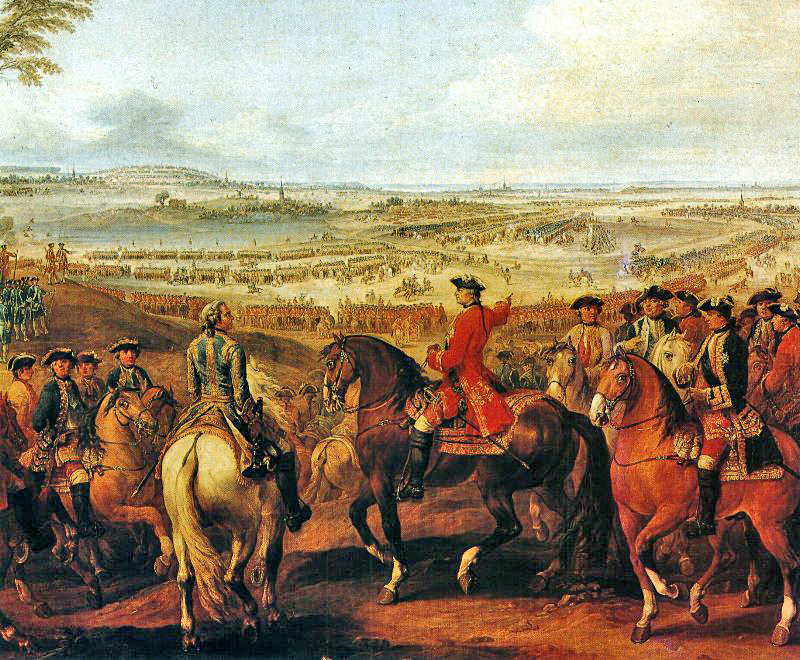
Louis XV và Maurice de Saxe tại Trận Lauffeldt (2 tháng 7 năm 1747)

Cuộc chiến ở Đức gặp bất lợi; quân Pháp và Bayern phải đối mặt với liên quân Áo, Saxon, Hà Lan, Sardegna và Hannover. Quân của Công tước xứ Noailles bị thua trước quân Anh, quân Hessian và Hannover dưới sự chỉ huy của George II tại Trận Dettingen, và tháng 9 quân Pháp phải rút hết khỏi lãnh thổ Đức.
Năm 1744, Hà Lan trở thành chiến trường chính, và tình hình chiến tranh có chút chuyển biến tốt cho phía Pháp. Friedrich Đại đế quyết định tái ủng hộ Pháp. Louis XV rời Versailles và thân chinh dẫn quân đến Hà Lan, tướng chỉ huy quân Pháp là Nguyên soái Maurice de Saxe, người gốc Đức. Tại Trận Fontenoy ngày 11 tháng 5 năm 1745, Louis, dẫn theo Thái tử, giành chiến thắng trước liên quân Anh, Hà Lan và Áo. Khi Thái tử xúc động vì nhìn thấy máu những người lính qua đời, nhà vua bảo, "Mày nên biết rằng chiến thắng nào cũng có giá của nó. Máu của kẻ thù vẫn là máu con người. Chiến thắng chân chính cần phải giảm thiểu điều đó." Saxe thắng trận tiếp theo tại Rocoux (1746) và Lauffeld (1747). Năm 1746, quân Pháp bao vây và chiếm lấy Brussels, và Louis ca khải hoàn vào thành. Nhà vua ban cho de Saxe Lâu đài de Chambord ở thung lũng Loire để tưởng thưởng.

## Trực tiếp điều hành chính phủ (1743–1756)

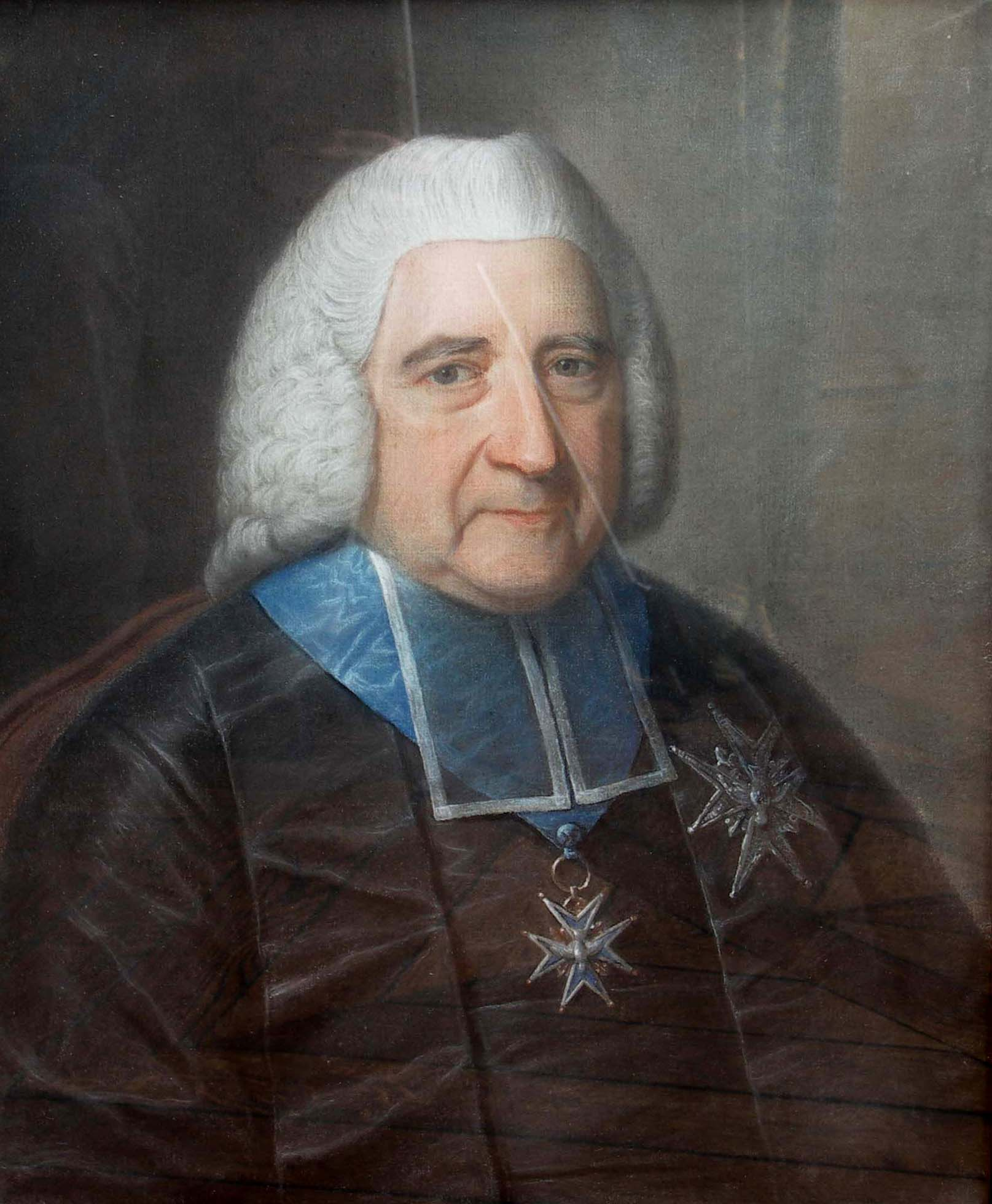
Bộ trưởng Tài chính Jean Baptiste de Machault D'Arnouville, người đã có nhiều nỗ lực cải cách hệ thống tài chính của Pháp

Sau khi Fleury qua đời vào tháng 1 năm 1743, Bộ trưởng Chiến tranh, Công tước xứ Noailles, dâng biểu lên nhà vua kể về cố sự Louis XIV từng căn dặn cháu nội ông, cũng tức là Felipe V của Tây Ban Nha; rằng: "Đừng để chính mình bị chi phối; hãy làm chủ. Không nên có sủng thần hay thủ tướng. Lắng nghe, tham khảo ý kiến của Hội đồng, nhưng hãy giữ quyền quyết định. Nhờ Chúa, mày trở thành Vua; và hãy tự mình quyết định, miễn là mày có ý định tốt." Louis theo lời khuyên đó và quyết định cai trị mà không lập tể tướng. Hai vị Thượng thư nắm nhiều quyền lực nhất trong chính phủ là; Thượng thư bộ Tài chính, Jean Baptiste de Machault D'Arnouville, và Thượng thư bộ Binh, Bá tước d'Argenson
Khi chiến tranh chấm dứt, Louis nắm lấy cơ hội để tìm cách giảm nợ và hiện đại hóa hệ thống thuế của Vương quốc. Cải cách được Thượng thư Bộ Tài chính D'Arnouville đưa ra rồi được nhà vua chấp thuận qua hai sắc lệnh ban hành vào tháng 5, 1749. Biện pháp đầu tiên là phát hành trái phiếu, lấy lãi 5%, để trả nợ 36 triệu livres dùng cho chiến tranh. Phương pháp mới này ngay lập tức giành được kết quả. Biện pháp thứ hai làm hủy bỏ dixième, loại thuế 10% thu nhập, vốn lập ra để phục vụ nhu cầu chiến tranh, thay thế bằng vingtième, lấy thuế 5% thu nhập, nhưng không như dixième, nó đánh thuế trên tất cả công dân, lần đầu tiên giai cấp tăng lữ và quý tộc cũng phải nộp thuế.
Trong khi loại thuế mới được người dân ủng hộ, như Voltaire, nó gặp phải sự chống đối quyết liệt từ giới tăng lữ, quý tộc. Ngày 5 tháng 5 năm 1749 khi nó được công bố tại Nghị viện Paris, nơi mà giới tăng lữ và nhà giàu mua được gần hết số ghế, dự luật bị bác bỏ với tỉ lệ 106/49; đa số người cho cần thêm thời gian để xem xét. Nhà vua đáp lại bằng cách ra lệnh phải thông qua ngay lập tức, và Nghị viện miễn cưỡng thông qua vào ngày 19 tháng 5. Nhưng sự chống đối với chính sách mới vẫn tiếp tục trong giới nhà thờ và ở các tỉnh, vốn đều có Nghị viện riêng của mình. Trong khi Nghị viện Bourgogne, Provence và Artois tuân theo lệnh vua, Bretagne và Languedoc kháng mệnh. Chính phủ hoàng gia giải tán Nghị viện Bretagne, buộc các thành viên Nghị viện Languedoc trở về xứ của họ, và trực tiếp kiểm soát Provence.
Ở Paris, tranh chấp giữa Nhà vua cùng Nghị viện nổ ra về vấn đề Hôpital Général, một tổ chức bán tôn giáo có 6 bệnh viện và nhà tạm trú ở Paris, gồm khoảng 5000 thành viên. Các nhân viên và quan chức ở đây thuộc phe Jansen, trong khi ban Giám đốc điều hành bệnh viện có nhiều người trong Nghị viện Paris. Năm 1749, nhà vua quyết định thanh trừng những người Jansen và những kẻ tham nhũng khỏi đó, bổ nhiệm "Bộ máy đầu não" mới không theo ý của các quản trị viên, những người này liền từ chức; và vua bổ nhiệm 4 thành viên mới; và đòi chủ tịch thứ nhất của Nghị viện, René Nicolas Charles Augustin de Maupeou, làm theo ý định tái tổ chức bệnh viện của mình. De Maupeou từ chối tuân lệnh nếu không có sự tán thành của Nghị viện, và Nghị viện đang ở vào kì nghỉ. Ngày 20 tháng 11 khi Nghị viện họp lại, Nhà vua lại triệu Maupeou đến và bắt tuân theo chiếu chỉ không trì hoãn. Lúc này các thành viên Nghị viện từ chối thảo luận về bệnh viện. Ngày 28 tháng 1 năm 1752, Nhà vua chỉ thị Hội đồng thay đổi cơ cấu Bệnh viện mà không có sự đồng ý của Nghị viện. Voltaire, miêu tả về sự cố này, rằng, "Trước đó chưa bao giờ một vấn đề nhỏ lại gây ra ảnh hưởng lớn đến vậy." Đây là lần đầu tiên cơ quan lập pháp đối đầu với nhà vua, và một trong những dấu hiệu đầu tiên cho thấy Nghị viện bắt đầu tin, rằng Nhà vua không phải là luật pháp của quốc gia.
Kế hoạch đánh thuế lên nhà thờ của vua cũng gặp khó khăn. Một sắc lệnh được đưa ra, theo đó tất cả các giáo sĩ phải đệ trình kê khai thu nhập vào ngày 17 tháng 2 năm 1751, nhưng không ai khai gì hết. Thay vào đó, nhà vua đã lặng lẽ ban hành một sắc lệnh mới vào tháng 12 năm 1750, hủy bỏ thuế và dựa hoàn toàn vào đóng góp tự nguyên của các nhà thờ là 1,500,000 livres. Theo nghị định mới, thay vì nộp thuế, nhà thờ mỗi năm sẽ thu được một số tiền và tự nguyện dâng nó cho chính phủ. Sự ủng hộ của vua cho nhà thờ là do gia sư của ông, Hồng y Fleury, dạy và lòng biết ơn của ông với Tổng Giám mục de Beaumont, người bảo vệ ông chống lại các cuộc tấn công của Jansen và những lời chỉ trích của Nghị viện, và Tổng Giám mục còn tỏ ra khoan dung với cuộc sống phóng túng của nhà vua bên các cô tình nhân.
Dù chiến thắng của Pháp, chiến tranh vẫn còn lan rộng ở Hà Lan và Ý, nơi Tướng quân Belle-Isle bao vây quân Áo ở Genoa. Trước hè 1757, Pháp chiếm toàn bộ Hà Lan thuộc Áo (nước Bỉ hiện nay). Tháng 3 năm 1748, Louis đề xuất hội họp tại Aix-en-Chapelle để thương nghị kết thúc chiến tranh. Quá trình bắt đầu khi Maastricht bị Tướng de Saxe chiếm vào ngày 10 tháng 4 năm 1748. Anh, đang bị áp lực bởi đe dọa xâm lược từ Pháp và phần còn lại của Hà Lan, kêu gọi đàm phán liền dù cho phản đối từ Áo và Sardegna. Hiệp ước được các bên thương lượng trong tháng 9 và tháng 10 năm 1748. Louis thì cũng muốn giải quyết nhanh bởi chiến tranh với Anh đe dọa đến nguồn lợi hàng hải của Pháp. Đề xuất của Louis rất là hào phóng; trong Hiệp ước Aix-la-Chapelle, Louis đã lại tất cả lãnh thổ đã chiếm ở Hà Lan cho Áo, Maastricht cho Cộng hòa Hà Lan, Nice và Savoia cho Sardegna, và Madras cho Ấn Độ thuộc Anh. Người Áo trả lại Công quốc Parma và các lãnh thổ khác cho vua Tây Ban Nha, trong khi Anh trao cho Pháp Louisburg và đảo Cape Breton, đều thuộc Nova Scotia. Pháp cũng đồng ý trục xuất người đòi ngôi nhà Stuart của Anh.
Chiến tranh kết thúc, Paris tổ chức ăn mừng, nhưng khi Hiệp ước được công bố vào ngày 14 tháng 1 năm 1749, gây ra sự bất bình và phẫn nộ. Người đòi ngôi nhà Stuart của Anh không chịu dời đi, và hành động này được người Paris hoan nghênh. Cuối cùng anh ta bị bắt ngày 10 tháng 12 năm 1748 và bị đày ra Switzerland. Các tướng Pháp, như De Saxe, cũng tức giận về việc bỏ Hà Lan thuộc Tây Ban Nha. Quyết định của nhà vua cũng có cái lý của ông: ông không muốn Hà Lan thành nơi tranh chấp giữa Pháp với các cường quốc, và cho rằng lãnh thổ nước Pháp đã đạt đến cực hạn, nên làm quốc gia thịnh vương thay vì mở rộng lãnh thổ. Lý lẽ của ông còn dựa trên tôn giáo; ông được dạy bởi Fleury về Điều răn thứ 7, cấm lấy tài sản của người khác bằng gian lận hay bạo lực. Louis thường trích dẫn một câu châm ngôn "Nếu ai hỏi bằng cách nào anh ta có thể bảo vệ tốt nhất một vương quốc, thì câu trả lời là, không mở rộng nó ra thêm nữa." Ông cũng nhận được sự ủng hộ của Voltaire, "Có vẻ như tốt hơn, và thậm chí còn hữu ích hơn khi triều đình Pháp suy nghĩ về sự thỏa mãn của các đồng minh, chứ không phải là để có hai hoặc ba thị trấn Flemish mà khiến người ta thù dằn lâu dài." Vua không có đủ kỹ năng giao tiếp để giải thích quyết định của mình cho công chúng, và thấy không cần làm như vậy. Tin tức về việc nhà vua trả đất cho Áo gặp phải nhiều hoài nghi. Người Pháp thu được rất ít so với những gì họ đã chiến đấu, họ gọi đó là Bête comme la paix ("Ngu như hòa bình") và Travailler pour le roi de Prusse ("Làm việc cho vua Phổ", i.e. làm không vì cái vì cả).

### Vương hậu, con cái và những nhân tình đầu tiên

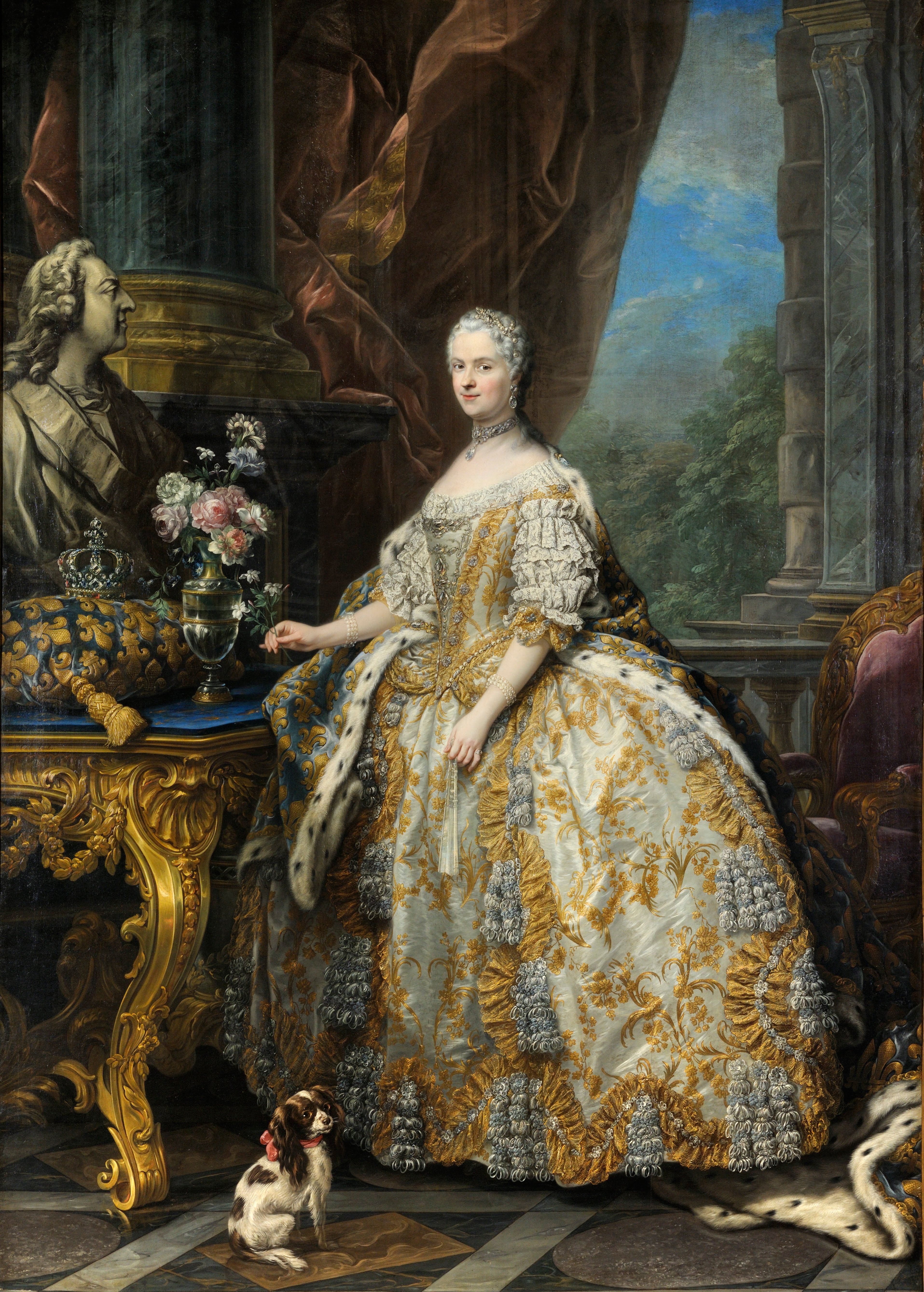
Vương hậu Maria của Ba Lan, họa phẩm của Carle Van Loo (1747)

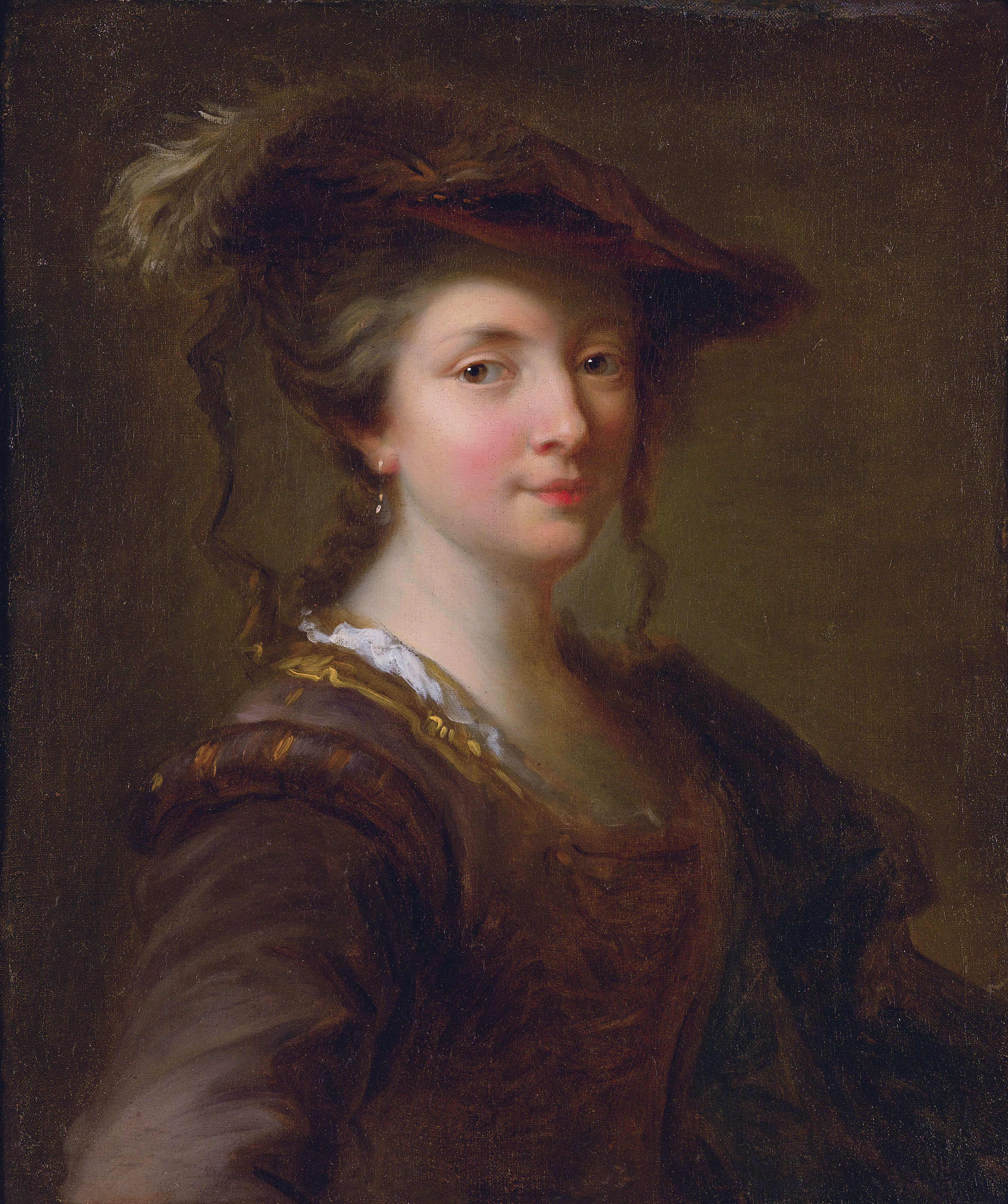
Chân dung của Louise Julie de Mailly, họa phẩm của Alexis Grimou.

Từ 1727 đến 1737, Vương hậu hạ sinh 2 trai 8 gái. Vương tử, chào đời ngày 4 tháng 9 năm 1729, được tấn phong làm Thái tử (dauphin) kế vị ngôi vua, dù anh qua đời trước phụ vương và không lên ngôi được. Con trai thứ hai, Công tước xứ Anjou, sinh 1730, mất 1733. Chỉ có hai người con lớn được nuôi ở Versailles; những người còn lại được nuôi ở Tu viện Fontevrault. Vương trưởng nữ, gọi là Madame Premiere, kết hôn với vương tử Felipe của Tây Ban Nha, con trai thứ hai của vua Tây Ban Nha và Elisabetta Farnese.
Louis đã từng rất yêu thương Vương hậu, trong những năm đầu họ dường như không thể tách rời, nhưng vì số người trong nhà tăng lên và Vương hậu kiệt sức vì liên tục mang thai, nhà vua bắt đầu nhìn ra bên ngoài. Đầu tiên ông làm quen với một thị nữ của Vương hậu, Louise Julie de Mailly, người cùng tuổi với ông và đến từ gia đình quý tộc xưa. Không cần tán tỉnh hay nghi thức, ông biến Mailly làm nhân tình và tấn phong bà ta lên địa vị Nữ Công tước. Công tước xứ Luynes bình luận: "Nhà vua yêu phụ nữ, nhưng không đủ can đảm để kiềm chế cảm xúc của mình." Năm 1738, sau khi vương hậu sẩy thai, các bác sĩ cấm bà giao hợp với nhà vua một thời gian. Nhà vua cảm thấy bị xúc phạm khi vương hậu từ chối mình và sau đó không còn ngủ chung với bà nữa. Biết rằng mình phạm tội ngoại tình, Louis từ chối xưng tội và nhận bí tích. Hồng y de Fleury cố gắng thuyết phục ông từ bỏ mấy cô nhân tình, song không được.
Năm 1740, nhà vua hướng sự chú ý qua em gái của Louise-Joulie, Pauline-Félicité, Hầu tước de Vintimille, đã kết hôn. Pauline-Félicité mang thai với vua vào cuối năm đó, nhưng cuối cùng cả mẹ lẫn con đều qua đời. Nhà vua rất đau thương và giành một thời gian cầu nguyện để tìm sự an ủi. Sau khi ông hồi phục, Nữ Bá tước Mailly lại giới thiệu cho Vua cô em gái út, Marie Anne de Mailly, vợ góa của Hầu tước de Tournelle. Nhà vua ngay lập tức say mê Marie-Anne; tuy nhiên, bà đòi chị gái bà phải bị trục xuất khỏi triều trước khi bà trở thành người tình của nhà vua. Vua nghe theo, ngày 4 tháng 10 năm 1742, Marie-Anne được phong làm Phu nhân hầu phòng của Vương hậu, và một tháng sau vua lệnh cho chị bà phải rời khỏi triều và sống tại Paris. Ông tấn phong nhân tình mới làm Nữ Công tước xứ Châteauroux. Quan hệ với nhà vua với ba chị em trở thành đề tài châm biếm trong khắp triều và cả Paris, một bài thơ châm biếm ra đời, câu kết là: "Hốt hết cả một gia đình – là không chung thủy, hay là kiên định?"
Tháng 6 năm 1744, vua rời Versailles để chuẩn bị thân chinh trong cuộc chiến kế vị Áo. Việc di chuyển phổ biến này đã bị hủy hoại bởi quyết định thiếu thận trọng của nhà vua để mang theo Marie-Anne de Mailly. Danh tiếng của ông trước công chúng trở nên xấu đi khi ông quyết định mang theo Marie-Anne de Mailly. Tháng 8, vua bệnh nặng ở Metz. Cái chết cận kề, và người ta tổ chức các lễ cầu Chúa phù hộ cho nhà vua qua khỏi. Các giáo sĩ từ chối làm lễ xá tội cho vua nếu ông không từ bỏ nhân tình, ông làm theo ý họ; Marie-Anne rời khỏi hậu cung nhưng lại đoàn tụ với vua một tháng sau. Lời thú nhận của nhà vua được công bố công khai khiến ông xấu hổ và làm tê liệt uy tín của chế độ quân chủ. Mặc dù việc Louis hồi phục sau căn bệnh khiến ông có biệt danh "Đáng yêu", sự kiện tại Metz làm giảm uy tín của ông. Thành công quân sự trong Chiến tranh Kế vị Áo làm dịu đi ác cảm của công chúng với những người tình của Louis, nhưng sau năm 1748, từ sự phẫn nộ với Hiệp ước Aix-la-Chapelle, những lời bàn tán không hay về những người phụ nữ đó được lan truyền rộng rãi.

### Madame de Pompadour
Jeanne-Antoinette Poisson, nổi tiếng với biệt danh Madame de Pompadour, là nhân tình nổi tiếng nhất và có ảnh hưởng nhất của Louis XV. Bà là con ngoại hôn của một tướng quân ở Paris, đã kết hôn với một chủ ngân hàng, Charles Guillaume Lenormant d'Etoiles. Jeanne-Antoinette được nhà vua để mắt tới trong cuộc đi săn, và chính thức gặp ông ở buổi dạ hội thời trang Carnaval năm 1745. Trước tháng 7, bà đã là người tình của nhà vua và được tấn phong tước Hầu xứ de Pompadour. Trong 20 năm tiếp theo, bà là người tri kỉ và cố vấn của nhà vua, giúp vua chọn hoặc bãi nhiệm các quan Thượng thư. Ý kiến của bà khiến các Bộ trưởng có thế lực bị lật đổ, bao gồm Machault d'Aurnouville và Hầu tước d'Argenson, và nâng đỡ một số tướng không đủ năng lực. Lựa chọn đúng đắn nhất của bà là Công tước de Choiseul, người trở thành một trong những quan đại thần có năng lực nhất thời Louis XV. Từ năm 1750 bà không còn là tình nhân của nhà vua nữa nhưng vẫn là cố vấn thân cận nhất của ông. Bà được tấn phong làm Nữ Công tước vào năm 1752, và Phu nhân của cung Vương hậu vào năm 1756, và là người bảo trợ cho âm nhạc và nghệ thuật cũng như tôn giáo. Bà vẫn ở gần nhà vua cho đến khi qua đời vào năm 1764. Ông bị suy sụp tinh thần và nhốt mình trong phòng nhiều tuần sau khi bà mất.

### Khởi đầu Chiến tranh Bảy năm

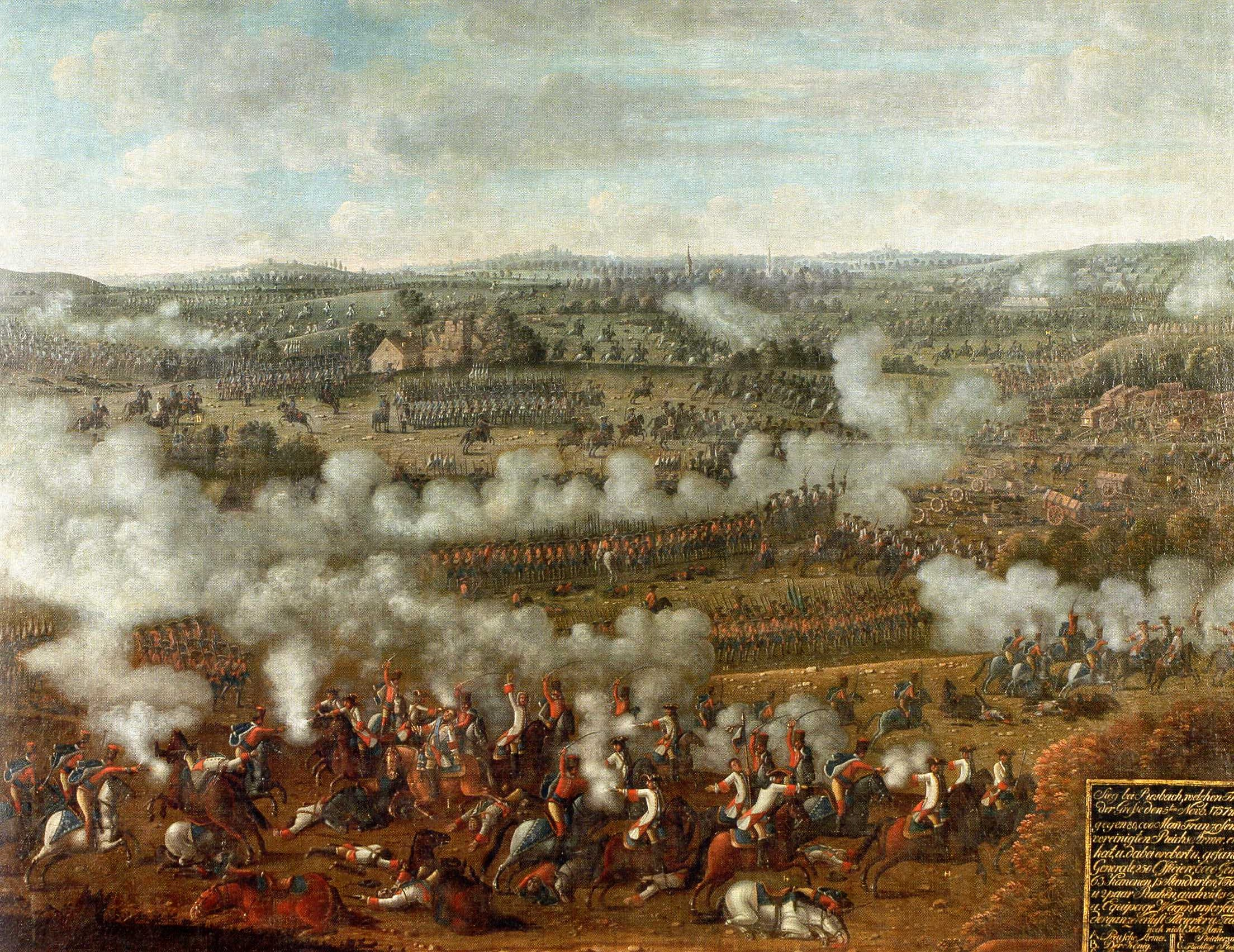
Friedrich Đại đế đánh bại quân Pháp tại Trận Rossbach (5 tháng 11 năm 1755)

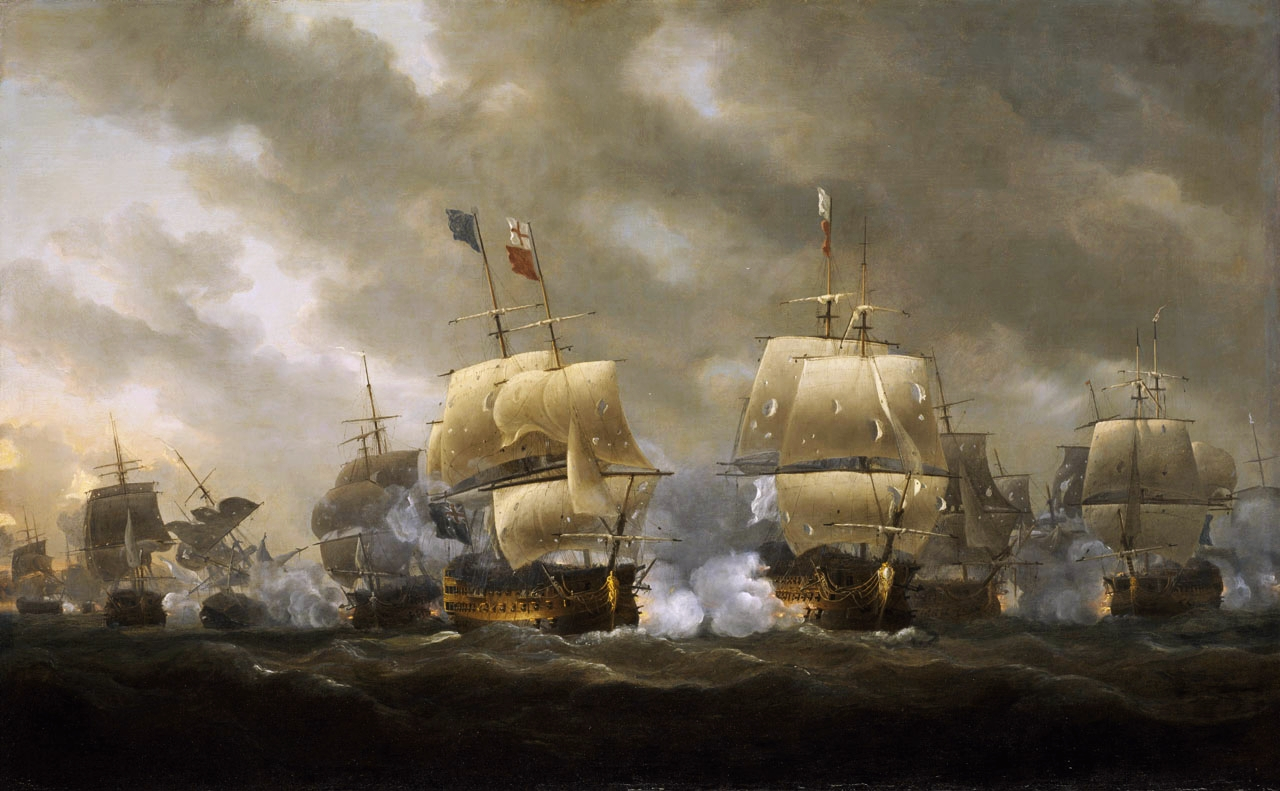
Chiến thắng của quân Anh tại Trận Vịnh Quiberon (20 tháng 11 năm 1759) chấm dứt hi vọng xâm lược Anh quốc của Louis

Sau Hiệp ước Aix-la-Chapelle, nước Pháp yên ổn được bảy năm. Đến cuối tháng 8, 1755, Maria Theresia, Hoàng hậu Áo, bí mật viết thư cho Louis XV, được đại sứ Áo tại Paris đưa cho Madame de Pomapadour để chuyển lên nhà vua. Bà ta bí mật đề nghị kết minh Áo với Pháp, để chống lại sự đe dọa của cường quốc đang nổi lên là Phổ, khi đó vẫn còn là đồng minh của Pháp và Anh.
Tại Tân thế giới, xung đột vẫn tiếp tục giữa Anh và Pháp. Các thuộc địa Pháp gặp phải bất lợi lớn về nhân khẩu; có ít hơn 70.000 người Pháp đóng trải dài trên một lãnh thổ từ Sông Saint Lawrence đến Ngũ Đại Hồ mở rộng xuống các thung lũng sông Mississippi và Ohio xuống Louisiana (đặt tên cho ông cố nhà vua, Louis XIV); so với 300.000 ở các thuộc địa Anh. Để bảo vệ lãnh thổ của mình, Pháp đã xây dựng Fort Duquesne để bảo vệ biên giới; Anh cũng cử George Washington đem một lực lượng nhỏ xây pháo đài ở Fort Necessity, gần đó. Năm 1752, sau khi tướng Joseph Coulon de Jumonville bị giết, người Pháp đã gửi quân tiếp viện và buộc Washington và quân của ông ta phải rút lui.
Tiếp đó là Chiến tranh Pháp - Ấn Độ (không tuyên chiến), người Anh coi các thuộc địa Pháp là kẻ thù. Năm 1755, Anh bắt giữ 300 tàu buôn Pháp. Tháng 1 năm 1756, Louis gửi tối hậu thư cho Luân Đôn về việc đó, chính phủ Anh bác bỏ. Vài tháng sau, ngày 16 tháng 1 năm 1756, Friedrich Đại đế của Phổ kí Hiệp ước Westminster, kết minh với Anh. Louis đáp lại ngay lập tức vào ngày 1 tháng 5 năm 1756 khi kí hiệp ước phòng thủ chung với Áo, đó là Hiệp ước Versailles. Điều này khiến cả Vương đình Pháp bất ngờ, vì Pháp với Áo vốn là kẻ thù không đội chung trời trong suốt 200 năm.
Louis tuyên chiến với Anh vào ngày 9 tháng 6 năm 1756, và gần như đã thành công. Hạm đội Pháp tại Địa Trung Hải đánh bại quân Anh ở Minorca năm 1756, và chiếm được đảo. Quân Pháp lại vượt trội hơn so với Anh và Phổ ở lục địa. Họ giành thắng lợi trước quân Anh dưới sự chỉ huy của Hoàng tử Công tước xứ Cumberland ở Closterseven. Đội quân khác xâm chiếm Saxon và Hannover, quê hương của Vua George II. Tuy nhiên, tướng giỏi nhất bên Pháp, Maurice de Saxe, đã qua đời hai năm sau Chiến tranh Kế vị Áo, và các tướng quân mới, Charles, Thân vương xứ Soubise, Công tước D'Estrees và Công tước de Broglie ghét nhau và không muốn hợp tác với nhau. Tháng 8, Friedrich của Phổ mở cuộc đánh chớp nhoáng vào Saxon và ngày 5 tháng 11 năm 1757, quân Pháp dù đông gấp đôi đối phương, nhưng đã bị đánh bại tại Trận Rossbach. Tân Thủ tướng Anh, William Pitt, chọn một vị tướng mới là Công tước Ferdinand xứ Braunschweig-Wolfenbüttel, và quân đội Pháp bị đẩy trở lại Rhein, bị đánh bại lần nữa tại trận Crefield ngày 23 tháng 6. Sau đó, Anh và Phổ nắm được thượng phong, đẩy quân Pháp về các lãnh thổ Đức dọc theo sông Rhein.
Sức mạnh của Hải quân Anh ngăn cản Pháp mở rộng các thuộc địa ở nước ngoài, và phi đội hải quân Anh đột kích vào bờ biển Pháp quốc tại Cancale và Le Havre sau đổ bộ lên Ile d'Aix và Le Havre. Năm 1759 người Anh chiếm Martinique và Guadeloupe miền Tây Ấn, cùng Cảng Louis và Quebec. Một loạt thất bại trên biển buộc Louis phải từ bỏ kế hoạch xâm lược Anh quốc. Ở Ấn Độ, thuộc địa Pondicherry của Pháp bị quân Anh phủ vây. Tiền đồn quan trọng của Pháp ở Pondicherry thuộc Ấn Độ cũng lâm nguy, và đầu hàng vào năm sau. Ngày 8 tháng 9 năm 1860, Montreal đầu hàng, kết thúc nền đô hộ của Pháp tại Canada. Martinique rơi vào tay người Anh năm 1762.

### Vụ ám sát

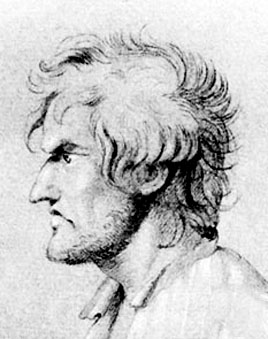
Robert-François Damiens, họa phẩm của Ange-Jacques Gabriel (1757)

Ngày 5 tháng 1 năm 1757, khi nhà vua ngồi xe ngựa đến sân Grand Trianon Versailles, một người đàn ông bị điên, Robert-François Damiens, đẩy lui đám thị vệ và tấn công nhà vua, dùng con dao nhỏ đâm vào bên hông vua. Các thị vệ bắt giữ Damien, và nhà vua lệnh cho họ cầm giữ nhưng không được làm hại hắn ta. Ông đi bộ lên cầu thang tới phòng mình tại Trianon, ở đó vết thương trở nặng. Ông cho đòi bác sĩ và linh mục tới, rồi ngất đi. Louis được cứu khỏi vết thương lớn này vì khi đó mùa đông, quần áo ông mặc dày hơn bình thường. Tin tức truyền tới Paris, đám đông tụ họp trên đường phố. Giáo hoàng, Hoàng hậu Áo và vua Anh đều gửi thư cầu chúc cho ông hồi phục. Damien bị tra tấn nặng nề để coi có ai đứng đằng sau không, rồi bị xét xử trước Nghị viện Paris, thế lực đối kháng với vua trong mấy năm này. Để chứng minh sự trung thành của mình với nhà vua, Nghị viện kết án Damiens đến mức án nặng nhất; ngày 28 tháng 9 năm 1757, Damien bị xử qua đời tại Cung điện de Grève tại Paris bằng hình thức quải lạp phân (treo cổ, chặt đầu và phanh thây), thi thể bị đốt đi. Ngôi nhà của hắn bị đốt đi, người cha, vợ và các con gái bị trục xuất khỏi Pháp quốc, các anh chị em bị bắt phải đổi tên đổi họ.
Nhà vua hồi phục nhanh, nhưng cuộc tấn công ảnh hưởng nhiều đến tinh thần của ông. Một trong những cựu thần của ông, Duford de Chervrny, sau đó viết: "ai cũng thấy khi các triều thần đến chúc mừng ngài hồi phục, Bệ hạ đáp, "vâng, trẫm khỏe," nhưng ôm đầu và nói, "nhưng điều đó rất tệ, và khó có thể chữa lành." Sau vụ ám sát, nhà vua đã mời thái tử đến để tham dự tất cả các cuộc họp của Hội đồng Hoàng gia và lặng lẽ đóng cửa lâu đài tại Versailles, nơi ông đã gặp với những người tình ngắn ngủi của mình.

### Nghị viện nổi dậy
Nghị viện là tổ chức của tầng lơp quý tộc và tăng lữ Pháp, những thành viên ở đây là thẩm phán tại tòa án, bao gồm cả quý tộc cha truyền con nối và bọn tư sản giàu mua ghế. Một số Nghị viện địa phương, chẳng hạn như Rouen và Provence, đã tồn tại hàng thế kỷ, và coi mình là chính phủ hợp pháp ở các tỉnh của họ. Louis tổ chức lại chính phủ và bổ nhiệm người của mình khiến uy quyền của Nghị viện cùng giá mua chức đều giảm theo. Ở Franche-Comte, Bordelaise và Rouen, Nghị viện từ chối nghe lệnh hoàng gia. Khi các đại thần khuyên nhà vua khẳng định quyền lực và thu thuế tất cả đẳng cấp, Nghị viện đình công, từ chối tiến hành xét xử các vụ án dân sự. Hệ thống tòa án bị đình trệ. Năm 1761, Nghị viện Normandy và Rouen đã viết biểu trình lên, giải thích rằng nhà vua có quyền đánh thuế, nhưng Nghị viện có độc quyền để thu thuế. Vua bác bỏ, trục xuất một số thành viên Nghị viện chống đối và tịch thu đất phong của họ. Trong suốt những năm sau, Nghị viện theo mệnh nhà vua, nhưng tìm mọi cơ hội để chống lại các khoản thuế mới và quyền hạn của nhà vua. Đây là một trong những nguyên nhân của sự phản đối quyền lực nhà vua mà cuối cùng phát triển thành Cách mạng Pháp ba chục năm sau.

### Miễn nhiệm chính phủ
Bá tước d'Argenson làm Bộ trưởng Chiến tranh từ 1743 đến 1747. Ông chủ trương duy trì chế độ quân chủ chuyên chế như kiểu thời Louis XIV của Pháp. Ông lập ra trường kĩ sư đầu tiên cho Pháp tại Mézières (1749–50); nhờ có các kỹ sư được đào tạo, Pháp có hệ thống cầu đường tốt nhất ở châu Âu. Ông cũng thành lập học viện quân sự, École Militaire, và theo mô hình của người Phổ, thành lập các trại đào tạo quân sựp, giúp khôi phục sức mạnh quân sự của Pháp.
Machaud D'Arnouville được D'Argenson tiến cử, nhưng hai người dần đối đầu nhau. D'Arnouville là Thượng thư bộ Tài chính từ 1745 đến 1754, rồi Bộ trưởng Hải quân từ 1754 đến 1757. Ông đặt ra thuế "Vingtieme" (1749) không được ủng hộ, theo đó đánh thuế tất cả công dân, kể cả tầng lớp quý tộc, cùng tỷ lệ, đồng thời giảm giá ngũ cốc (1754), làm tăng đáng kể sản lượng nông nghiệp. Sự dao động giá ngũ cốc cuối cùng sẽ trở thành một nguyên nhân Cách mạng Pháp.
Ngày 1 tháng 2 năm 1757, nhà vua đột ngột bãi chức cả d'Arnouville và d'Argenson, đày họ về quê; vì cho rằng họ lơ là không biết ngăn cản vụ ám sát, và chính phủ của họ không làm hài lòng Madame de Pompadour.

## Chính phủ của Công tước de Choiseul (1758–1770)

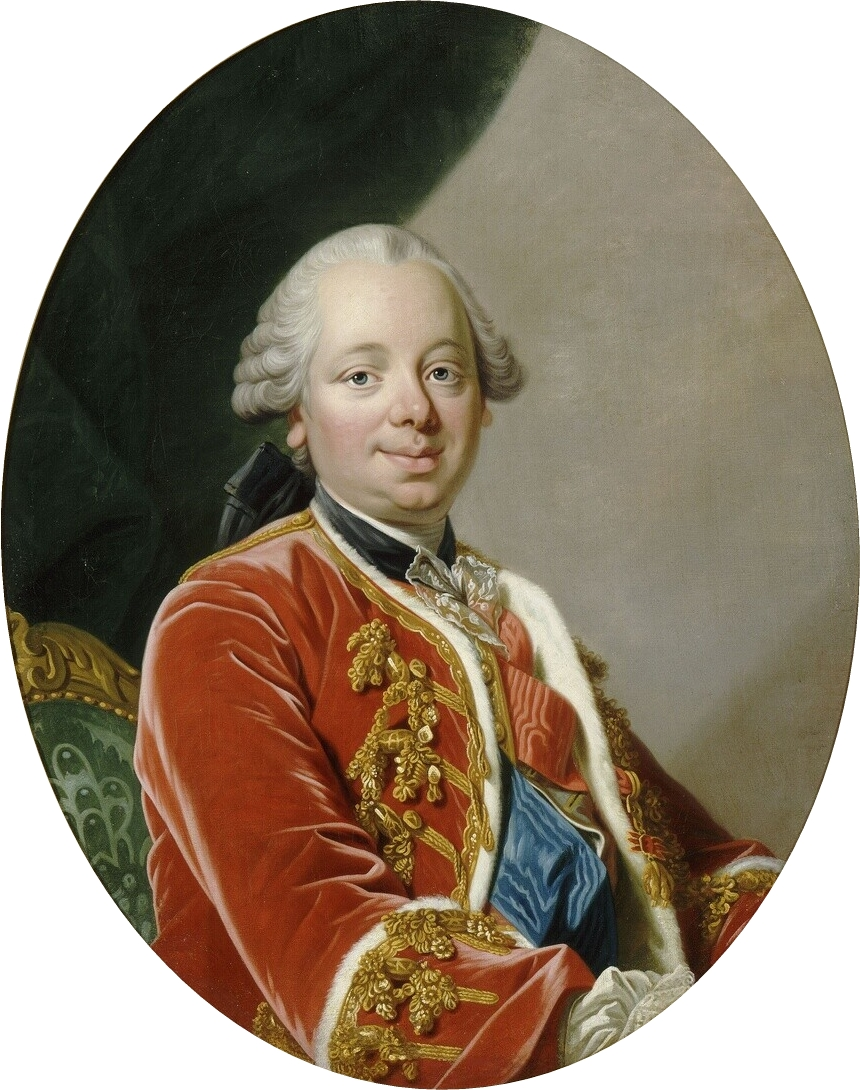
Étienne-François de Choiseul

Louis tấn phong Công tước de Choiseul làm Thượng thư Bộ Ngoại giao ngày 3 tháng 12 năm 1758, theo tiến cử của Madame de Pompadour. Năm 1763, Choiseul được thăng làm Thượng thư bộ Chiến tranh, còn chức ở Bộ Ngoại giao chuyển cho người anh em họ của ông ta, Công tước de Praslin. Vài tháng sau, ông ta được kiêm nhiệm Thượng thư Hải quân, trở thành nhân vật quyền lực và có ảnh hưởng nhất trong chính phủ. Ở trong hội đồng và chính phủ, ông là người đứng đầu phe philisophe, bao gồm Madame de Pompadour, cố gắng xoa dịu Nghị viện và phe Jansen. Trên mặt trân ngoại giao, ông đàm phán một "Hiệp ước gia đình" với quân vương nhà Bourbon của Tây Ban Nha (1761); tức Hiệp ước Paris năm 1761, và hoàn thành việc sáp nhập Lorraine vào Pháp (1766) sau Cái chết của Stanisław Leszczyński, Công tước xứ Lorraine cũng là nhạc phụ của nhà vua. Ông sáp nhập Corsica vào Pháp (1768), và đám phán hôn nhân cho cháu nội nhà vua, vị vua tương lai Louis XVI với Maria Antonia của Áo của Áo (1770).
Thành tựu đáng chú ý nhất của ông là cải cách hiện đại hóa quân đội Pháp, dựa trên những bài học kinh nghiệm từ Chiến tranh Bảy năm. Thời Choiseul, chính phủ, thay vì các sĩ quan, trực tiếp chịu trách nhiệm huấn luyện, thiết kế đồng phục, và đào tạo quân sĩ. Pháo binh được cải tiến, và các chiến thuật mới, dựa trên mô hình Phổ, được thông qua và giảng dạy. Năm 1763, Hải quân chỉ còn 47 tàu và 20 chiếm hạm hạng nhì, nhỏ hơn ba lần so với Hải quân Hoàng gia Anh. Vì thế ông cho đóng tàu lớn để có được 80 tàu và 45 chiếm hạm hạng nhì mới.

### Trục xuất linh mục dòng Tên (1764)

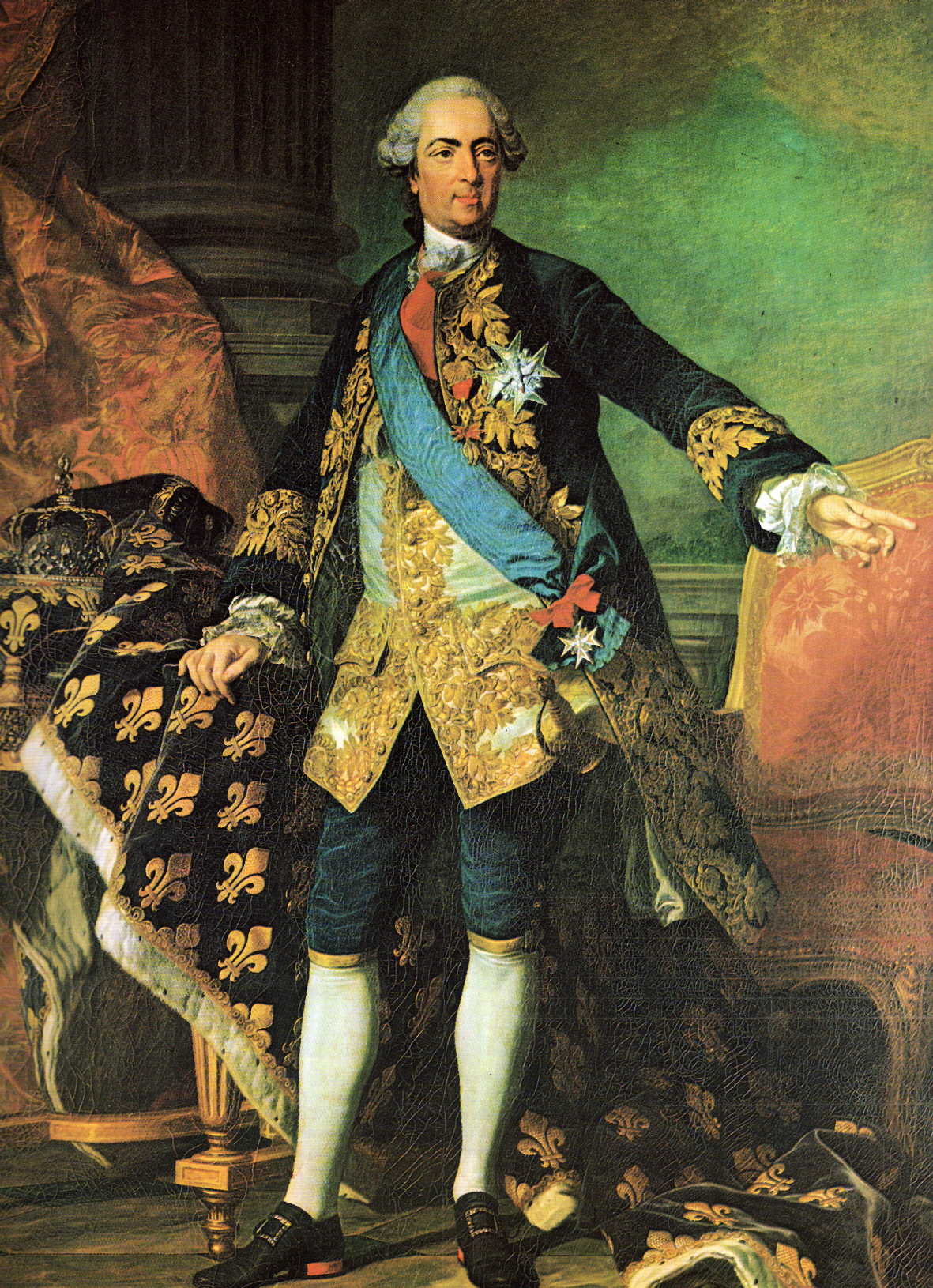
Louis XV in 1763

Năm 1764, bởi sự xúi giục của Nghị viện, Madame Pompadour và Thượng thư Ngoại giao, Công tước de Chosieul, Louis quyết định trục xuất các linh mục dòng Tên ra khỏi Pháp. Dòng tên ở Pháp gồm 3.500 người; họ có 150 trụ sở ở Pháp, bao gồm 85 trường đại học, được xếp vào hạng tốt nhất ở Pháp; những sinh viên tốt nghiệp từ những trường này bao gồm Voltaire và Diderot. Người Giải tội của nhà vua, chức danh có từ thời Henri IV, thuộc dòng Tên. Sự chống đối với dòng tên bắt đầu năm 1760 tại các Nghị viện địa phương, nơi phe Gallican, một chủ nghĩa chống lại một số nguyên tắc của Giáo hội đương thời, chiếm thế lực lớn. Để chống lại dòng Tên, họ đưa ra lý lẽ là dòng này không phụ thuốc vào quyền vua và hệ thống giáo đường và nhà thờ ở Pháp. Dòng Tên đã bị trục xuất khỏi Bồ Đào Nha và thuộc địa Brasil năm 1759 vì xung đột với chính phủ và hệ thống giáo hội ở đó..
Ở Pháp, Nghị viện phát động đàn áp dòng Tên. Ngày 12 tháng 2 năm 1762, Nghị viện Rouen tuyên bố đặt dòng Tên ra ngoài vòng pháp luật, cấm họ vào triều làm quan hoặc đi dạy học, và yêu cầu họ thề bỏ đi đức tin của mình. Giữa tháng 4 và tháng 9 năm 1762, các Nghị viện của Rennes, Bordeaux, Paris và Metz cũng tham gia vào, tiếp theo vào năm 1763 tại Aix, Toulouse, Pau, Dijon và Grenoble. Đến cuối năm chỉ còn Nghị viện xứ Besançon, Douai, và chính phủ ở Colmar, Flanders, Alsace và Franche-Compté, thêm Công quốc Lorraine, do phụ thân của Vương hậu là Stanisław trị vì, vẫn ủng hộ dòng Tên.
Chiến dịch chống lại dòng Tên khiến hoàng gia bị chia rẽ; thái tử, các vương nữ cùng Vương hậu ủng hộ dòng Tên, còn Madame de Pompadaour, người có ảnh hưởng lớn trong triều và bị dòng Tên chỉ trích nặng nề, muốn đuổi họ. Nhà vua do sự và tuyên bố rằng hai năm sau ông sẽ quyết định theo ý của riêng mình. Dòng Tên rời đi, và được chào đón ở Phổ và Nga. Sự ra đi của các linh mục dòng Tên làm suy yếu hệ thống nhà thờ, và đặc biệt là làm suy yếu quyền lực của nhà vua, giống như ở một vương quốc lập hiến, đã ra lệnh trên danh nghĩa của Quốc hội thay vì của riêng mình.

### Sự chống đối từ Nghị viện
Dưới thời Choiseul, nhiều Nghị viện tỉnh vẫn tuyên thệ trung thành với vương quyền, song từ chối tuân theo ý của người quản lý vua hay các thứ thuế mới. Nghị viện Franche-Comté ở Besançon từ chối thu thuế vingtieme do nhà vua ban để tài trợ cho chiến tranh, tuyên bố rằng chỉ có Nghị viện mới có thể áp thuế. Triều đình ngay lập tức sa thải Chủ tịch Nghị viện và tiến hành quản thúc tại gia đối với họ. Nghị viện Normandy liền ủng hộ Nghị viện Besançon; bằng việc viết ra những nội dung có lời lẽ châm biếm nhà vua vào ngày 5 tháng 7 năm 1760, tuyên bố Nghị viện là đại diện của tất cả các giai cấp: "Một quốc vương, một luật pháp, một Nghị viện; luật pháp của vương quốc là một hiệp ước thiêng liêng của liên minh các giai cấp với quốc gia Pháp; hợp đồng mệnh lệnh nhà vua phải cai trị và dân chúng phải vâng theo Công Lý, không ai ngoài Đức Chúa Trời có thể buộc Bệ hạ phải tuân theo bản hiệp định thiêng liêng này... nhưng chúng tôi có thể yêu cầu Ngài, với lòng tự trọng, hãy giữ lời hứa." Nhà vua cảm thấy rất quá đáng. Ông đáp lại vào ngày 31 tháng 1 năm 1761 rằng khiếu nại của Nghị viện đã "chứa đựng các nguyên tắc sai lầm và đi ngược với thẩm quyền của Trẫm và với những từ ngữ không đứng đắn, đặc biệt liên quan đến Bộ trưởng của trẫm người sẽ giải thích cho các người những mong muốn của ta... và Trẫm trả lại thư này cho các ngươi." Các thành viên Nghị viện Besançon vẫn bị quản thúc.
Nghị viện Bordeaux thậm chí còn đi xa hơn trong cuộc chiến chống lại triều đình; năm 1757 họ đã đưa ra cáo buộc tham nhũng chống lại các thành viên chính phủ ở Bergerac, được bổ nhiệm bởi Hội đồng hoàng gia của nhà vua. Khi Hội đồng hoàng gia tiến hành ngăn cản, Nghị viện viết thư phản hồi với nhà vua, tuyên bố, "Thánh thượng, Nghị viện của người không thể công nhận bất kì thế lực nào trung gian giữa nó và người; không, Hội đồng của người không thể có thẩm quyền trên được Nghị viện."

### Tài chính và chính phủ yểu mệnh Silhouette
Cuộc chiến tranh kéo dài làm cạn kiệt Ngân khố; khi Pháp không những phải chăm lo cho quân đội của mình mà còn phải tài trợ cho các đồng minh; năm 1759 Pháp chi 19 triệu livres cho các đồng minh, khi Choiseul lên nắm quyền thì giảm 1/3 (1761). Thượng thư bộ Tài chính mới, Étienne de Silhouette đã áp các thứ thuế mới nhắm vào bọn nhà giàu; thuế ngựa, xa, lụa, tranh vẽ, cà phê và những món xa xỉ khác. Các thuế mới làm mất lòng bọn nhà giàu; Silhouette bị sa thải sau 8 tháng. Vua tuyên bố rằng rằng ông đã đem tài sản của mình vào ngân khố, làm nó tan chảy ra và biến thành tiền.
Thượng thư Tài chính mới, Henri Bertin, do Madame Pompadour tiến cử, được tấn phong ngày 23 tháng 11 năm 1759, giảm những thứ thuế xa xỉ của người tiền nhiệm, thay vào đó thay vào đó đề xuất mở rộng đối tượng đóng thuế badyo gồm những tầng lớp đã bị loại khỏi danh sách nộp thuế, kiểm kê tài sản tầng lớp quý tộc. Một lần nữa, Nghị viện nổi dậy ở Norman và các tỉnh khác. Một lần nữa, nhà vua nghe theo Madame de Pomapdour và các đồng minh; thu hồi Nghị định, Bertin bị cách chức, các khoản thuế không được mở rộng và không thu thuế mới; còn nợ vẫn ngày càng chất chồng.

### Ngoại giao – kết thúc bảy năm chiến tranh
Chiến tranh với Anh vẫn tiếp diễn sau Cái chết của vua George II ngày 25 tháng 10 năm 1760; Thủ tướng Anh, William Pitt từ chối đề xuất đàm phán của Pháp. Ngày 15 tháng 8 năm 1761, Pháp, Tây Ban Nha, Napoli và Parma, liên minh các vương quốc của gia tộc Bourbon, kí vào "Hiệp định gia đình" thứ nhất cam kết hỗ trợ lẫn nhau nếu bất kì bên nào bị tấnc ông. Cùng lúc đó, họ kí một hiệp ước bí mật với Carlos III của Tây Ban Nha cho phép Tây Ban Nha tuyên chiến với Anh nếu chiến tranh chưa kết thúc trước tháng 5 1762. Nghe được tin này, William Pitt muốn lập tức tuyên chiến với Tây Ban Nha, nhưng tân vương của Anh, George III, không nghe. Quân của Friedrich Đại Đế của Phổ đã quá mệt mỏi sau cuộc chiến trường kì với Áo và Nga, nhưng Friedrich được cứu bởi Cái chết bất ngờ của Nữ hoàng Elizaveta của Nga năm 1762, và người kế ngôi là Pyotr III, là một ông vua thân Phổ.
Choiseul tiếp quản quyền chỉ huy quân đội vào tháng 10 năm 1761, và ông ta muốn tiến hành tấn công để kết thúc chiến tranh ở thế thắng. Ông thuyết phục Nghị viện và các Sở thương mại ở các thành phố cho phép làm tàu chiến, tái cơ cấu Hải quân. Quân Pháp tiến đánh Phổ và Tây Ban Nha, theo minh ước, tiến công vào Bồ Đào Nha, đồng minh của Anh. Tuy nhiên, một lần nữa, cuộc tấn công vào Hess-Kassel của Pháp gặp thất bại trước quân Phổ, và quân Tây Ban Nha đánh Bồ Đào Nha vô công mà về; và người Anh nắm lấy cơ hội đổ bộ lên Martinique và xâm chiến thuộc địa Cuba của Tây Ban Nha. Choiseul quyết định kết thúc chiến tranh. Đàm phán sơ bộ diễn ra tại Cung điện Fontainebleau ngày 3 tháng 11 năm 1762, kết thúc xung đột giữa Anh - Pháp - Tây Ban Nha. Hiệp ước chính thức được kí ở Paris ngày 10 tháng 2 năm 1763. Kết quả cuộc chiến; Pháp mất các thuộc địa ở Tây Ấn; Marie Galante, Tobago và La Desiderade, nhưng nhận lại từ Anh các đất Guadaloupe, Martinique, và Santa Lucia, vì các đồn điền của người Pháp ở đây được coi là đắt giá nhất trong số đồn điền ở các thuộc địa. Tại thuộc địa Canada, France chỉ giữ lại Đảo Cape Breton và vùng sông Saint-Laurence; thung lũng Ohio, và các lãnh thổ bờ tây sông Mississippi. Louis chính thức phê chuẩn Hiệp ước ngày 23 tháng 2; cùng ngày hôm đó tượng của ông được trưng bày tại Cung điện Louis XV (nay là Cung điện de la Concorde)

### Cái chết của nhân tình, con và vợ

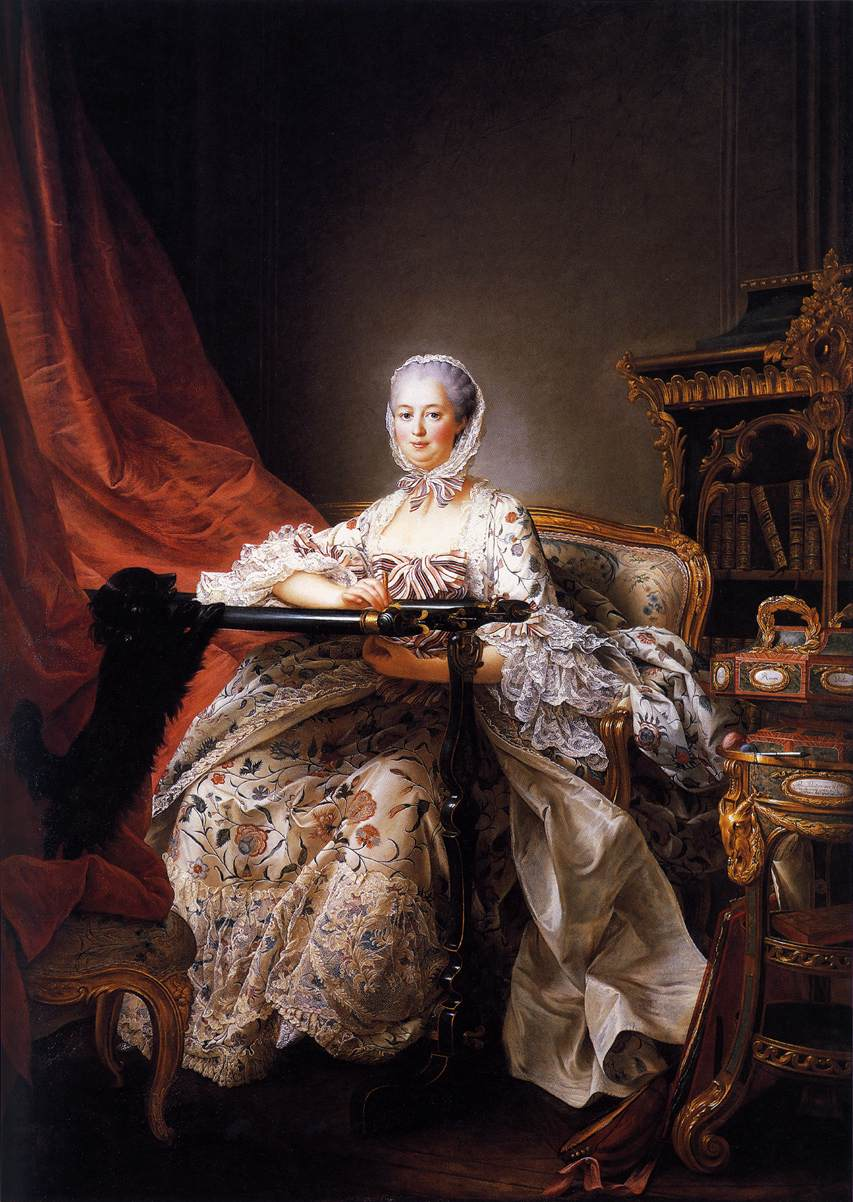
Madame de Pompadour, họa phẩm của François-Hubert Drouais (1763-64)

Mùa đông 1763 - 1764 thật khắc nghiệt; Madame de Pompadour bị viêm phổi và qua đời ngày 15 tháng 4. Nhà vua bị ảnh hưởng sâu sắc, nhưng theo quy định của triều đình, ông không thể đến dự tang lễ, bởi vì đẳng cấp của hai người chênh lệch, và mọi chuyện trong triều vẫn phải tiến hành như thường. Có những người trở thành ứng viên thay thế cho Madame de Pompadour; đặc biệt là Nữ công tước xứ Gramont, chị của Choiseul, nhưng nhà vua không quan tâm đến người tình mới, và tháng 2 năm 1765, ông đóng cửa Parc-aux-Cerfs, nơi mà trước đây ông đã gặp tình nhân nhỏ của mình.
Sự chống đối của Nghị viện vẫn tiếp tục. Các Nghị viện tỉnh lại xung đột với Nghị viện Paris, nơi đại diện chân chính cho đất nước. Tháng 3 năm 1764, Nghị viện Navarra đóng tại Pau, tỉnh nhỏ nhất, từ chối công nhận thẩm quyền thu thuế của Hội đồng của nhà vua. Nhà vua hành động, bắt giữ và thay chức Chủ tịch và các thành viên hàng đầu của Nghị viện, thay vào đó là những người trung thành với hoàng gia. Nghị viện Toulouse, Besançon và Rouen phản đối, vua không nghe. Năm 1765, Nghị viện Bretagne ở Renis bác bỏ thẩm quyền áp thuế từ triều đình mà không có sự đồng ý của Nghị viện. Vua triệu tập Nghị viện đến Versailles, và thuyết phục họ. Song không có hiệu quả; khi nhà vua cho dán sắc lệnh lên tường nhà ở các đường phố Rennes, Nghị viện liền cho người gơ xuống. Nhà vua xuống chiếu cấm các thành viên Nghị viện rời Rennes, và các thẩm phán ở Nghị viện liền đình công.
Năm 1765 kết thúc với một bi kịch cho hoàng gia; thái tử mắc bệnh lao. Anh ta đến gặp nhà vua tại Cung điện Containebleau. Thái tử thăng hà ngày 20 tháng 10 năm 1765. Người thừa kế sau đó là con trai Thái tử, vị vua tương lai Louis XVI, đã gần đến tuổi trưởng thành, nhưng Cái chết của thái tử ảnh hưởng sâu sắc đến nhà vua. Ông viết trong di chiếu, rằng: "Nếu trẫm có lỗi, không phải lỗi đó là do cố ý, mà là do thiếu tài năng, và không nhận được sự phò tá như trẫm mong muốn, đặc biệt là trong vấn đề tôn giáo."
Vương hậu đau buồn sâu sắc với cái chết của Thái tử năm 1765, và cái chết của cha bà năm 1766, sau đó là con rể. Bà nhuốm bệnh và mất ngày 24 tháng 6 năm 1768.

### "Cái đánh bằng roi" của Nghị viện
Tháng 1 năm 1766, trong khi nhà vua còn khóc tang thái tử, Nghị viện Bretagne lại phản đối thu thuế. Khi ông tỏ ra phớt lờ, Nghị viện Rennes và Nghị viện Rouen lại dâng thư, phàn nàn rằng vua bỏ phớt lờ "lời ông đã thề trước quốc gia trong ngày gia miện." Khi nhà vua nghe tới đoạn này, ông ngắt lời người đọc và tuyên bố cáo buộc này là sai; ông chỉ thề trước mỗi chúa, không phải trước quốc gia. Đó là uy quyền của hoàng gia. Tháng 3 năm 1766, chỉ vài giờ sau khi thông báo, ông đích thân đi từ Versailles đến gặp Nghị viện Paris ở Cung điện de la Cité và xuất hiện trước mặt các thành viên. Trong thông điệp của mình, ông tuyên bố: "Trẫm là quân vương có đầy đủ thực quyền, không phụ thuộc hay chia sẻ với ai hết. Trật tự xã hội là từ ta mà ra... " Bài phát biểu, liền bị báo chí cho là "cái đánh bằng roi," và lưu hành khắp trong các cấp chính quyền. Xung đột giữa Nghị viện và Nhà vua kéo dài rất lâu, song không được giải quyết.

### Madame du Barry

Madame du Barry, họa phẩm của François-Hubert Drouais (c. 1770)

Sau Cái chết của Madame de Pompadour, nhiều phụ nữ trong triều tìm cơ hội thay thế vị trí bà ta, bao gồm Công tước phu nhân xứ Gramont, chị của Công tước Choiseul, nắm quyền lực như thừa tướng trong triều khi đó. Tuy nhiên, nhà vua lại quay qua sủng ái Jeanne Bécu, Nữ Bá tước du Barry. Bà nhỏ hơn vua tới 33 tuổi. Là con ngoài hôn thú của Anne Bécu, một thợ may. Bà được nuôi dạy nởi Dames de Sacre-Coeur, và từng làm rất nhiều nghề như trợ lý cửa hàng và nhà thiết kế thời trang trước khi trở thành người tình của Bá tước tự xưng, Jean du Barry. Bà mở một salon, thu hút rất nhiều học giả và quý tộc. Vì Jean du Barry đã kết hôn, nên để bảo vệ danh dự, bà được gả cho em trai ông ta, Guillaume, một người lính đã giải ngũ. Họ kết hôn ngày 1 tháng 9 năm 1768 và sau đó, Guillaume dọn về nhà mình ở Languedoc mà không qua đêm với vợ. Qua môi giới là một là quý tộc, bà được mời đến Versailles, nơi Nhà vua gặp và bị bà hớp hồn. Ông mời bà tới Fontaineblau, sau đó đề nghị bà chuyển đến Cung điện Versailles. Sự xuất hiện của bà ở triều khiến Công tước de Choiseul bị nhục nhã ê chề, còn phe chống đối với ông thì vui mừng.
Đối với việc du Barry có mặt trong triều, bà được giới thiệu như một nhà quý tộc. Bá tước già de Béarn thuyết phục giới thiệu bà trước mọi người, đó là vào ngày 22 tháng 4 năm 1769. Không có phụ nữ nào trong triều đến tham dự, và chính de Choiseul bày tỏ sự không hài lòng của mình bằng cách mở một buổi lễ ngày hôm sau, tại đó cả triều, ngoại trừ du Barry, đến dự.
Nhà vua sớm cho bà ở Cung Verssailles, và năm 1771 trao cho bà Pavillon de Louveciennes mới xây. Choiseul tỏ ra ác cảm với DuBarry, ngoài ra Maria Antonia, người vừa đến in Versailles và kết hôn với Thái tôn vào ngày 16 tháng 5 năm 1770, cũng chẳng ưa bà. Maria mô tả về Nữ Bá tước như sau "Một sinh vật ngu xuất và ngớ ngấn khó tưởng tượng được". Tuy nhiên, nhà vua vẫn giữ du Barry bên mình cho đến những ngày cuối cùng mới đuổi đi trước lúc xưng tội. Sự có mặt của du Barry tại triều khiến các tầng lớp quý tộc bất mãn. Ngoài triều đình, phe chống đối vương quyền trong Nghị viện lợi dụng sự có mặt của bà để công kích nhà vua. Bà là mục tiêu của hàng chục những tờ rơi chỉ trích, cáo buộc bà về các hành vi vô đạo đức. Mấy mươi năm sau, dưới Thời kì Khủng bố trong Cách mạng Pháp, Nữ Bá tước bị phái Jacobin coi như một biểu tượng đáng ghét của chế độ cũ; bà bị chém đầu vào ngày 8 tháng 12 năm 1793.

### Mở rộng lãnh thổ: Lorraine và Corse
Lãnh thổ Pháp được mở rộng lần cuối trước cuộc Cách mạng qua hai sự kiện; Công quốc Lorraine, do nhạc phụ nhà vua, Stanisław trị vì, sáp nhập vào Pháp sau Cái chết của ông ta, và chính phủ Pháp tiếp nhận đất này vào ngày 27-28 tháng 3 năm 1766. Việc thu phục Corse phức tạp hơn. Hòn đảo này trước thuộc Cộng hòa Genoa, nhưng sự độc lập của Cộng hòa Corse được tuyên bố năm 1755 bởi Pasquale Paoli, và các cuộc nổi dậy diễn ra ở khắp đảo. Cộng hòa Genoa không có đủ quân để chinh phục hòn đảo, cho phép Louis gửi quân Pháp để chiếm các cảng và các thành phố lớn, để hòn đảo không rơi vào tay người Anh. Khi chiến tranh kết thúc, hòn đảo này đã chính thức được trao cho nước Pháp theo Hiệp ước Versailles ngày 19 tháng 5 năm 1768. Louis gửi 27.000 quân đàn áp phiến quân Corse. Tháng 5 năm 1769, cuộc nổi dậy ở Corse bị đánh bại tại Trận Ponte Novu, và Paoli lưu vong sang Anh. Năm 1770 đảo này chính thức trở thành một tỉnh của Pháp.

### Thương mại, Nông nghiệp và tin đồn "Hiệp định chết đói"

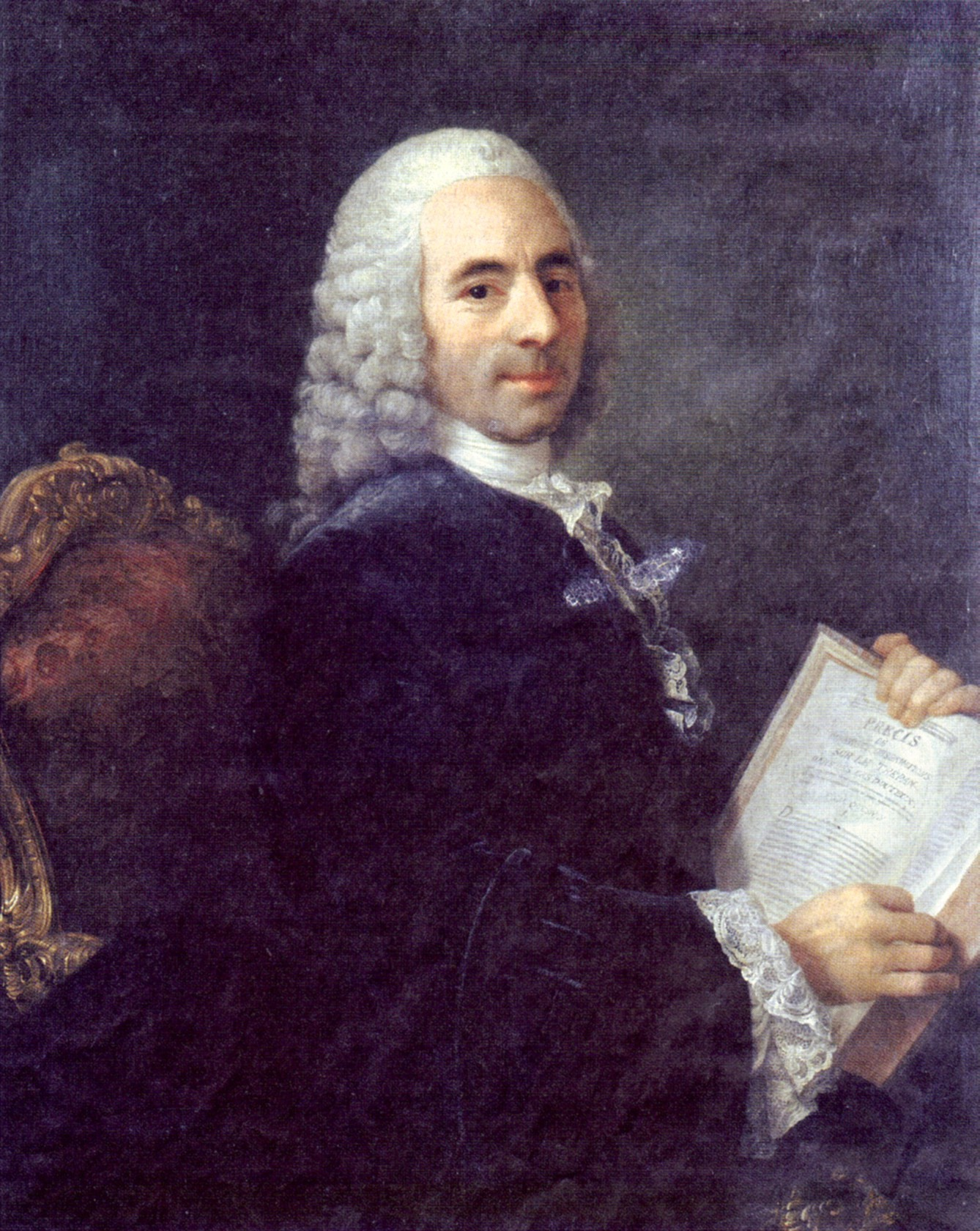
François Quesnay, bác sĩ và nhà kinh tế

Hai người có ảnh hưởng lớn đến chính sách kinh tế của Nhà vua. François Quesnay là nhà kinh tế học nổi tiếng của Pháp. Ông là bác sĩ riêng của vua, từng chữa trị cho Madame de Pompadour, nhưng cũng là nhà lý luận kinh tế, có bài viết, "Tableau Economique" (1758), được Nhà vua và triều đình chú ý: Louis gọi ông ta là "nhà tư tưởng của ta." Học trò của ông gồm Hầu tước de Mirabeau và Adam Smith. Ông cũng là một nhà phê bình các hoạt động của chính phủ, và đưa ra thuật ngữ "quan liêu" (nghĩa đen "Chính phủ của những cái bàn"). Người kia là học trò của ông, Thượng thư bộ Thương mại, Jacques Claude Marie Vincent de Gournay. Hai người chủ trương loại bỏ những hạn chế trong nền kinh tế, khuyến khích mở rộng sản xuất và thương mại. Câu khẩu ngữ nổi tiếng của De Gournay, laissez faire, laissez passer ("nó được làm, để nó thông qua") về sau trở thành khẩu hiệu của một trường học kinh tế thị trường tự do.
De Gournay và Quesnay đề xuất một kế hoạch cụ thể để tự do hoá thị trường nông nghiệp vốn được kiểm soát chặt chẽ nhằm khuyến khích sản xuất, cạnh tranh và hạ giá. Theo các nguyên tắc của Quesnay và de Gournay, Thượng thư bộ Tài chính của Louis, Henri Bertin, lập ra Hiệp hội Nông nghiệp mới và Ủy ban Nông nghiệp trong chính phủ, tương đương với các hiệp hội hỗ trợ thương mại. Tháng 5 năm 1763 Bertin ban hành một chỉ thị cho phép lưu thông ngũ cốc mà không thu thuế. Tháng 8 năm 1764, Bertin lại cho phép xuất khẩu ngũ cốc từ 27 cảng của Pháp, sau đó mở rộng lên 36. Đồng thời ông lập một khu vực rộng lớn quanh Paris, ở đó ngũ cốc chỉ được dành cho người Paris, và thiết lập mức tối đa cho giá ngũ cốc, nếu mà nó được thông qua sẽ đình trệ quá trình xuất khẩu.
Chính sách giải phóng giá ngũ gốc có hiệu quả trong những năm đầu, dẫn đến thương mại phát triển và giảm giá thành, nhưng sau những năm sản xuất kém như 1766, 1767 và 1768 thì giá lại tăng. Phần lớn Nghị viện, ở các khu vực sản xuất ngũ cốc, ủng hộ chính sách, nhưng những vùng khác, bao gồm cả Paris và Rouen, chỉ trích mạnh mẽ. Tại những thành phố này rộ lên tin đồn hoang đường về "Hiệp định qua đời đói", được cho là âm mưu của chính phủ nhằm cố ý hạ gục và tiêu diệt những người nghèo. Đây là một trong những yếu tố xách động cho cuộc Cách mạng Pháp.

### Chuẩn bị tái chiến với Anh
Công tước de Choiseul đã dành tất cả nỗ lực và tâm huyết để chuẩn bị cho cuộc chiến tranh mới với Anh. Năm 1764, tại một ngôi trường cũ của dòng Tên đã đóng cửa, ông mở một trường huấn luyện quân sự, đào tạo sinh viên cho Học viện quân sự vừa thành lập. Năm 1769, ông nâng cấp trường Naval lên chuẩn Học viện hoàng gia, đào tạo sĩ quan cho hạm đội hải quân mới. Cùng năm đó ông lập một trường kĩ thuật quân sự. Ông cấp cho Hải quân hàng trăm khẩu pháo mới, được dùng trong những trận đại thắng mấy thập kỉ sau thời Cách mạng Pháp và Chiến tranh Napoleon. Dựa theo mô hình ở Phổ, ông cải cách học thuyết quân sự, theo đó nhà nước chứ không phải các sĩ quan phải có trách nhiệm huấn luyện và trang bị vũ khí cho quân lính. Phần lớn tàu của Hải quân Pháp bị chìm hoặc bị người Anh bắt trong Chiến tranh Bảy năm. Ngoài các xưởng công binh của hải quân hiện có ở Toulon, Brest và Rochefort, ông mở thêm hai xưởng nữa ở Marseille (1762) và Lorient (1764). Các xưởng bắt đầu đóng thêm tàu; năm 1772, Hải quân có 66 tàu chở hàng, 35 chiếm hạm hạng hai và 21 tàu hộ tống mới. Ông và các đồng minh trong chính phủ lập kế xâm lược Anh quốc, và chính phủ bắt cầu tìm cách để gây chiến với Anh. Khi Công tước de Broglie biết rằng người Anh đang định thực hiện thu thuế đối với dân thuộc địa ở châu Mỹ, ông viết cho nhà vua: "Thần rất tò mò để biết kết quả sẽ ra sao, và liệu hành động của họ có dẫn đến một cuộc cách mạng ở các thuộc địa không."
Choiseul kết hợp chuẩn bị lực lượng và tìm kiếm đồng minh. Pacte de Famille tức Hiệp ước gia đình, giữa Pháp với các nước do vua nhà Bourbon trị vì; Tây Ban Nha, Napoli và Toscana. Choiseul dành toàn bộ sự chú ý vào nước Anh như kẻ thù trong tương lai mà không để ý gì đến phần còn lại của châu Âu. Ông không cử đại sứ ở Ba Lan, Phổ hay Nga trong suốt thời kì này, và đứng ngoài khi Nga đặt ứng viên của mình cho ngôi Vua Ba Lan, và khi Nga - Thổ giao chiến (1768 - 1770).

### Sa thải Choiseul
Xung đột mới giữa Anh và Tây Ban Nha về tranh chấp đảo Falkland năm 1770 dẫn đến thất bại của Choiseul. Người Anh lập một khu định cư tại đảo, nơi Tây Ban Nha cũng tuyên bố chủ quyền. Vào đầu năm 1770, Toàn quyền Tây Ban Nha ở Buenos Aires gửi năm tàu chiến cùng quân lính đến đảo, ra lệnh cho người Anh rời đi. Người Anh chuẩn bị khởi hành. Khi tin tức đến London, chính phủ Anh cũng yêu cầu phía Tây Ban Nha rút quân. Cả hai bên bắt đầu chuẩn bị cho chiến tranh.
Khả năng xảy ra một cuộc chiến mới khi Pháp đang trải qua xung đột nội bộ giữa nhà vua và Nghị viện Bretagne, Nghị viện một lần nữa lại từ chối lệnh áp thuế của nhà vua. Vua liền gửi thư đáp lời người em họ, Carlos III của Tây Ban Nha, người không mong muốn chiến tranh, rằng, "Sự êm dịu và kiên nhẫn đã dẫn Quả nhân đến ngày nay, nhưng Nghị viện của Quả nhân, lại tìm cách hạn chế, quên rằng chúng đang cố tranh biện về quyền lực của quân vương mà chúng ta có được theo ý của Chúa. Quả nhân quyết định làm theo ý của riêng mình bằng tất cả những phương kế sẵn có..." Ngày 24 tháng 12, nhà vua gửi một lá thư ngắn cho Choiseul, cách chức của ông ta và buộc ông ta về nghỉ hưu tại nhà ở Chateloup. Một lá thư tương tự được gửi cho người anh em họ của ông. Choiseul xin thêm hai ngày để giải quyết những công việc còn lại, Nhà vua không theo. Giải thích về quyết định này trong lá thư gửi cho Công tước de Broglie, nhà vua cho rằng, "Chính sách của Choiseuls quá trái với tôn giáo, và do đó trái với quyền lực hoàng gia."

## Chính quyền của Maupeou và Chấp chính Tam đầu chế (1770–1774)

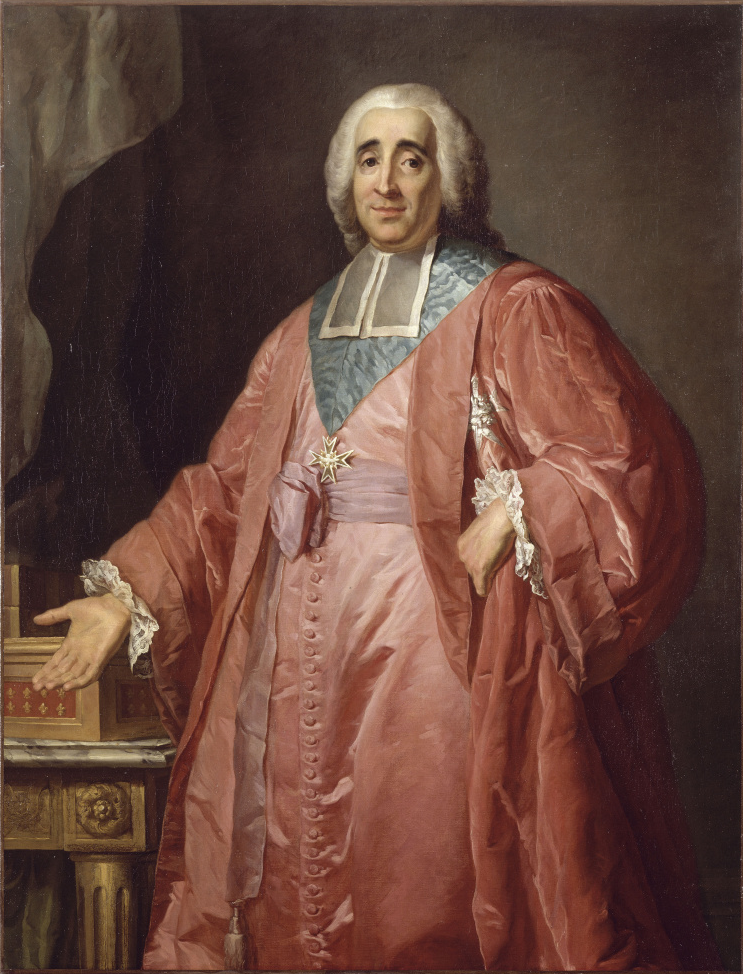
René de Maupeou, Thừa tướng, người lãnh đạo chính phủ những năm cuối triều Louis XV

Nhà vua giao quyền lãnh đạo chính phủ cho ba Bộ trưởng chủ trương bảo thủ, đứng đầu là Thừa tướng René de Maupeou, người từng là Chủ tịch Nghị viện từ 1763 đến 1768. Maupeou và hai Thượng thư khác, Trưởng Tu viện Terray làm Thượng thư bộ Tài chính và Công tước d'Aiguillon lo việc ngoại giao và chiến tranh, cùng phụ trách chính phủ. Đó gọi là "Chấp chánh Tam đầu chế".

### Đàn áp Nghị viện
Ưu tiên hàng đầu của Maupeou là đưa Nghị viện vào tầm kiểm soát, và tiếp tục chương trình hiện đại hóa đất nước. Nhiều thành viên Nghị viện Paris tham gia vào cuộc đình công, và phản đối các nghị quyết của nhà vua. Ngày 21 tháng 1 năm 1771, đại diện hoàng gia và ngự lâm quân xông vào nhà của từng thành viên Nghị viện, thông báo rằng họ đã bị cách bức và buộc họ phải rời Paris trở về quê, cấm không được trở lại. Sau đó tháng 2 với một biện pháp triệt để hơn; Nghị viện các vùng bị thay thế bởi tòa án của 6 Hội đồng cao cấp mới, để xét xử những vụ án nghiêm trọng. Một nghị định khác bác bỏ quyền xét xử các vụ án dân sự của Nghị viện, vốn là nguồn thu nhập chủ yếu của các thành viên. Quyền lực của Nghị viện Paris thì không đổi. Nếu không còn Nghị viện tỉnh, chính phủ có quyền đặt luật và áp thuế mà không ai phản đối. Tuy nhiên, sau khi vua băng, tầng lớp quý tộc lại vùng dậy và kết quả làNghị viện địa phương được khôi phục.

### Tài chính
Trưởng tu viện Terray là một mục sư, mặc dù sự nghiệp chính trị của ông hoàn toàn mang tính thế tục, và đời sống của ông đầy rẫy những tai tiếng. Ông liên tục thu thuế; mở trường đào tạo thanh tra thuế, và làm việc để thấy rằng thuế đã được áp đặt và thu thập với cùng tính rõ ràng và sức mạnh trong tất cả các vùng, không có sự can thiệp từ các tầng lớp quý tộc địa phương. Khi ông ta nhận chức, nhà nước có thâm hụt ngân sách 60 triệu livres, và nợ dài hạn là 100 triệu livres. Đến năm 1774, thu nhập tăng lên 60 triệu livres và khoản nợ giảm xuống còn 20 triệu livres. Ông cũng đưa ra quy định về giá ngũ cốc, đã được giải phóng vào năm 1763 và 1764; những kiểm soát này là một trở thành một vấn đề lớn trong chính phủ và là một nguyên nhân dẫn đến Cách mạng Pháp.

### Ngoại giao
Sau khi Thượng thư Choiseul bị đuổi, chức vụ lãnh đạo Bộ Ngoại giao bỏ trống. Nhà vua khuyên đồng minh và cũng là cậu em họ Carlos III của Tây Ban Nha dùng biện pháp hòa bình để giải quyết tranh chấp ở Quần đảo Falkland, tránh chiến tranh nổ ra. Choiseul, quá tập trung vào cuộc chiến với Anh Quốc, đã hoàn toàn lờ đi phần còn lại của châu Âu, không đặt đại sứ ở Vienna. Trong khi Nga và Phổ, không gặp phản đối của Pháp, và đang xâu xé nước đồng minh cũ của Pháp, Ba Lan. Một đồng minh khác của Pháp, Thụy Điển, cũng bị Nga và Phổ đe dọa xâu xé sau Cái chết của nhà vua Adolf Fredrik năm 1771. Hoàng tử hoàng gia (thái tử Thụy Điển), Gustav lúc này đang ở Paris. Ông gặp mặt Louis XV và nhận được lời hứa giúp đỡ từ nhà vua. Với sự hỗ trợ của Pháp, cùng chiến dịch tình báo bí mật của Louis, Secret de Roi, Gustave III trở lại Stockholm. Ngày 19 tháng 8 năm 1772, với tư cách người đứng đầu hoàng gia, Gustav dùng quân làm chính biến, bắt giam các thành viên Thượng viện Thụy Điển, và hai ngày sau được Hạ viện làm lễ Gia miện. Nga và Phổ, đã cùng nhau phân chia Ba Lan, phản đối hành động này nhưng không can thiệp vào.

### Những năm cuối đời ở Versailles

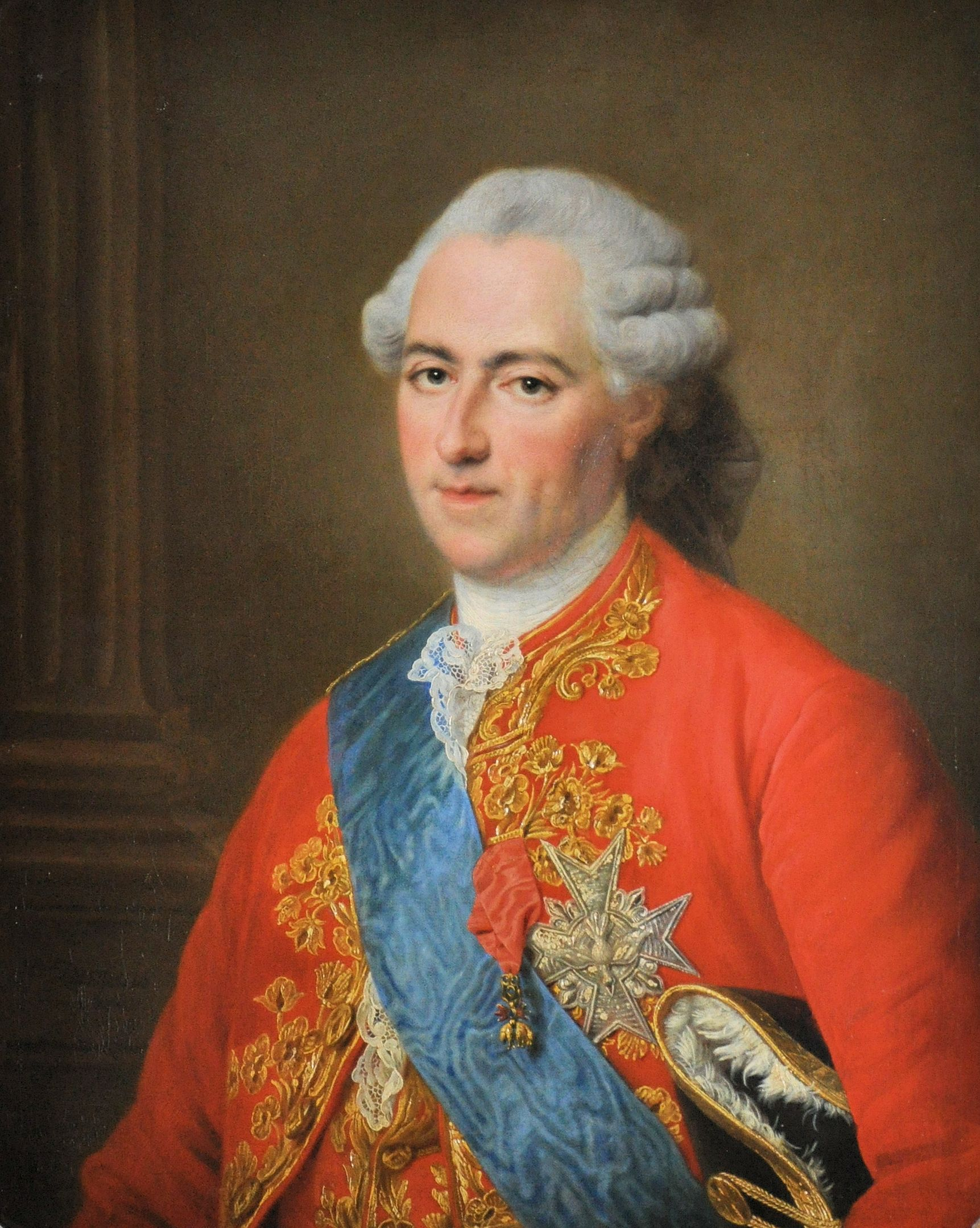
Louis XV một năm trước khi băng hà (1773), họa phẩm của François-Hubert Drouais

Trong những năm cuối đời Louis, triều đình Versailles gặp một mớ lùm xùm. Maria Antonia, trở thành công dân Pháp sau hôn lễ, không giấu được sự căm ghét đối với nhân tình của nhà vua, Madame du Barry. Nhà vua trao cho Madame du Barry một căn phòng cực kì xa hoa ở tầng trên văn phòng của ông; Madame du Barry cũng sở hữu Petit Trianon và Pavillon de Louveciennes, những nơi mà nhà vua xây cho Madame de Pompadour. Triều đình bị chia rẽ giữa những người chào đón Madame du Barry, và những quý tộc cao tuổi, như Công tước de Choiseul cùng Maria Antonia của Áo, khinh miệt bà ta. Nhà vua tiếp tục các xây dựng các công trình thổ mộc, bao gồm nhà hát Opera ở Cung điện Versailles, hoàn thành vào dịp hôn lễ của Hoàng thái tôn với Marie-Antoinete, và cung điện Lous XV (nay là Cung điện de la Concorde) tại Paris, chính giữa cung điện có một bức tượng nhà vua, theo kiểu Louis XIV ở Cung điện Vendôme.

### Băng hà
Ngày 26 tháng 3 năm 1774, Nhà vua rời Petit Trianon với Madame du Barry và nhiều quý tộc theo tùy tùng, có báo cáo rằng nhà vua bị ốm. Ông tham dự chuyến đi săn ngày hôm sau, nhưng đã ngồi xe ngựa thay vì trực tiếp cưỡi ngựa. Chiều hôm đó ông vẫn ốm, và triệu kiến quan ngự y, Le Mariniére. Với sự hỗ trợ của bác sĩ, nhà vua trở về Cung điện Versailles để điều trị, đi theo ông là Madame du Barry cùng những người khác. Sáu bác sĩ phẫu thuật được triệu đến, đo nhịp tim của ông và đưa ra chẩn đoán. Ông bị các bác sĩ chích máu ba lần, nhưng không có hiệu quả. Khi một vài nốt sần đỏ nổi trên da ông, các bác sĩ ban đầu chẩn đoán là petite variole, hay bệnh đậu mùa, khiến ai nấy thở phào, vì cả bệnh nhân và các bác sĩ đều tin rằng ông đã bị bệnh này rồi. Các thành viên trong gia đình, đặc biệt là Thái tôn và Maria Antonia, được yêu cầu rời khỏi, vì họ chưa từng mắc bệnh, và không được chủng ngừa. Madame du Barry vẫn ở bên ông. Mấy giờ sau, mấy nốt sần đỏ nổi lên, các bác sĩ bắt đầu lo ngại cho tính mạng của ông. Sáng ngày 1 tháng 5, Tổng Giám mục Paris đến, nhưng được giữ ở trong phòng nhà vua để tránh làm ông sợ hãi. Nhà vua vẫn tỉnh táo và vui vẻ. Tuy nhiên, ngày 3 tháng 5, ông nhìn thấy những nốt đậu trên tay, bèn triệu Tổng Giám mục đến, bảo, "Trẫm có mấy nốt sần nhỏ." Tổng Giám mục giảng cho ông chuẩn bị cho những nghi lễ cuối cùng. Tối đó, ông triệu Madame du Barry đến, nói cho bà biết về căn bệnh, và nói, "Chúng ta không thể bắt đầu lại vụ bê bối Metz. Nếu trẫm biết trước ngày hôm nay, thì nàng sẽ không được thu nhận đâu. Trẫm nợ Chúa và nợ những người dân. Vì thế, nàng phải rời đi vào ngày mai." Ngày 7 tháng 5, ông gọi người giải tội đến để chuẩn bị cho nghi thức cuối cùng. Căn bệnh tiếp tục phát tác; một đại thần đến thăm vua ngày 9 tháng 5, Công tước de Croy, so sánh về khuôn mặt nhà vua, với những nốt sần đen do căn bệnh đậu mùa, "một mặt nạ bằng đồng". Louis giá băng lúc 3:15 sáng ngày 10 tháng 5 năm 1774.

## Nhân cách
Rất nhiều nhân vật đương thời đã dày công nghiên cứu về nhân cách của Louis XV. Công tước de Croy viết: "Ông có trí nhớ, dáng điệu, và lòng can đảm độc nhất. Ông là một người cha dịu dàng và tuyệt vời, và là người thành thật nhất trên thế giới. Thời của ông có nhiều thành tựu khoa học...nhưng với lòng khiêm tốn, mà đối với ông, gần như là một tật xấu. Ông luôn nói đúng hơn những người khác, nhưng lại luôn tin rằng mình sai... Ông có lòng dũng cảm tuyệt vời, nhưng một lòng dũng cảm đó quá khiêm nhượng. Ông không bao giờ dám tự ý quyết định, nhưng luôn luôn, một cách khiêm tốn, theo lời khuyên của người khác, ngay cả khi quan điểm của ông đúng hơn so với việc làm của họ... Louis XIV luôn rất tự tin, nhưng Louis XV thì lại không có được niềm kiêu hãnh đó. Ngoài sự khiên tốn quá mức, tật xấu lớn nhất và duy nhất là phụ nữ; ông luôn tin rằng chỉ những người tình mình mới đủ lòng yêu thương đối với ông và nói cho ông sự thật. Đó là lý do ông để họ chi phối ông; góp phần vào thất bại về tài chính; cũng là mặt tồi tệ nhất dưới thời của ông."
Những người khác, như d'Argenson, Thượng thư bộ chiến tranh, nói về sự nhút nhát và rụt rè của ông; ông thiếu khả năng đàm thoạt với người khác. Công tước Luynes nhận xét rằng nhiều khi ông muốn mở lời, nhưng "sự nhút nhát ngăn Ngài lại và sự biểu lộ không đến; người ta cảm thấy rằng Ngài muốn nói một điều gì đó có ý nghĩa, nhưng ông thường ngưng lại và hỏi những câu phù phiếm."
Một tính cách đặc biệt khác được người đương thời nói tới là tánh kín đáo của ông. "Không một ai là chuyên gia giấu giếm giỏi hơn Đức Vua," d'Argenson viết. "Ngài từ sáng đến tối để giấu giếm; Ngài không nói một từ, cử chỉ hay dáng đi, ngoại trừ khi muốn ẩn giấu điều Ngài muốn."
"Ngài là người đàn ông tuyệt vời nhất," một người đương thời, Duffort de Cheverny, đã viết, "nhưng, khi tự trách chính mình, ngày nói về những vấn đề của quốc gia như là một người nào khác đang trị vì."

## Huyền thoại- "Apres nous, le deluge"
Lời chỉ trích nổi tiếng nhất về Louis XV (hay đôi khi là Madame de Pompadour) là "Apres nous, le deluge" ("Sau chúng ta, trận lũ lớn"). Lời giải thích cho câu nói này là sự thờ ơ của ông trước vấn đề tài chính, và những điềm báo về cuộc đại Cách mạng sắp tới. Câu nói này bắt đầu lan truyền từ năm 1757, khi quân Pháp bị thua trước quân Phổ tại Trận Rossbach và vụ ám sát nhắm vào nhà vua. "Trận lũ lớn" dành cho nhà vua không phải là cuộc cách mạng, mà là sự kiện Sao chổi Halley, được cho là sẽ quét qua Trái Đất năm 1757, sao chổi bị cho là nguyên nhân gây ra trận lũ lụt theo mô tả trong Kinh Thánh, và người ta tiên đoán về một trận lũ lớn khi nó đi qua. Nhà vua là một nhà thiên văn nghiệp dư lành nghề, được sự cộng tác của những nhà thiên văn bậc nhất thời đó. Sử gia Michel Antoine viết về lời chỉ trích nhà vua "Đó là một cách gợi nhớ, văn hóa khoa học thời ông và sự hài hước đen tối, một năm xấu bắt đầu bằng nỗ lực ám sát của Damiens và kết thúc bằng chiến thắng của người Phổ." Sao chổi Haley cuối cùng quét qua Trái Đất vào tháng 4 năm 1759, khiến mọi người chú ý và lo lắng, nhưng không có trận lũ nào hết.

## Bảo trợ kiến trúc và nghệ thuật

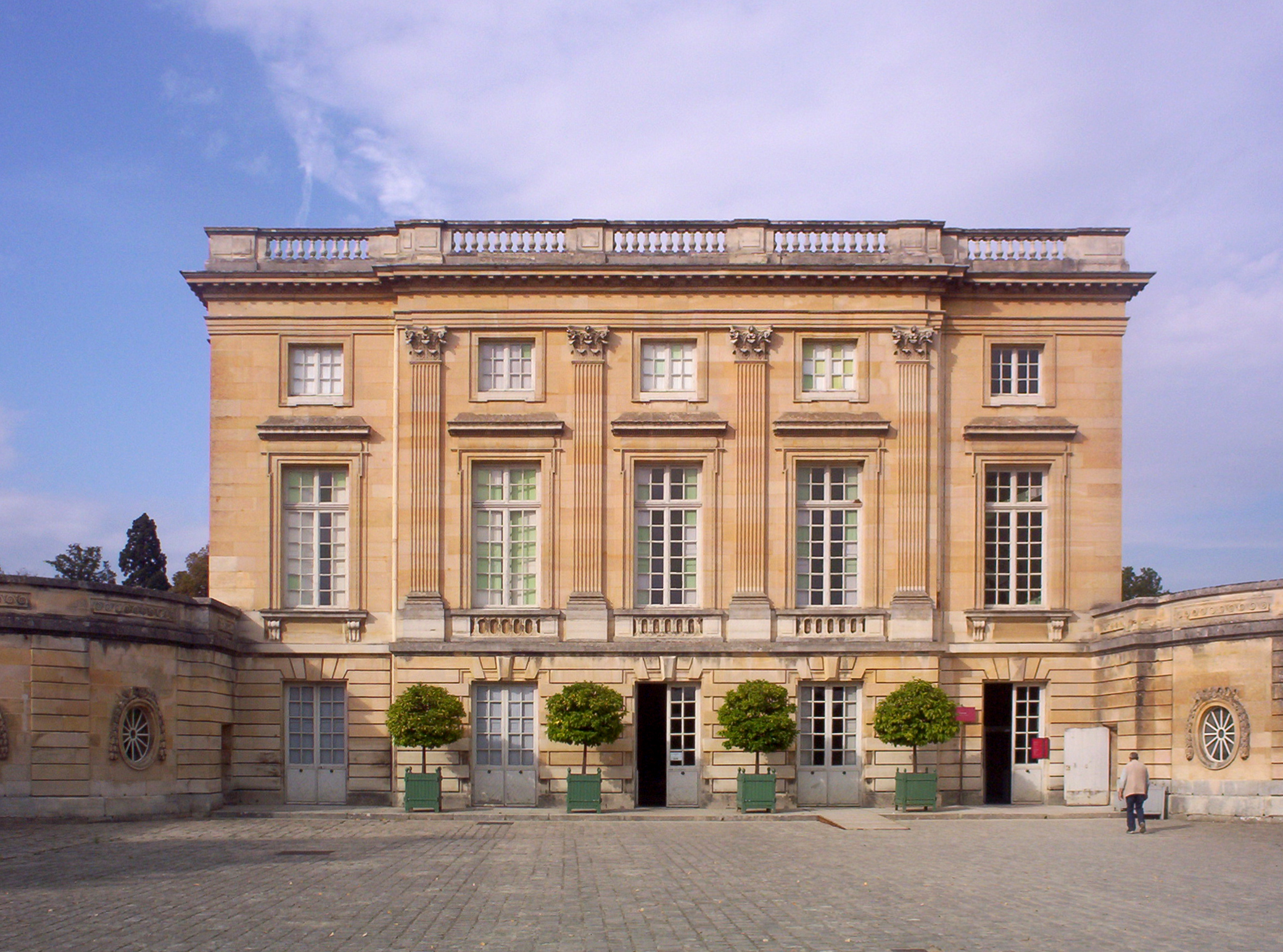
Petit Trianon, bởi Ange-Jacques Gabriel (1764)

Louis là một nhà bảo trợ kiến trúc; ông trích nhiều tiền ra xây các công trình thổ mộc nhiều hơn cả Louis XIV. Các dự án kiến trúc của ông là công trình của kiến trúc sư nổi tiếng phụ tá cho ông, Ange-Jacques Gabriel. Chúng bao gồm Ecole Militaire (1751-1770); Cung điện Louis XV (nay là Cung điện de la Concorde (1763–83); Petit Trianon tại Versailles (1762–64), và nhà hát Opera tại Cung điện Versailles. Louis cho khởi công xây Nhà thờ Saint-Geneviève, nay là Điện Panthéon (1758–90). Ông cũng cho xây các quảng trường lớn và các tòa cao ốc ở trung tâm Nancy, Bordeaux, và Rennes. Các xưởng sản xuất của ông sản xuất ra đồ gia dụng, đồ sứ, thảm dệt và các mặt hàng khác theo phong cách Louis XV được xuất khẩu tới các thành phố thủ đô ở khắp châu Âu.
Nhà vua, Vương hậu và các công chúa cũng là những nhà bảo trợ âm nhạc. Vương hậu và các con gái học chơi clavecin, dưới sự chỉ dạy của François Couperin. Nhạc sĩ trẻ Mozart đến Paris và viết 2 sonata clavecin và violin tặng cho Madame Victoire, con gái nhà vua. Bản thân vua, cũng như tăng tổ phụ Louis XIV, được học nhảy ballet nhưng ông chỉ nhảy một lần trước công chúng, năm 1725. Nhà soạn nhạc lớn nhất thời này là Jean Philippe Rameau, là soạn giả của triều đình từ những năm 1740 đến những năm 1750, đã viết hơn 30 vở opera cho Louis và triều đình của ông.
Louis XV, phần nhiều theo ý của Madame de Pompadour, là nhà bảo trợ lớn cho nghệ thuật của thời đại. Ông ủy nhiệm cho François Boucher vẽ những bức tranh sinh hoạt mục vụ cho những gia trang của ông tại Versailles, và trao cho ông ta chức Họa sĩ thứ nhất của Nhà vua năm 1765. Những nghệ sĩ khác được đỡ đầu bởi nhà vua bao gồm Jean-Baptiste Oudry, Maurice Quentin de la Tour, Jean Marc Nattier, và nhà điêu khắc Edme Bouchardon. Bouchardon đã tạo ra một bức tượng hoành tráng khắc hình Louis XV cưỡi ngựa, được dựng ở trung tâm Cung điện Louis XV cho đến khi bị hạ xuống dưới thời Cách mạng Pháp.

## Nhà vua với Thời đại Khai sáng

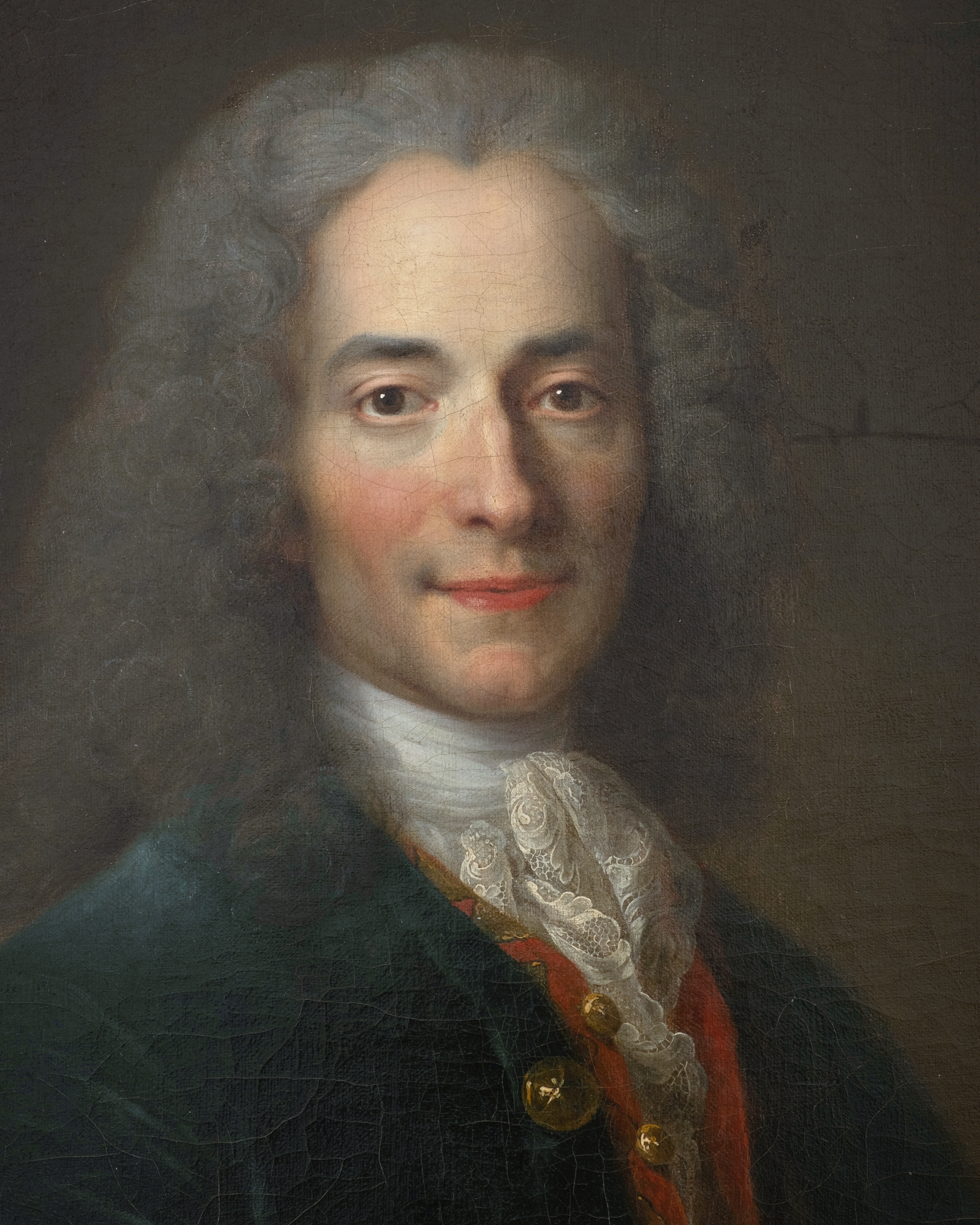
Voltaire (1724–25)

Phong trào Triết học Pháp, về sau gọi là Phong trào Khai sáng manh nha và phát triển mạnh dưới thời Louis XV; năm 1746 Diderot xuất bản cuốn Pensees philisophiques, sau đó đến 1749 với Lettres sur les Aveugles và tập đầu của Encyclopédie, năm 1751. Montesquieu xuất bản De l'esprit des Lois năm 1748. Voltaire cho ra rời le Siecle de Louis XIV và l'Essai sur les moeurs et l'esprit des nations năm 1756. Rousseau trở nên nổi tiếng trong công chúng từ 1750 sau khi Discours sur les sciences et les arts được xuất bản, đến 1755 tiếp tục với Discours sur les origins et les fundaments de l'inégalité. Cùng với những công trình mới về kinh tế, tài chính và thương mại của Mirabeau già, François Quesnay và những nhà tư tưởng nổi tiếng khác làm suy yếu ác giả định tiêu chuẩn của chính phủ hoàng gia, kinh tế và chính sách tài khóa.
Các nhà kiểm duyệt của Louis XV ban đầu cho phép xuất bản các ấn bản này; quyển đầu Encylopedie được cho phép lưu hành bởi vì các nhà kiểm soát cho nó hoàn toàn chỉ là tập hợp các bài báo khoa học. Công trình ban đầu bao gồm rất nhiều tác giả, bao gồm Rousseau, và có 4000 người ký tên. Cho đến khi chính phủ và bản thân nhà vua để ý đến, sau vụ nhà thờ công kích Encylopédie với lý do nó nhắc đến những giáo điều công cộng của nhà thờ. Nhà vua đích thân loại Diderot khỏi danh sách đề cử vào Viện Hàn lâm, và năm 1759 Encyclopédie chính thức bị cấm.
Rousseau gặt hái thành công vang dội năm 1756 với vở opera Devin du Village, và được Nhà vua mời tới Versailles, nhưng ông từ chối. Thay vào đó, ông viết Hợp đồng xã hội kêu gọi về một hệ thống mới ở đó có sự bình đẳng về chính trị và kinh tế, xuất bản năm 1762. Ngày càng cô độc và không ổn định, ông đi lang thang khắp các tỉnh, trước kh trở Paris, và qua đời trong cô độc năm 1778. Ý kiến của ông, được công bố thời Louis XV, được những người Cách mạng áp dụng sau khi họ lật đổ Louis XVI năm 1789.
Những năm 1740 Voltaire được triều đình chào đón với tư cách nhà viết kịch và nhà thơ, nhưng do xuất thân thấp kém (ông là con của một công chứng viên và cha ông cũng là người Jansen) khiến Vua và Vương hậu thấy không vừa mắt, cuối cùng ông buộc phải rời khỏi Versailles. Ông đến Berlin, trở thành một cố vấn cho Friedrich Đại đế, trước khi đến sống ở Genève và Savoia cách xa Paris. Một trong những đề xuất nổi tiếng của Voltaire được Louis XV chú ý; khi Nhà vua đàn áp Nghị viện của giới quý tộc, yêu cầu tất cả tầng lớp đều phải nộp thuế như nhau, và loại bỏ những cáo buộc của những họ. Ông nói: "Nghị viện của vua! Các ngươi có trách nhiệm trả lại công lý cho người dân! Trả lại công lý cho chính các ngươi!...Trên thế giới không có tòa án nào dám tranh giành quyền lực với quân vương." Tuy nhiên, những năm cuối thời nhà vua không có cải cách nào, gây não lòng cho Voltaire. Khi nhà vua băng hà, Voltaire viết về thời kì này, "56 năm, qua đi với những mệt mỏi và những bất định."

## Di sản và lịch sử nhìn nhận

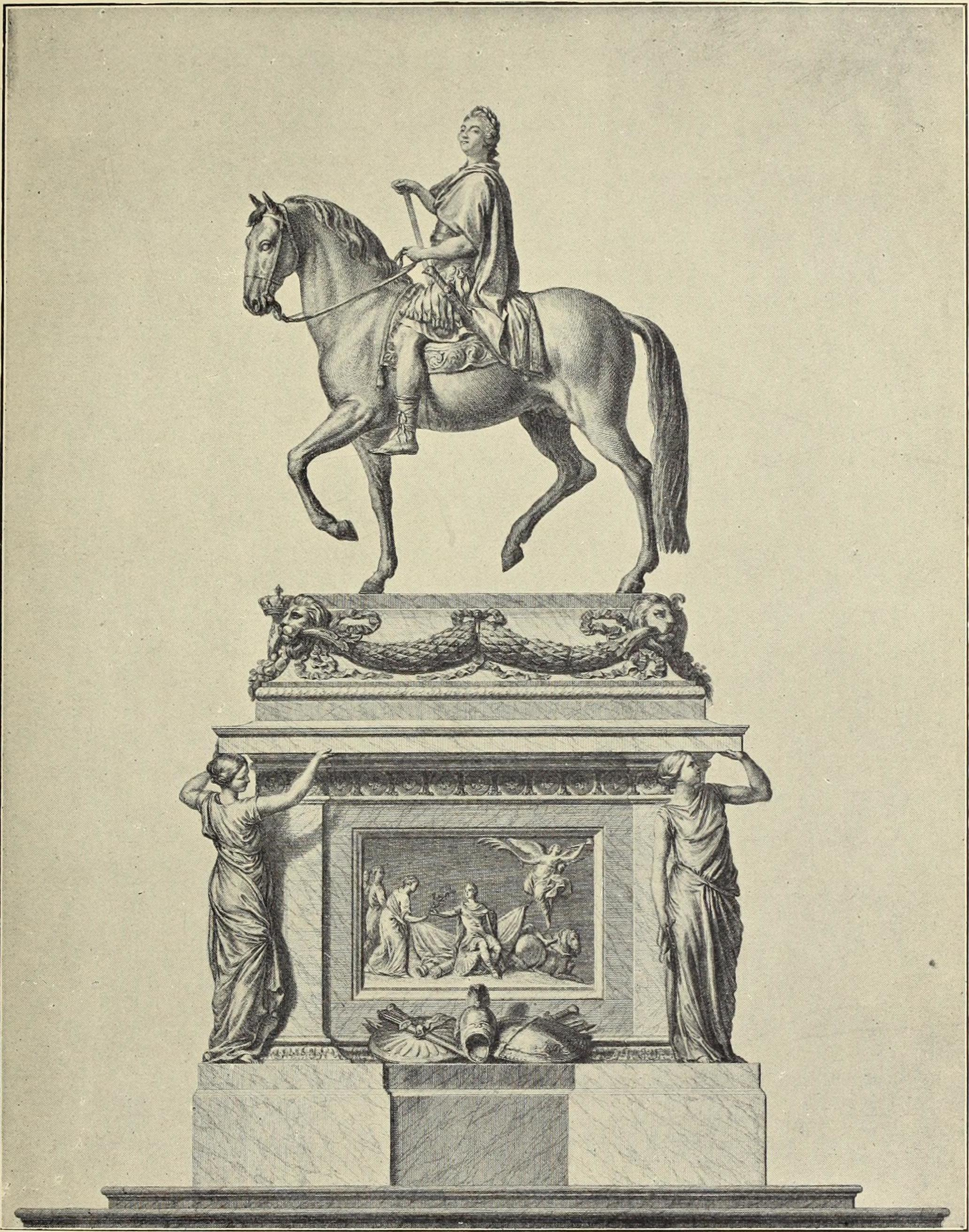
Mô phỏng bức tượng khắc nhà vua ở Cung điện Louis XV của Edmé Bouchardon.

Dưới thời của mình, Louis XV được tôn vinh như một anh hùng dân tộc. Bức tượng Louis của điêu khắc gia Edmé Bouchardon được dựng lên để tưởng nhớ chiến thắng trong Chiến tranh Kế vị Áo. Ông được coi là người tạo ra hòa bình. Nó không được tiết lộ cho đến năm 1763, sau thất bại của Pháp trong Chiến tranh Bảy năm. Được thiết kế như một biểu tượng về lòng trung thành với vua, công trình của Bouchardon được Hoàng tộc chưng ra trước công chúng nhằm khôi phục danh tiếng cho nền quân chủ chuyên quyền đang trên đường suy vong. Nghệ thuật được sử dụng với mục đích tuyên truyền trên quy mô lớn. Bức tượng được đặt tại on the Cung điện Louis XV và bị hạ xuống dưới thời cách mạng.
Nền văn hóa và thế lực của nước Pháp đạt tới đỉnh cao trong nửa đầu thế kỉ XVIII, nhưng nhiều học giả thừa nhận rằng những quyết định của Louis XV đã làm hủy hoại uy quyền của Pháp quốc, hao mòn ngân khố, làm mất niềm tin của quần chúng vào chế độ quân chủ, khiến nó dần bị nghi ngờ rồi sụp đổ. Các học giả chỉ ra rằng Cách mạng Pháp, nổ ra chỉ 15 năm sau Cái chết của ông. Norman Davies mô tả thời Louis XV như "một thời kì suy nhược trì trệ," đặc trưng với những cuộc chiến tranh thảm bại, xung đột không hồi kết giữa Triều đình với Nghị viện, và vấn đề tôn giáo. Jerome Blum gọi ông là "một kẻ mãi chỉ là vị thành niên làm công việc của một người lớn."
Dưới cái nhìn của nhiều sử gia, Louis không làm được những gì ông cần làm trên cương vị một vị vua. Robert Harris viết vào năm 1987, "Các sĩ gia mô tả nhà cai trị này là một trong những vị vua hèn yếu nhất nhà Bourbon, một vị vua bỏ hết mọi công việc quốc gia cho các triều thần trong khi mình suốt ngày săn bắn và quây quần với bọn đàn bà." Harris nói thêm rằng việc bổ nhiệm và bãi nhiệm chính phủ theo dưới sự chi phối của những nhân tình, đã phá hoại nghiêm trọng uy tín của nền quân chủ.
Cái nhìn của các sử gia Pháp thể kỉ XX, đặc biệt là Trường Annales, ít nhắc đến tiểu sử và ngó lơ nhà vua. Sử gia Anh William Doyle viết:
Câu chuyện chính trị....dưới thời Louis XV và Louis XVI, trái lại, bị quá nhiều sự khinh miệt, và do đó bị bỏ qua, như một ngôi thừa kế vô nghĩa trước những âm mưu nhỏ chốn phòng the, không xứng với sự tình hình nghiêm trọng của sự suy thoái kinh tế chu kì, biến động nhân khẩu học, các tầng lớp tranh chấp, cùng những thay đổi sâu xa về giá trị văn hóa.

Một số học giả lờ đi những hình ảnh của nhà vua và thay vào đó chuyển sự chú ý sang cái nhìn của ông trong mắt công chúng. Emmanuel Le Roy Ladurie, người đứng đầu Trường Annales, cho rằng nhà vua đẹp tra, khỏe mạnh, thông minh và là một tay thiện xạ, nhưng mọi người chán ghét ông. Le Roy Ladurie cho rằng người ta cảm thấy ông làm giảm sự linh thiêng của nền quân chủ, và do đó giảm đi uy tín của ông.
Theo Kenneth N. Jassie và Jeffrey Merrick, những bài hát, bài thơ và tuyên ngôn đương thời mô tả ông là "bậc thầy," "Giáo dân," không tùy vết và nhà cung cấp nhân từ. Những thất bại của Louis là do sự thiếu kinh nghiệm và sự thao túng từ những người khác. Jassie và Merrick lập luận năm 1994 rằng những rắc rối của nhà vua liên quan nhau một cách chặt chẽ, và người dân đổ lỗi và chê cười lối sống phóng đãng của ông. Vua không mấy quan tâm trước nạn đói và cuộc khủng hoảng trong nước. Dân chúng căm thù và phản đối nhà vua, cuối cùng họ ăn mừng khi vua qua đời. Nền quân chủ vẫn tồn tại — một thời gian nữa — nhưng Louis XV đã để lại cho người kế vị di sản là sự bất mãn từ chính thần dân.
Vài bài thuyết giáo vào lúc ông qua đời năm 1774 ca ngợi vương quyền và bày tỏ sự tha thứ cho lỗi lầm của ông. Jeffrey Merrick viết năm 1986, "Nhưng những nhà truyền giáo đó không chỉ nhướm mày trên tội lỗi của Beloved mà còn bày tỏ sự nghi ngờ về các chính sách của ông." Họ cầu nguyện cho vị vua mới khôi phục đạo đức tại triều đình và phục vụ ý Chúa tốt hơn.
Nền tài chính bị lạm dụng cho các cuộc chiến tranh và chi tiêu thái quá của triều đình, và sự bất mãn của người dân với chế độ quân chủ, mà cực điểm là Cách mạng Pháp 1789. Nhà sử học Colin Jones lập luận vào năm 2011 rằng Louis XV để lại cho Pháp quốc những khó khăn tài chính nghiêm trọng: "Những thảm họa quân sự trong Chiến tranh Bảy năm dẫn đến khủng hoảng tài chính của đất nước.".. Một vài học giả bảo vệ Louis, lập luận rằng danh tiếng tiêu cực của ông là do người ta tuyên truyền nhằm biện minh cho Cách mạng Pháp. Olivier Bernier trong quyển tiểu sử năm 1984 lập luận rằng Louis vừa được lòng dân vừa là nhà lãnh đạo cải cách ở Pháp. Trong 59 năm trị vì, không có quân đội nước ngoài nào bước vào lãnh thổ Pháp, và đất nước của ông không bị đe dọa xâm lược. Ông có biệt danh là Le Bien-aimé (đáng yêu). Nhiều thần dân đã cầu nguyện cho ông khi ông bị bệnh nặng ở Metz năm 1744. Việc ông sa thải Nghị viện Paris và cách chức quan đầu triều, Choisieul, năm 1771, là nỗ lực để kiểm soát chánh phủ từ những người mà ông coi là những kẻ tham nhũng. Ông thay đổi chế độ thuế để cân bằng ngân sách quốc gia. Bernier lập luận rằng những chính sách này sẽ tránh được cuộc Cách mạng, nhưng người kế nhiệm ông, Louis XVI, đã đảo ngược chánh sách của ông. Guy Chaussinand-Nogaret viết rằng danh tiếng của Louis XV bị bôi nhọ 15 năm sau Cái chết của ông, để biện minh cho Cách mạng Pháp, và rằng giới quý tộc dưới thời của ông nắm nhiều quyền lực.
E. H. Gombrich viết vào năm 2005, "Louis XV và Louis XVI, những người kế nhiệm Vua Mặt Trời [Louis XIV], không đủ năng lực, và chỉ đơn giản là nháy theo cách thể hiện quyền lực của người tổ tiên vĩ đại. Họ trở thành những trên trùm lừa đảo, tống tiền người dân ở quy mô lớn....Người nông dân phải làm việc đến khi ngã quỵ và thị dân bị bắt phải đóng sưu cao thuế nặng."
Jeffrey Merrick viết vào năm 1986 rằng chính sách cai trị yếu ớt và kém hiệu quả của Louis XV đã đẩy nhanh sự suy thoái chung, mà đỉnh điểm là Cách mạng Pháp năm 1789. Nhà vua nổi tiếng với tính đàn bà; sự mạnh mẽ của hoàng gia được cho là một cách khác mà quyền lực của ông được thể hiện. Tuy nhiên, Merrick viết, niềm tin của công chúng vào chế độ quân chủ bị lung lay bởi những tai tiếng về đời sống riêng tư của Louis và đến cuối đời ông bị khinh miệt.
Nhiều sử gia đồng ý rằng văn hóa nghệ thuật nước Pháp đã phát triển đến đỉnh cao dưới thời Louis XV. Tuy nhiên, ông bị đổ lỗi cho sự thất bại về quân sự, ngoại giao và kinh tế. Thời của ông đánh dấu bởi những sự bất ổn liên miên, trong khi uy tín của ông bị hủy hoại bởi những thất bại quân sự và mất mát thuộc địa," concluded Jean-Denis Lepage.

### Trong văn hóa đại chúng
Hình tượng Louis XV được khắc họa trong nhiều bộ phim lịch sử về thời chế độ cũ, đặc biệt là những bộ phim về Maria Antonia của Áo và Madame du Barry.

### Trong phim ảnh
| Phim                       | Năm  | Diễn viên        | vai Madame du Barry | vai Maria Antonia |
| -------------------------- | ---- | ---------------- | ------------------- | ----------------- |
| Madame Du Barry            | 1917 | Charles Clary    | Theda Bara          | -                 |
| Madame DuBarry             | 1919 | Emil Jannings    | Pola Negri          | -                 |
| Du Barry, Woman of Passion | 1931 | William Farnum   | Norma Talmadge      | -                 |
| Madame Du Barry            | 1934 | Reginald Owen    | Dolores del Río     | Anita Louise      |
| Marie Antoinette           | 1938 | John Barrymore   | Gladys George       | Norma Shearer     |
| DuBarry Was a Lady         | 1943 | Red Skelton      | Lucille Ball        | -                 |
| Black Magic                | 1949 | Robert Atkins    | Margot Grahame      | Nancy Guild       |
| Madame du Barry            | 1954 | Daniel Ivernel   | Martine Carol       | Isabelle Pia      |
| Hoa hồng Versailles        | 1979 | Hisashi Katsuda  | Yoshiko Kimiya      | Miyuki Ueda       |
| Le Chevalier D'Eon         | 2006 | Jay Hickman      | -                   | -                 |
| Marie Antoinette           | 2006 | Rip Torn         | Asia Argento        | Kirsten Dunst     |
| Outlander                  | 2016 | Lionel Lingelser | -                   | -                 |
| The Royal Exchange         | 2017 | Igor van Dessel  | -                   | -                 |
| Marie Antoinette           | 2022 | James Purefoy    | Gaia Weiss          | Emilia Schüle     |
| Jeanne Du Barry            | 2023 | Johnny Depp      | Maïwenn             | Pauline Pollmann  |

## Thông tin cá nhân

### Tổ tiên
| \| \| \| \| \| \| \| \| \| \| \| \| \| \| \| \| \| \| \| \| 16. Louis XIII của Pháp \| \| \| \| \| \| \| \| \| \| \| \| \| \| \| \| \| \| \| \| \| \| \| \| \| \| \| \| \| \| \| \| \| \| \| \| \| \| \| \| \| \| \| \| \| \| \| \| \| \| \| \| \| \| 8. Louis XIV của Pháp \| \| \| \| \| \| \| \| \| \| \| \| \| \| \| \| \| \| \| \| \| \| \| \| \| \| \| \| \| \| \| \| \| \| \| \| \| \| \| \| \| \| \| \| \| \| \| \| \| \| \| \| \| \| 17. Ana của Tây Ban Nha \| \| \| \| \| \| \| \| \| \| \| \| \| \| \| \| \| \| \| \| \| \| \| \| \| \| \| \| \| \| \| \| \| \| \| \| \| \| \| \| \| \| \| \| \| \| \| \| \| \| \| \| \| \| 4. Louis của Pháp \| \| \| \| \| \| \| \| \| \| \| \| \| \| \| \| \| \| \| \| \| \| \| \| \| \| \| \| \| \| \| \| \| \| \| \| \| \| \| \| \| \| \| \| \| \| \| \| \| \| \| \| \| \| 18. Felipe IV của Tây Ban Nha \| \| \| \| \| \| \| \| \| \| \| \| \| \| \| \| \| \| \| \| \| \| \| \| \| \| \| \| \| \| \| \| \| \| \| \| \| \| \| \| \| \| \| \| \| \| \| \| \| \| \| \| \| \| 9. María Teresa của Tây Ban Nha \| \| \| \| \| \| \| \| \| \| \| \| \| \| \| \| \| \| \| \| \| \| \| \| \| \| \| \| \| \| \| \| \| \| \| \| \| \| \| \| \| \| \| \| \| \| \| \| \| \| \| \| \| \| 19. Élisabeth của Pháp \| \| \| \| \| \| \| \| \| \| \| \| \| \| \| \| \| \| \| \| \| \| \| \| \| \| \| \| \| \| \| \| \| \| \| \| \| \| \| \| \| \| \| \| \| \| \| \| \| \| \| \| \| \| 2. Louis của Pháp \| \| \| \| \| \| \| \| \| \| \| \| \| \| \| \| \| \| \| \| \| \| \| \| \| \| \| \| \| \| \| \| \| \| \| \| \| \| \| \| \| \| \| \| \| \| \| \| \| \| \| \| \| \| 20. Maximilian I, Tuyển đế hầu Bayern \| \| \| \| \| \| \| \| \| \| \| \| \| \| \| \| \| \| \| \| \| \| \| \| \| \| \| \| \| \| \| \| \| \| \| \| \| \| \| \| \| \| \| \| \| \| \| \| \| \| \| \| \| \| 10. Ferdinand Maria, Tuyển hầu xứ Bayern \| \| \| \| \| \| \| \| \| \| \| \| \| \| \| \| \| \| \| \| \| \| \| \| \| \| \| \| \| \| \| \| \| \| \| \| \| \| \| \| \| \| \| \| \| \| \| \| \| \| \| \| \| \| 21. Maria Anna của Áo \| \| \| \| \| \| \| \| \| \| \| \| \| \| \| \| \| \| \| \| \| \| \| \| \| \| \| \| \| \| \| \| \| \| \| \| \| \| \| \| \| \| \| \| \| \| \| \| \| \| \| \| \| \| 5. Maria Anna Victoria xứ Bayern \| \| \| \| \| \| \| \| \| \| \| \| \| \| \| \| \| \| \| \| \| \| \| \| \| \| \| \| \| \| \| \| \| \| \| \| \| \| \| \| \| \| \| \| \| \| \| \| \| \| \| \| \| \| 22. Vittorio Amedeo I của Savoia \| \| \| \| \| \| \| \| \| \| \| \| \| \| \| \| \| \| \| \| \| \| \| \| \| \| \| \| \| \| \| \| \| \| \| \| \| \| \| \| \| \| \| \| \| \| \| \| \| \| \| \| \| \| 11. Enrichetta Adelaide của Savoia \| \| \| \| \| \| \| \| \| \| \| \| \| \| \| \| \| \| \| \| \| \| \| \| \| \| \| \| \| \| \| \| \| \| \| \| \| \| \| \| \| \| \| \| \| \| \| \| \| \| \| \| \| \| 23. Christine Marie của Pháp \| \| \| \| \| \| \| \| \| \| \| \| \| \| \| \| \| \| \| \| \| \| \| \| \| \| \| \| \| \| \| \| \| \| \| \| \| \| \| \| \| \| \| \| \| \| \| \| \| \| \| \| \| \| 1. Louis XV của Pháp \| \| \| \| \| \| \| \| \| \| \| \| \| \| \| \| \| \| \| \| \| \| \| \| \| \| \| \| \| \| \| \| \| \| \| \| \| \| \| \| \| \| \| \| \| \| \| \| \| \| \| \| \| \| 24. Vittorio Amedeo I của Savoia (= 22) \| \| \| \| \| \| \| \| \| \| \| \| \| \| \| \| \| \| \| \| \| \| \| \| \| \| \| \| \| \| \| \| \| \| \| \| \| \| \| \| \| \| \| \| \| \| \| \| \| \| \| \| \| \| 12. Carlo Emanuele II xứ Savoia \| \| \| \| \| \| \| \| \| \| \| \| \| \| \| \| \| \| \| \| \| \| \| \| \| \| \| \| \| \| \| \| \| \| \| \| \| \| \| \| \| \| \| \| \| \| \| \| \| \| \| \| \| \| 25. Christine Marie của Pháp (= 23) \| \| \| \| \| \| \| \| \| \| \| \| \| \| \| \| \| \| \| \| \| \| \| \| \| \| \| \| \| \| \| \| \| \| \| \| \| \| \| \| \| \| \| \| \| \| \| \| \| \| \| \| \| \| 6. Vittorio Amedeo II của Sardegna \| \| \| \| \| \| \| \| \| \| \| \| \| \| \| \| \| \| \| \| \| \| \| \| \| \| \| \| \| \| \| \| \| \| \| \| \| \| \| \| \| \| \| \| \| \| \| \| \| \| \| \| \| \| 26. Charles Amadeus xứ Nemours \| \| \| \| \| \| \| \| \| \| \| \| \| \| \| \| \| \| \| \| \| \| \| \| \| \| \| \| \| \| \| \| \| \| \| \| \| \| \| \| \| \| \| \| \| \| \| \| \| \| \| \| \| \| 13. Marie Jeanne Baptiste của Savoia-Nemours \| \| \| \| \| \| \| \| \| \| \| \| \| \| \| \| \| \| \| \| \| \| \| \| \| \| \| \| \| \| \| \| \| \| \| \| \| \| \| \| \| \| \| \| \| \| \| \| \| \| \| \| \| \| 27. Élisabeth de Bourbon \| \| \| \| \| \| \| \| \| \| \| \| \| \| \| \| \| \| \| \| \| \| \| \| \| \| \| \| \| \| \| \| \| \| \| \| \| \| \| \| \| \| \| \| \| \| \| \| \| \| \| \| \| \| 3. Maria Adelaide của Savoia \| \| \| \| \| \| \| \| \| \| \| \| \| \| \| \| \| \| \| \| \| \| \| \| \| \| \| \| \| \| \| \| \| \| \| \| \| \| \| \| \| \| \| \| \| \| \| \| \| \| \| \| \| \| 28. Louis XIII của Pháp (= 16) \| \| \| \| \| \| \| \| \| \| \| \| \| \| \| \| \| \| \| \| \| \| \| \| \| \| \| \| \| \| \| \| \| \| \| \| \| \| \| \| \| \| \| \| \| \| \| \| \| \| \| \| \| \| 14. Philippe I, Công tước xứ Orléans \| \| \| \| \| \| \| \| \| \| \| \| \| \| \| \| \| \| \| \| \| \| \| \| \| \| \| \| \| \| \| \| \| \| \| \| \| \| \| \| \| \| \| \| \| \| \| \| \| \| \| \| \| \| 29. Ana của Tây Ban Nha (= 17) \| \| \| \| \| \| \| \| \| \| \| \| \| \| \| \| \| \| \| \| \| \| \| \| \| \| \| \| \| \| \| \| \| \| \| \| \| \| \| \| \| \| \| \| \| \| \| \| \| \| \| \| \| \| 7. Anne Marie của Orléans \| \| \| \| \| \| \| \| \| \| \| \| \| \| \| \| \| \| \| \| \| \| \| \| \| \| \| \| \| \| \| \| \| \| \| \| \| \| \| \| \| \| \| \| \| \| \| \| \| \| \| \| \| \| 30. Charles I của Anh \| \| \| \| \| \| \| \| \| \| \| \| \| \| \| \| \| \| \| \| \| \| \| \| \| \| \| \| \| \| \| \| \| \| \| \| \| \| \| \| \| \| \| \| \| \| \| \| \| \| \| \| \| \| 15. Henrietta của Anh \| \| \| \| \| \| \| \| \| \| \| \| \| \| \| \| \| \| \| \| \| \| \| \| \| \| \| \| \| \| \| \| \| \| \| \| \| \| \| \| \| \| \| \| \| \| \| \| \| \| \| \| \| \| 31. Henriette Marie của Pháp \| \| \| \| \| \| \| \| \| \| \| \| \| \| \| \| \| \| \| \| \| \| \| \| \| \| \| \| \| \| \| \| \| \| \| \| \| \| \| \| \| \| \| \| \| \| \| \| \| \| \| \| |                                              |  |  |  |  |  |  |  |  |  |  |  |  |  |  |  |
| |                                              |  |  |  |  |  |  |  |  |  |  |  |  |  |  |  |
| | 16. Louis XIII của Pháp                      |  |  |  |  |  |  |  |  |  |  |  |  |  |  |  |
| |                                              |  |  |  |  |  |  |  |  |  |  |  |  |  |  |  |
| |                                              |  |  |  |  |  |  |  |  |  |  |  |  |  |  |  |
| | 8. Louis XIV của Pháp                        |  |  |  |  |  |  |  |  |  |  |  |  |  |  |  |
| |                                              |  |  |  |  |  |  |  |  |  |  |  |  |  |  |  |
| |                                              |  |  |  |  |  |  |  |  |  |  |  |  |  |  |  |
| | 17. Ana của Tây Ban Nha                      |  |  |  |  |  |  |  |  |  |  |  |  |  |  |  |
| |                                              |  |  |  |  |  |  |  |  |  |  |  |  |  |  |  |
| |                                              |  |  |  |  |  |  |  |  |  |  |  |  |  |  |  |
| | 4. Louis của Pháp                            |  |  |  |  |  |  |  |  |  |  |  |  |  |  |  |
| |                                              |  |  |  |  |  |  |  |  |  |  |  |  |  |  |  |
| |                                              |  |  |  |  |  |  |  |  |  |  |  |  |  |  |  |
| | 18. Felipe IV của Tây Ban Nha                |  |  |  |  |  |  |  |  |  |  |  |  |  |  |  |
| |                                              |  |  |  |  |  |  |  |  |  |  |  |  |  |  |  |
| |                                              |  |  |  |  |  |  |  |  |  |  |  |  |  |  |  |
| | 9. María Teresa của Tây Ban Nha              |  |  |  |  |  |  |  |  |  |  |  |  |  |  |  |
| |                                              |  |  |  |  |  |  |  |  |  |  |  |  |  |  |  |
| |                                              |  |  |  |  |  |  |  |  |  |  |  |  |  |  |  |
| | 19. Élisabeth của Pháp                       |  |  |  |  |  |  |  |  |  |  |  |  |  |  |  |
| |                                              |  |  |  |  |  |  |  |  |  |  |  |  |  |  |  |
| |                                              |  |  |  |  |  |  |  |  |  |  |  |  |  |  |  |
| | 2. Louis của Pháp                            |  |  |  |  |  |  |  |  |  |  |  |  |  |  |  |
| |                                              |  |  |  |  |  |  |  |  |  |  |  |  |  |  |  |
| |                                              |  |  |  |  |  |  |  |  |  |  |  |  |  |  |  |
| | 20. Maximilian I, Tuyển đế hầu Bayern        |  |  |  |  |  |  |  |  |  |  |  |  |  |  |  |
| |                                              |  |  |  |  |  |  |  |  |  |  |  |  |  |  |  |
| |                                              |  |  |  |  |  |  |  |  |  |  |  |  |  |  |  |
| | 10. Ferdinand Maria, Tuyển hầu xứ Bayern     |  |  |  |  |  |  |  |  |  |  |  |  |  |  |  |
| |                                              |  |  |  |  |  |  |  |  |  |  |  |  |  |  |  |
| |                                              |  |  |  |  |  |  |  |  |  |  |  |  |  |  |  |
| | 21. Maria Anna của Áo                        |  |  |  |  |  |  |  |  |  |  |  |  |  |  |  |
| |                                              |  |  |  |  |  |  |  |  |  |  |  |  |  |  |  |
| |                                              |  |  |  |  |  |  |  |  |  |  |  |  |  |  |  |
| | 5. Maria Anna Victoria xứ Bayern             |  |  |  |  |  |  |  |  |  |  |  |  |  |  |  |
| |                                              |  |  |  |  |  |  |  |  |  |  |  |  |  |  |  |
| |                                              |  |  |  |  |  |  |  |  |  |  |  |  |  |  |  |
| | 22. Vittorio Amedeo I của Savoia             |  |  |  |  |  |  |  |  |  |  |  |  |  |  |  |
| |                                              |  |  |  |  |  |  |  |  |  |  |  |  |  |  |  |
| |                                              |  |  |  |  |  |  |  |  |  |  |  |  |  |  |  |
| | 11. Enrichetta Adelaide của Savoia           |  |  |  |  |  |  |  |  |  |  |  |  |  |  |  |
| |                                              |  |  |  |  |  |  |  |  |  |  |  |  |  |  |  |
| |                                              |  |  |  |  |  |  |  |  |  |  |  |  |  |  |  |
| | 23. Christine Marie của Pháp                 |  |  |  |  |  |  |  |  |  |  |  |  |  |  |  |
| |                                              |  |  |  |  |  |  |  |  |  |  |  |  |  |  |  |
| |                                              |  |  |  |  |  |  |  |  |  |  |  |  |  |  |  |
| | 1. Louis XV của Pháp                         |  |  |  |  |  |  |  |  |  |  |  |  |  |  |  |
| |                                              |  |  |  |  |  |  |  |  |  |  |  |  |  |  |  |
| |                                              |  |  |  |  |  |  |  |  |  |  |  |  |  |  |  |
| | 24. Vittorio Amedeo I của Savoia (= 22)      |  |  |  |  |  |  |  |  |  |  |  |  |  |  |  |
| |                                              |  |  |  |  |  |  |  |  |  |  |  |  |  |  |  |
| |                                              |  |  |  |  |  |  |  |  |  |  |  |  |  |  |  |
| | 12. Carlo Emanuele II xứ Savoia              |  |  |  |  |  |  |  |  |  |  |  |  |  |  |  |
| |                                              |  |  |  |  |  |  |  |  |  |  |  |  |  |  |  |
| |                                              |  |  |  |  |  |  |  |  |  |  |  |  |  |  |  |
| | 25. Christine Marie của Pháp (= 23)          |  |  |  |  |  |  |  |  |  |  |  |  |  |  |  |
| |                                              |  |  |  |  |  |  |  |  |  |  |  |  |  |  |  |
| |                                              |  |  |  |  |  |  |  |  |  |  |  |  |  |  |  |
| | 6. Vittorio Amedeo II của Sardegna           |  |  |  |  |  |  |  |  |  |  |  |  |  |  |  |
| |                                              |  |  |  |  |  |  |  |  |  |  |  |  |  |  |  |
| |                                              |  |  |  |  |  |  |  |  |  |  |  |  |  |  |  |
| | 26. Charles Amadeus xứ Nemours               |  |  |  |  |  |  |  |  |  |  |  |  |  |  |  |
| |                                              |  |  |  |  |  |  |  |  |  |  |  |  |  |  |  |
| |                                              |  |  |  |  |  |  |  |  |  |  |  |  |  |  |  |
| | 13. Marie Jeanne Baptiste của Savoia-Nemours |  |  |  |  |  |  |  |  |  |  |  |  |  |  |  |
| |                                              |  |  |  |  |  |  |  |  |  |  |  |  |  |  |  |
| |                                              |  |  |  |  |  |  |  |  |  |  |  |  |  |  |  |
| | 27. Élisabeth de Bourbon                     |  |  |  |  |  |  |  |  |  |  |  |  |  |  |  |
| |                                              |  |  |  |  |  |  |  |  |  |  |  |  |  |  |  |
| |                                              |  |  |  |  |  |  |  |  |  |  |  |  |  |  |  |
| | 3. Maria Adelaide của Savoia                 |  |  |  |  |  |  |  |  |  |  |  |  |  |  |  |
| |                                              |  |  |  |  |  |  |  |  |  |  |  |  |  |  |  |
| |                                              |  |  |  |  |  |  |  |  |  |  |  |  |  |  |  |
| | 28. Louis XIII của Pháp (= 16)               |  |  |  |  |  |  |  |  |  |  |  |  |  |  |  |
| |                                              |  |  |  |  |  |  |  |  |  |  |  |  |  |  |  |
| |                                              |  |  |  |  |  |  |  |  |  |  |  |  |  |  |  |
| | 14. Philippe I, Công tước xứ Orléans         |  |  |  |  |  |  |  |  |  |  |  |  |  |  |  |
| |                                              |  |  |  |  |  |  |  |  |  |  |  |  |  |  |  |
| |                                              |  |  |  |  |  |  |  |  |  |  |  |  |  |  |  |
| | 29. Ana của Tây Ban Nha (= 17)               |  |  |  |  |  |  |  |  |  |  |  |  |  |  |  |
| |                                              |  |  |  |  |  |  |  |  |  |  |  |  |  |  |  |
| |                                              |  |  |  |  |  |  |  |  |  |  |  |  |  |  |  |
| | 7. Anne Marie của Orléans                    |  |  |  |  |  |  |  |  |  |  |  |  |  |  |  |
| |                                              |  |  |  |  |  |  |  |  |  |  |  |  |  |  |  |
| |                                              |  |  |  |  |  |  |  |  |  |  |  |  |  |  |  |
| | 30. Charles I của Anh                        |  |  |  |  |  |  |  |  |  |  |  |  |  |  |  |
| |                                              |  |  |  |  |  |  |  |  |  |  |  |  |  |  |  |
| |                                              |  |  |  |  |  |  |  |  |  |  |  |  |  |  |  |
| | 15. Henrietta của Anh                        |  |  |  |  |  |  |  |  |  |  |  |  |  |  |  |
| |                                              |  |  |  |  |  |  |  |  |  |  |  |  |  |  |  |
| |                                              |  |  |  |  |  |  |  |  |  |  |  |  |  |  |  |
| | 31. Henriette Marie của Pháp                 |  |  |  |  |  |  |  |  |  |  |  |  |  |  |  |
| |                                              |  |  |  |  |  |  |  |  |  |  |  |  |  |  |  |
| |                                              |  |  |  |  |  |  |  |  |  |  |  |  |  |  |  |

### Con cái
- Louise Élisabeth (14 tháng 8 năm 1727 – 6 tháng 12 năm 1759), Công tước phu nhân xứ Parma, có con
- Anne Henriette (14 tháng 8 năm 1727 – 10 tháng 2 năm 1752)
- Marie Louise (28 tháng 7 năm 1728 – 19 tháng 2 năm 1733)
- Louis Ferdinand, Thái tử Pháp (4 tháng 9 năm 1729 – 20 tháng 12 năm 1765), kết hôn với María Teresa Rafaela của Tây Ban Nha và có con, kết hôn với Marie-Josèphe xứ Sachsen và có con
- Philippe của Pháp, Công tước xứ Anjou (30 tháng 8 năm 1730 – 17 tháng 4 năm 1733)
- Marie Adélaïde (23 tháng 3 năm 1732 – 27 tháng 2 năm 1800)
- Victoire Louise Marie Thérèse (11 tháng 5 năm 1733 – 7 tháng 6 năm 1799)
- Sophie Philippine Élisabeth Justine (27 tháng 7 năm 1734 – 3 tháng 3 năm 1782)
- Marie Thérèse Félicité (16 tháng 5 năm 1736 – 28 tháng 9 năm 1744)
- Louise Marie (15 tháng 7 năm 1737 – 23 tháng 12 năm 1787)

### Con ngoại hôn
Louis XV có rất nhiều con ngoại hôn, con số chính xác vẫn không xác định được. Các sử gia đưa ra những người sau đây có thể là con của nhà vua:
- Với Pauline Félicité de Mailly (1712 – 9 tháng 9 năm 1741), được gọi là Hầu tước phu nhân de Vintimille qua hôn nhân. Bà qua đời sau khi sinh con trai:
  - Charles Emmanuel Marie Magdelon de Vintimille (Versailles, 2 tháng 9 năm 1741 – Saint-Germain-en-Laye, 24 tháng 2 năm 1814), Hầu tước du Luc. Được chồng của mẫu thân công nhận, mặc dù rất có thể cha ruột của ông là Louis XV, đặc biệt khi lớn, when ông có biệt danh Demi-Louis ("Tiểu Louis") vì ngoại hình rất giống nhà vua. Được bổ nhiệm làm Maréchal de camp và Thống đốc Porquerolles. Kết hôn với Adélaïde de Castellane ngày 26 tháng 11 năm 1764, có ba con.
- Với Jeanne Perray:
  - Amélie Florimond de Norville (Saint-Eustache, Paris, 11 tháng 1 năm 1753 – 27 tháng 9 năm 1790). Trong giấy chứng sinh lập ra một ngày sau khi chào đời (12 tháng 1 năm 1753) ghi là con gái của một nhà tư sản ở Paris Louis Florimond de Norville, một người không tồn tại; nhiều bằng chứng về sau cho thấy người cha thực sự là Nhà vua.[119] Kết hôn với Ange de Faure (1739-1824) ngày 1 tháng 6 năm 1780, có hai con.
- With Marie-Louise O'Murphy (21 tháng 10 năm 1737 – 11 tháng 12 năm 1814), kĩ nữ người Ireland:
  - Agathe Louise de Saint-Antoine de Saint-André (Paris, 20 tháng 5 năm 1754 – Paris, 6 tháng 9 năm 1774). Là đứa con ngoại hôn đầu tiên của nhà vua được khẳng định chính xác, tuy nhiên chưa bao giờ được công nhận; thực tế, trong giấy chứng sinh ghi cha của bà là Louis de Saint-André, Cựu thần Bộ binh vào Louise-Marie de Berhini, cư dân phố Saint-Antoine, những người không tồn tại. Tháng 11 năm 1773 được nhà vua ban cho Chứng thư công nhận danh hiệu Quý tộc (tức là cho phép bà lấy một nhà quý tộc), và khoản tiền 223,000 livres. Một tháng sau, ngày 27 tháng 12 năm 1773, bà lấy René Jean de La Tour du Pin, Hầu tước de la Charce, và qua đời chỉ chín tháng sau vì biến chứng hậu sản.[120]
  - Marguerite Victoire Le Normant de Flaghac (Riom, Puy-de-Dôme, 5 tháng 1 năm 1768 – sau 1814). Được người chồng thứ hai của mẫu thân công nhận, nhưng cũng bị nghi ngờ là con riêng của Nhà vua.[121] Kết hôn lần đầu ngày 24 tháng 2 năm 1786 với Jean-Didier Mesnard, Bá tước de Chousy, có hai con; sau đó li hôn sau khi chồng bà bị giam năm 1793, rồi lấy Constant Lenormant d'Étiolles (con riêng của chồng của Madame de Pompadour) tháng 11 năm 1794, có con.
- Với Françoise de Châlus (24 tháng 2 năm 1734 – ngày 7 tháng 7 năm 1821), theo họ chồng gọi là Công tước phu nhân de Narbonne-Lara:
  - Philippe Louis Marie Innocent Christophe Juste de Narbonne-Lara (Parma, 28 tháng 12 năm 1750 – Paris, 10 tháng 5 năm 1834), Công tước de Narbonne-Lara. Đại úy trung đoàn Queen, Đại tá trung đoàn Forez và thống chế năm 1790. Kết hôn ngày 3 tháng 2 năm 1771 với Antoinette-Françoise-Claudine de La Roche-Aymon. Không có con.
  - Louis Marie Jacques Amalric de Narbonne-Lara (Colorno, 23 tháng 8 năm 1755 – Torgau, 17 tháng 11 năm 1813), gọi là Bá tước de Narbonne-Lara. Đại tá Quân đội và Thị vệ danh dự của Vương nữ Madame Marie Adélaïde của Pháp. Năm 1786 được bổ nhiệm làm Chỉ huy trung đoàn bộ Binh và giữ chức vụ đó cho đến trước cuộc Cách mạng Pháp và sau đó phục vụ dưới thời Napoleon. Kết hôn ngày 16 tháng 4 năm 1782 với Marie Adélaïde de Montholon, có hai con gái. Ngoài ra còn có hai người con ngoại hôn.

Ghi chú: Tất cả những đứa con này đều được phu quân của mẫu thân họ công nhân, mặc dù người ta cho rằng chính nhà vua mới là người cha thực sự. Những người ủng hộ giả thuyết những người này là con của Louis XV lấy dẫn chứng từ trong các tài liệu mà bộ Binh lưu giữ lại, rằng phu quân của Françoise de Châlus bị thương trong Chiến tranh Kế vị Áo (1747) và không còn khả năng có con. Sự kiện rửa tội của Louis, Comte de Narbonne-Lara là minh chứng khác cho quan hệ cha con. Mẹ của ông ta trở thành tình nhân của nhà vua. Không chỉ chú ý rằng ông được đặt tên là Louis mà cũng có những người đương thời của ông đã nhận xét về những nét giống giữa ông với nhà vua.
- Với Marguerite Catherine Haynault (11 tháng 9 năm 1736 – 17 tháng 3 năm 1823):
  - Agnès Louise de Montreuil (Saint-Sulpice, Paris, 20 tháng 5 năm 1760 – Montmelas, 2 tháng 9 năm 1837). Trong giấy tờ ghi là con của Louis de Montreuil, Cựu binh, một người không tồn tại, nhiều bằng chứng khác cho thấy người cha thực sự là nhà vua.[123] Kết hôn ngày 9 tháng 12 năm 1778 với Gaspard d'Arod de Montmelas (em rể của mẫu thân), có bốn con.
  - Anne Louise de La Réale (Saint-Paul, Paris, 17 tháng 11 năm 1762 – Saint-Germain-en-Laye, 30 tháng 4 năm 1831). Trong giấy tờ ghi là con của Antoine Louis de la Réale, Cựu đội trưởng kị binh, một người không tồn tại, nhiều bằng chứng khác cho thấy người cha thực sự là nhà vua.[124] Kết hôn ngày 28 tháng 8 năm 1780 với René Guillaume Paul Gabriel Etienne de Geslin, Bá tước de Geslin, có sáu con.
- Với Lucie Madeleine d'Estaing (10 tháng 5 năm 1743 – 7 tháng 4 năm 1826), chị cùng cha khác mẹ với Đô đốc d'Estaing:
  - Agnès Lucie Auguste (Paris, 14 tháng 4 năm 1761 – Boysseulh, 4 tháng 7 năm 1822). Kết hôn ngày 5 tháng 12 năm 1777 với Charles de Boysseulh, Tử tước de Boysseuilh, có ba con.
  - Aphrodite Lucie Auguste (Versailles, 8 tháng 3 năm 1763 – Artonne (Puy-de-Dôme), 22 tháng 2 năm 1819). Kết hôn ngày 21 tháng 12 năm 1784 với Jules de Boysseulh (anh ghẻ; con của chồng của mẹ bà với bà vợ trước), có một con gái.

Chú thích: Tất cả những đứa trẻ này trong giấy tờ đều ghi là con gái của Louis Auguste, Cựu thần, và công dân Lucie, hai người này đều không tồn tại. Tháng 8, 1774 Agnès và Aphrodite nhận được chứng thư công nhận thân phận quý tộc từ Louis XVI và theo di mệnh của Louis XV, họ nhận được khoản tiền 223,000 livres và phụ cấp hằng năm 24,300 livres.
- Với Anne Couppier de Romans (19 tháng 6 năm 1737 – 27 tháng 12 năm 1808), Nữ Nam tước de Meilly-Coulonge:
  - Louis Aimé xứ Bourbon (Passy, Paris, 13 tháng 1 năm 1762 – Rome, 28 tháng 2 năm 1787), danh hiệu Cha xứ Bourbon; là đứa con ngoại hôn duy nhất được Louis XV chính thức thừa nhận.[125] Cha xứ Saint Vincent de Metz, Sứ thần Pháp tại Rome từ 1785, qua đời vì bệnh đậu mùa.
- Với Louise-Jeanne Tiercelin de La Colleterie (26 tháng 11 năm 1746 – 5 tháng 7 năm 1779), danh xưng Phu nhân de Bonneval:
  - Benoît Louis Le Duc (7 tháng 2 năm 1764 – 1837). Trong giấy tờ ghi nhận là con của Louis Le Duc, cựu chiến binh và phu nhân Julie de la Colleterie, cả hai người này đều không tồn tại; những bằng chứng về sau đều minh chứng là thân phận hoàng gia của ông.[126]

## Danh hiệu, huy hiệu

Huy hiệu của vua Louis XV

### Danh hiệu và tước hiệu
- 15 tháng 2 năm 1710 – 8 tháng 3 năm 1712 Điện hạ Công tước xứ Anjou
- 8 tháng 3 năm 1712 – 1 tháng 9 năm 1715 Điện hạ Thái tử của Pháp
- 1 tháng 9 năm 1715 – 10 tháng 5 năm 1774 Kim thượng Đức vua

Tôn hiệu chính thức của Louis là "Très haut, très puissant et très excellent Prince Louis XV, par la grâce de Dieu, roi de France et de Navarre", nghĩa là "Cao nhất, mạnh mẽ và vĩ đại nhất, Ông hoàng Louis XV, bởi Đặc ân của Chúa, Vua của Pháp và của Navarra".